# Allison Iraheta
Allison Iraheta là một ca sĩ người Mĩ đến từ Los Angeles, California. Cô từng lọt vào tốp 4 của cuộc thi âm nhạc American Idol mùa thứ tám. Album đầu tay của Allison, Just Like You, phát hành ngày 1 tháng 12 năm 2009.

## Tiểu sử

### Thuở thiếu thời
Allison sinh ra ở Glendale, California. Allison là con út trong nhà, có hai người anh ruột. Năm 2001, cô học thanh nhạc với Raphael Enriquez ở trường nghệ thuật và âm nhạc Los Angeles. Trước khi nổi tiếng, Allison đã biểu diễn ở siêu thị Latinh La Curaçao và buổi hòa nhạc hằng của trường, Stars for the Arts.

### Học vấn
Iraheta học ở trường trung học Los Angeles' Animo Ralph Bunche Charter.

## Quinceañera: Mamá Quiero Ser Artista
Năm 2006, Allison chiến thắng ở chương trình truyền hình thực tế của Telemundo Quinceañera, nơi cô đã hát cả tiếng Anh và tiếng Tay Ban Nha. Giải thưởng là $50.000 và một hợp đồng thu âm. Tuy nhiên, cô chỉ nhận số tiền thưởng.

#### Màn trình diễn/kết quả
| Week #  | Week #  | Week #  | Week #  | Week #  | Week #  | Week #  | Week #  | Week #  | Week #  | Week #  | Week #  | Week #  | Week #  | Week #  | Week #  | Week #  | Week #  | Week #  | Week #  | Week #  | Week #  | Week #  | Week #  | Week #  | Week #  | Week #  | Week #  | Week #  | Week #  | Week #  | Week #  | Week #  | Week #  | Week #  | Week #  | Week #  | Week #  | Week #  | Week #  | Week #  | Week #  | Week #  | Week #  | Week #  | Week #  | Week #  | Week #  | Week #  | Week #  | Week #  | Week #  | Week #  | Week #  | Week #  | Week #  | Week #  | Week #  | Week #  | Week #  | Week #  | Week #  | Week #  | Week #  | Week #  | Week #  | Week #  | Week #  | Week #  | Week #  | Week #  | Week #  | Week #  | Week #  | Week #  | Week #  | Week #  | Week #  | Week #  | Week #  | Week #  | Week #  | Week #  | Week #  | Week #  | Week #  | Week #  | Week #  | Week #  | Week #  | Week #  | Week #  | Week #  | Week #  | Week #  | Week #  | Week #  | Week #  | Week #  | Week #  | Song choice                   | Song choice                   | Song choice                   | Song choice                   | Song choice                   | Song choice                   | Song choice                   | Song choice                   | Song choice                   | Song choice                   | Song choice                   | Song choice                   | Song choice                   | Song choice                   | Song choice                   | Song choice                   | Song choice                   | Song choice                   | Song choice                   | Song choice                   | Song choice                   | Song choice                   | Song choice                   | Song choice                   | Song choice                   | Song choice                   | Song choice                   | Song choice                   | Song choice                   | Song choice                   | Song choice                   | Song choice                   | Song choice                   | Song choice                   | Song choice                   | Song choice                   | Song choice                   | Song choice                   | Song choice                   | Song choice                   | Song choice                   | Song choice                   | Song choice                   | Song choice                   | Song choice                   | Song choice                   | Song choice                   | Song choice                   | Song choice                   | Song choice                   | Song choice                   | Song choice                   | Song choice                   | Song choice                   | Song choice                   | Song choice                   | Song choice                   | Song choice                   | Song choice                   | Song choice                   | Song choice                   | Song choice                   | Song choice                   | Song choice                   | Song choice                   | Song choice                   | Song choice                   | Song choice                   | Song choice                   | Song choice                   | Song choice                   | Song choice                   | Song choice                   | Song choice                   | Song choice                   | Song choice                   | Song choice                   | Song choice                   | Song choice                   | Song choice                   | Song choice                   | Song choice                   | Song choice                   | Song choice                   | Song choice                   | Song choice                   | Song choice                   | Song choice                   | Song choice                   | Song choice                   | Song choice                   | Song choice                   | Song choice                   | Song choice                   | Song choice                   | Song choice                   | Song choice                   | Song choice                   | Song choice                   | Song choice                   | Original artist  | Original artist  | Original artist  | Original artist  | Original artist  | Original artist  | Original artist  | Original artist  | Original artist  | Original artist  | Original artist  | Original artist  | Original artist  | Original artist  | Original artist  | Original artist  | Original artist  | Original artist  | Original artist  | Original artist  | Original artist  | Original artist  | Original artist  | Original artist  | Original artist  | Original artist  | Original artist  | Original artist  | Original artist  | Original artist  | Original artist  | Original artist  | Original artist  | Original artist  | Original artist  | Original artist  | Original artist  | Original artist  | Original artist  | Original artist  | Original artist  | Original artist  | Original artist  | Original artist  | Original artist  | Original artist  | Original artist  | Original artist  | Original artist  | Original artist  | Original artist  | Original artist  | Original artist  | Original artist  | Original artist  | Original artist  | Original artist  | Original artist  | Original artist  | Original artist  | Original artist  | Original artist  | Original artist  | Original artist  | Original artist  | Original artist  | Original artist  | Original artist  | Original artist  | Original artist  | Original artist  | Original artist  | Original artist  | Original artist  | Original artist  | Original artist  | Original artist  | Original artist  | Original artist  | Original artist  | Original artist  | Original artist  | Original artist  | Original artist  | Original artist  | Original artist  | Original artist  | Original artist  | Original artist  | Original artist  | Original artist  | Original artist  | Original artist  | Original artist  | Original artist  | Original artist  | Original artist  | Original artist  | Original artist  | Original artist  | Result   | Result   | Result   | Result   | Result   | Result   | Result   | Result   | Result   | Result   | Result   | Result   | Result   | Result   | Result   | Result   | Result   | Result   | Result   | Result   | Result   | Result   | Result   | Result   | Result   | Result   | Result   | Result   | Result   | Result   | Result   | Result   | Result   | Result   | Result   | Result   | Result   | Result   | Result   | Result   | Result   | Result   | Result   | Result   | Result   | Result   | Result   | Result   | Result   | Result   | Result   | Result   | Result   | Result   | Result   | Result   | Result   | Result   | Result   | Result   | Result   | Result   | Result   | Result   | Result   | Result   | Result   | Result   | Result   | Result   | Result   | Result   | Result   | Result   | Result   | Result   | Result   | Result   | Result   | Result   | Result   | Result   | Result   | Result   | Result   | Result   | Result   | Result   | Result   | Result   | Result   | Result   | Result   | Result   | Result   | Result   | Result   | Result   | Result   | Result   |
| Unknown | Unknown | Unknown | Unknown | Unknown | Unknown | Unknown | Unknown | Unknown | Unknown | Unknown | Unknown | Unknown | Unknown | Unknown | Unknown | Unknown | Unknown | Unknown | Unknown | Unknown | Unknown | Unknown | Unknown | Unknown | Unknown | Unknown | Unknown | Unknown | Unknown | Unknown | Unknown | Unknown | Unknown | Unknown | Unknown | Unknown | Unknown | Unknown | Unknown | Unknown | Unknown | Unknown | Unknown | Unknown | Unknown | Unknown | Unknown | Unknown | Unknown | Unknown | Unknown | Unknown | Unknown | Unknown | Unknown | Unknown | Unknown | Unknown | Unknown | Unknown | Unknown | Unknown | Unknown | Unknown | Unknown | Unknown | Unknown | Unknown | Unknown | Unknown | Unknown | Unknown | Unknown | Unknown | Unknown | Unknown | Unknown | Unknown | Unknown | Unknown | Unknown | Unknown | Unknown | Unknown | Unknown | Unknown | Unknown | Unknown | Unknown | Unknown | Unknown | Unknown | Unknown | Unknown | Unknown | Unknown | Unknown | Unknown | Unknown | "Antología"                   | "Antología"                   | "Antología"                   | "Antología"                   | "Antología"                   | "Antología"                   | "Antología"                   | "Antología"                   | "Antología"                   | "Antología"                   | "Antología"                   | "Antología"                   | "Antología"                   | "Antología"                   | "Antología"                   | "Antología"                   | "Antología"                   | "Antología"                   | "Antología"                   | "Antología"                   | "Antología"                   | "Antología"                   | "Antología"                   | "Antología"                   | "Antología"                   | "Antología"                   | "Antología"                   | "Antología"                   | "Antología"                   | "Antología"                   | "Antología"                   | "Antología"                   | "Antología"                   | "Antología"                   | "Antología"                   | "Antología"                   | "Antología"                   | "Antología"                   | "Antología"                   | "Antología"                   | "Antología"                   | "Antología"                   | "Antología"                   | "Antología"                   | "Antología"                   | "Antología"                   | "Antología"                   | "Antología"                   | "Antología"                   | "Antología"                   | "Antología"                   | "Antología"                   | "Antología"                   | "Antología"                   | "Antología"                   | "Antología"                   | "Antología"                   | "Antología"                   | "Antología"                   | "Antología"                   | "Antología"                   | "Antología"                   | "Antología"                   | "Antología"                   | "Antología"                   | "Antología"                   | "Antología"                   | "Antología"                   | "Antología"                   | "Antología"                   | "Antología"                   | "Antología"                   | "Antología"                   | "Antología"                   | "Antología"                   | "Antología"                   | "Antología"                   | "Antología"                   | "Antología"                   | "Antología"                   | "Antología"                   | "Antología"                   | "Antología"                   | "Antología"                   | "Antología"                   | "Antología"                   | "Antología"                   | "Antología"                   | "Antología"                   | "Antología"                   | "Antología"                   | "Antología"                   | "Antología"                   | "Antología"                   | "Antología"                   | "Antología"                   | "Antología"                   | "Antología"                   | "Antología"                   | "Antología"                   | Shakira          | Shakira          | Shakira          | Shakira          | Shakira          | Shakira          | Shakira          | Shakira          | Shakira          | Shakira          | Shakira          | Shakira          | Shakira          | Shakira          | Shakira          | Shakira          | Shakira          | Shakira          | Shakira          | Shakira          | Shakira          | Shakira          | Shakira          | Shakira          | Shakira          | Shakira          | Shakira          | Shakira          | Shakira          | Shakira          | Shakira          | Shakira          | Shakira          | Shakira          | Shakira          | Shakira          | Shakira          | Shakira          | Shakira          | Shakira          | Shakira          | Shakira          | Shakira          | Shakira          | Shakira          | Shakira          | Shakira          | Shakira          | Shakira          | Shakira          | Shakira          | Shakira          | Shakira          | Shakira          | Shakira          | Shakira          | Shakira          | Shakira          | Shakira          | Shakira          | Shakira          | Shakira          | Shakira          | Shakira          | Shakira          | Shakira          | Shakira          | Shakira          | Shakira          | Shakira          | Shakira          | Shakira          | Shakira          | Shakira          | Shakira          | Shakira          | Shakira          | Shakira          | Shakira          | Shakira          | Shakira          | Shakira          | Shakira          | Shakira          | Shakira          | Shakira          | Shakira          | Shakira          | Shakira          | Shakira          | Shakira          | Shakira          | Shakira          | Shakira          | Shakira          | Shakira          | Shakira          | Shakira          | Shakira          | Shakira          | Advanced | Advanced | Advanced | Advanced | Advanced | Advanced | Advanced | Advanced | Advanced | Advanced | Advanced | Advanced | Advanced | Advanced | Advanced | Advanced | Advanced | Advanced | Advanced | Advanced | Advanced | Advanced | Advanced | Advanced | Advanced | Advanced | Advanced | Advanced | Advanced | Advanced | Advanced | Advanced | Advanced | Advanced | Advanced | Advanced | Advanced | Advanced | Advanced | Advanced | Advanced | Advanced | Advanced | Advanced | Advanced | Advanced | Advanced | Advanced | Advanced | Advanced | Advanced | Advanced | Advanced | Advanced | Advanced | Advanced | Advanced | Advanced | Advanced | Advanced | Advanced | Advanced | Advanced | Advanced | Advanced | Advanced | Advanced | Advanced | Advanced | Advanced | Advanced | Advanced | Advanced | Advanced | Advanced | Advanced | Advanced | Advanced | Advanced | Advanced | Advanced | Advanced | Advanced | Advanced | Advanced | Advanced | Advanced | Advanced | Advanced | Advanced | Advanced | Advanced | Advanced | Advanced | Advanced | Advanced | Advanced | Advanced | Advanced | Advanced |
| Unknown | Unknown | Unknown | Unknown | Unknown | Unknown | Unknown | Unknown | Unknown | Unknown | Unknown | Unknown | Unknown | Unknown | Unknown | Unknown | Unknown | Unknown | Unknown | Unknown | Unknown | Unknown | Unknown | Unknown | Unknown | Unknown | Unknown | Unknown | Unknown | Unknown | Unknown | Unknown | Unknown | Unknown | Unknown | Unknown | Unknown | Unknown | Unknown | Unknown | Unknown | Unknown | Unknown | Unknown | Unknown | Unknown | Unknown | Unknown | Unknown | Unknown | Unknown | Unknown | Unknown | Unknown | Unknown | Unknown | Unknown | Unknown | Unknown | Unknown | Unknown | Unknown | Unknown | Unknown | Unknown | Unknown | Unknown | Unknown | Unknown | Unknown | Unknown | Unknown | Unknown | Unknown | Unknown | Unknown | Unknown | Unknown | Unknown | Unknown | Unknown | Unknown | Unknown | Unknown | Unknown | Unknown | Unknown | Unknown | Unknown | Unknown | Unknown | Unknown | Unknown | Unknown | Unknown | Unknown | Unknown | Unknown | Unknown | Unknown | "La Muerte Del Palomo"        | "La Muerte Del Palomo"        | "La Muerte Del Palomo"        | "La Muerte Del Palomo"        | "La Muerte Del Palomo"        | "La Muerte Del Palomo"        | "La Muerte Del Palomo"        | "La Muerte Del Palomo"        | "La Muerte Del Palomo"        | "La Muerte Del Palomo"        | "La Muerte Del Palomo"        | "La Muerte Del Palomo"        | "La Muerte Del Palomo"        | "La Muerte Del Palomo"        | "La Muerte Del Palomo"        | "La Muerte Del Palomo"        | "La Muerte Del Palomo"        | "La Muerte Del Palomo"        | "La Muerte Del Palomo"        | "La Muerte Del Palomo"        | "La Muerte Del Palomo"        | "La Muerte Del Palomo"        | "La Muerte Del Palomo"        | "La Muerte Del Palomo"        | "La Muerte Del Palomo"        | "La Muerte Del Palomo"        | "La Muerte Del Palomo"        | "La Muerte Del Palomo"        | "La Muerte Del Palomo"        | "La Muerte Del Palomo"        | "La Muerte Del Palomo"        | "La Muerte Del Palomo"        | "La Muerte Del Palomo"        | "La Muerte Del Palomo"        | "La Muerte Del Palomo"        | "La Muerte Del Palomo"        | "La Muerte Del Palomo"        | "La Muerte Del Palomo"        | "La Muerte Del Palomo"        | "La Muerte Del Palomo"        | "La Muerte Del Palomo"        | "La Muerte Del Palomo"        | "La Muerte Del Palomo"        | "La Muerte Del Palomo"        | "La Muerte Del Palomo"        | "La Muerte Del Palomo"        | "La Muerte Del Palomo"        | "La Muerte Del Palomo"        | "La Muerte Del Palomo"        | "La Muerte Del Palomo"        | "La Muerte Del Palomo"        | "La Muerte Del Palomo"        | "La Muerte Del Palomo"        | "La Muerte Del Palomo"        | "La Muerte Del Palomo"        | "La Muerte Del Palomo"        | "La Muerte Del Palomo"        | "La Muerte Del Palomo"        | "La Muerte Del Palomo"        | "La Muerte Del Palomo"        | "La Muerte Del Palomo"        | "La Muerte Del Palomo"        | "La Muerte Del Palomo"        | "La Muerte Del Palomo"        | "La Muerte Del Palomo"        | "La Muerte Del Palomo"        | "La Muerte Del Palomo"        | "La Muerte Del Palomo"        | "La Muerte Del Palomo"        | "La Muerte Del Palomo"        | "La Muerte Del Palomo"        | "La Muerte Del Palomo"        | "La Muerte Del Palomo"        | "La Muerte Del Palomo"        | "La Muerte Del Palomo"        | "La Muerte Del Palomo"        | "La Muerte Del Palomo"        | "La Muerte Del Palomo"        | "La Muerte Del Palomo"        | "La Muerte Del Palomo"        | "La Muerte Del Palomo"        | "La Muerte Del Palomo"        | "La Muerte Del Palomo"        | "La Muerte Del Palomo"        | "La Muerte Del Palomo"        | "La Muerte Del Palomo"        | "La Muerte Del Palomo"        | "La Muerte Del Palomo"        | "La Muerte Del Palomo"        | "La Muerte Del Palomo"        | "La Muerte Del Palomo"        | "La Muerte Del Palomo"        | "La Muerte Del Palomo"        | "La Muerte Del Palomo"        | "La Muerte Del Palomo"        | "La Muerte Del Palomo"        | "La Muerte Del Palomo"        | "La Muerte Del Palomo"        | "La Muerte Del Palomo"        | "La Muerte Del Palomo"        | Juan Gabriel     | Juan Gabriel     | Juan Gabriel     | Juan Gabriel     | Juan Gabriel     | Juan Gabriel     | Juan Gabriel     | Juan Gabriel     | Juan Gabriel     | Juan Gabriel     | Juan Gabriel     | Juan Gabriel     | Juan Gabriel     | Juan Gabriel     | Juan Gabriel     | Juan Gabriel     | Juan Gabriel     | Juan Gabriel     | Juan Gabriel     | Juan Gabriel     | Juan Gabriel     | Juan Gabriel     | Juan Gabriel     | Juan Gabriel     | Juan Gabriel     | Juan Gabriel     | Juan Gabriel     | Juan Gabriel     | Juan Gabriel     | Juan Gabriel     | Juan Gabriel     | Juan Gabriel     | Juan Gabriel     | Juan Gabriel     | Juan Gabriel     | Juan Gabriel     | Juan Gabriel     | Juan Gabriel     | Juan Gabriel     | Juan Gabriel     | Juan Gabriel     | Juan Gabriel     | Juan Gabriel     | Juan Gabriel     | Juan Gabriel     | Juan Gabriel     | Juan Gabriel     | Juan Gabriel     | Juan Gabriel     | Juan Gabriel     | Juan Gabriel     | Juan Gabriel     | Juan Gabriel     | Juan Gabriel     | Juan Gabriel     | Juan Gabriel     | Juan Gabriel     | Juan Gabriel     | Juan Gabriel     | Juan Gabriel     | Juan Gabriel     | Juan Gabriel     | Juan Gabriel     | Juan Gabriel     | Juan Gabriel     | Juan Gabriel     | Juan Gabriel     | Juan Gabriel     | Juan Gabriel     | Juan Gabriel     | Juan Gabriel     | Juan Gabriel     | Juan Gabriel     | Juan Gabriel     | Juan Gabriel     | Juan Gabriel     | Juan Gabriel     | Juan Gabriel     | Juan Gabriel     | Juan Gabriel     | Juan Gabriel     | Juan Gabriel     | Juan Gabriel     | Juan Gabriel     | Juan Gabriel     | Juan Gabriel     | Juan Gabriel     | Juan Gabriel     | Juan Gabriel     | Juan Gabriel     | Juan Gabriel     | Juan Gabriel     | Juan Gabriel     | Juan Gabriel     | Juan Gabriel     | Juan Gabriel     | Juan Gabriel     | Juan Gabriel     | Juan Gabriel     | Juan Gabriel     | Advanced | Advanced | Advanced | Advanced | Advanced | Advanced | Advanced | Advanced | Advanced | Advanced | Advanced | Advanced | Advanced | Advanced | Advanced | Advanced | Advanced | Advanced | Advanced | Advanced | Advanced | Advanced | Advanced | Advanced | Advanced | Advanced | Advanced | Advanced | Advanced | Advanced | Advanced | Advanced | Advanced | Advanced | Advanced | Advanced | Advanced | Advanced | Advanced | Advanced | Advanced | Advanced | Advanced | Advanced | Advanced | Advanced | Advanced | Advanced | Advanced | Advanced | Advanced | Advanced | Advanced | Advanced | Advanced | Advanced | Advanced | Advanced | Advanced | Advanced | Advanced | Advanced | Advanced | Advanced | Advanced | Advanced | Advanced | Advanced | Advanced | Advanced | Advanced | Advanced | Advanced | Advanced | Advanced | Advanced | Advanced | Advanced | Advanced | Advanced | Advanced | Advanced | Advanced | Advanced | Advanced | Advanced | Advanced | Advanced | Advanced | Advanced | Advanced | Advanced | Advanced | Advanced | Advanced | Advanced | Advanced | Advanced | Advanced | Advanced |
| Unknown | Unknown | Unknown | Unknown | Unknown | Unknown | Unknown | Unknown | Unknown | Unknown | Unknown | Unknown | Unknown | Unknown | Unknown | Unknown | Unknown | Unknown | Unknown | Unknown | Unknown | Unknown | Unknown | Unknown | Unknown | Unknown | Unknown | Unknown | Unknown | Unknown | Unknown | Unknown | Unknown | Unknown | Unknown | Unknown | Unknown | Unknown | Unknown | Unknown | Unknown | Unknown | Unknown | Unknown | Unknown | Unknown | Unknown | Unknown | Unknown | Unknown | Unknown | Unknown | Unknown | Unknown | Unknown | Unknown | Unknown | Unknown | Unknown | Unknown | Unknown | Unknown | Unknown | Unknown | Unknown | Unknown | Unknown | Unknown | Unknown | Unknown | Unknown | Unknown | Unknown | Unknown | Unknown | Unknown | Unknown | Unknown | Unknown | Unknown | Unknown | Unknown | Unknown | Unknown | Unknown | Unknown | Unknown | Unknown | Unknown | Unknown | Unknown | Unknown | Unknown | Unknown | Unknown | Unknown | Unknown | Unknown | Unknown | Unknown | "Crazy in Love"               | "Crazy in Love"               | "Crazy in Love"               | "Crazy in Love"               | "Crazy in Love"               | "Crazy in Love"               | "Crazy in Love"               | "Crazy in Love"               | "Crazy in Love"               | "Crazy in Love"               | "Crazy in Love"               | "Crazy in Love"               | "Crazy in Love"               | "Crazy in Love"               | "Crazy in Love"               | "Crazy in Love"               | "Crazy in Love"               | "Crazy in Love"               | "Crazy in Love"               | "Crazy in Love"               | "Crazy in Love"               | "Crazy in Love"               | "Crazy in Love"               | "Crazy in Love"               | "Crazy in Love"               | "Crazy in Love"               | "Crazy in Love"               | "Crazy in Love"               | "Crazy in Love"               | "Crazy in Love"               | "Crazy in Love"               | "Crazy in Love"               | "Crazy in Love"               | "Crazy in Love"               | "Crazy in Love"               | "Crazy in Love"               | "Crazy in Love"               | "Crazy in Love"               | "Crazy in Love"               | "Crazy in Love"               | "Crazy in Love"               | "Crazy in Love"               | "Crazy in Love"               | "Crazy in Love"               | "Crazy in Love"               | "Crazy in Love"               | "Crazy in Love"               | "Crazy in Love"               | "Crazy in Love"               | "Crazy in Love"               | "Crazy in Love"               | "Crazy in Love"               | "Crazy in Love"               | "Crazy in Love"               | "Crazy in Love"               | "Crazy in Love"               | "Crazy in Love"               | "Crazy in Love"               | "Crazy in Love"               | "Crazy in Love"               | "Crazy in Love"               | "Crazy in Love"               | "Crazy in Love"               | "Crazy in Love"               | "Crazy in Love"               | "Crazy in Love"               | "Crazy in Love"               | "Crazy in Love"               | "Crazy in Love"               | "Crazy in Love"               | "Crazy in Love"               | "Crazy in Love"               | "Crazy in Love"               | "Crazy in Love"               | "Crazy in Love"               | "Crazy in Love"               | "Crazy in Love"               | "Crazy in Love"               | "Crazy in Love"               | "Crazy in Love"               | "Crazy in Love"               | "Crazy in Love"               | "Crazy in Love"               | "Crazy in Love"               | "Crazy in Love"               | "Crazy in Love"               | "Crazy in Love"               | "Crazy in Love"               | "Crazy in Love"               | "Crazy in Love"               | "Crazy in Love"               | "Crazy in Love"               | "Crazy in Love"               | "Crazy in Love"               | "Crazy in Love"               | "Crazy in Love"               | "Crazy in Love"               | "Crazy in Love"               | "Crazy in Love"               | "Crazy in Love"               | Beyoncé          | Beyoncé          | Beyoncé          | Beyoncé          | Beyoncé          | Beyoncé          | Beyoncé          | Beyoncé          | Beyoncé          | Beyoncé          | Beyoncé          | Beyoncé          | Beyoncé          | Beyoncé          | Beyoncé          | Beyoncé          | Beyoncé          | Beyoncé          | Beyoncé          | Beyoncé          | Beyoncé          | Beyoncé          | Beyoncé          | Beyoncé          | Beyoncé          | Beyoncé          | Beyoncé          | Beyoncé          | Beyoncé          | Beyoncé          | Beyoncé          | Beyoncé          | Beyoncé          | Beyoncé          | Beyoncé          | Beyoncé          | Beyoncé          | Beyoncé          | Beyoncé          | Beyoncé          | Beyoncé          | Beyoncé          | Beyoncé          | Beyoncé          | Beyoncé          | Beyoncé          | Beyoncé          | Beyoncé          | Beyoncé          | Beyoncé          | Beyoncé          | Beyoncé          | Beyoncé          | Beyoncé          | Beyoncé          | Beyoncé          | Beyoncé          | Beyoncé          | Beyoncé          | Beyoncé          | Beyoncé          | Beyoncé          | Beyoncé          | Beyoncé          | Beyoncé          | Beyoncé          | Beyoncé          | Beyoncé          | Beyoncé          | Beyoncé          | Beyoncé          | Beyoncé          | Beyoncé          | Beyoncé          | Beyoncé          | Beyoncé          | Beyoncé          | Beyoncé          | Beyoncé          | Beyoncé          | Beyoncé          | Beyoncé          | Beyoncé          | Beyoncé          | Beyoncé          | Beyoncé          | Beyoncé          | Beyoncé          | Beyoncé          | Beyoncé          | Beyoncé          | Beyoncé          | Beyoncé          | Beyoncé          | Beyoncé          | Beyoncé          | Beyoncé          | Beyoncé          | Beyoncé          | Beyoncé          | Advanced | Advanced | Advanced | Advanced | Advanced | Advanced | Advanced | Advanced | Advanced | Advanced | Advanced | Advanced | Advanced | Advanced | Advanced | Advanced | Advanced | Advanced | Advanced | Advanced | Advanced | Advanced | Advanced | Advanced | Advanced | Advanced | Advanced | Advanced | Advanced | Advanced | Advanced | Advanced | Advanced | Advanced | Advanced | Advanced | Advanced | Advanced | Advanced | Advanced | Advanced | Advanced | Advanced | Advanced | Advanced | Advanced | Advanced | Advanced | Advanced | Advanced | Advanced | Advanced | Advanced | Advanced | Advanced | Advanced | Advanced | Advanced | Advanced | Advanced | Advanced | Advanced | Advanced | Advanced | Advanced | Advanced | Advanced | Advanced | Advanced | Advanced | Advanced | Advanced | Advanced | Advanced | Advanced | Advanced | Advanced | Advanced | Advanced | Advanced | Advanced | Advanced | Advanced | Advanced | Advanced | Advanced | Advanced | Advanced | Advanced | Advanced | Advanced | Advanced | Advanced | Advanced | Advanced | Advanced | Advanced | Advanced | Advanced | Advanced |
| Unknown | Unknown | Unknown | Unknown | Unknown | Unknown | Unknown | Unknown | Unknown | Unknown | Unknown | Unknown | Unknown | Unknown | Unknown | Unknown | Unknown | Unknown | Unknown | Unknown | Unknown | Unknown | Unknown | Unknown | Unknown | Unknown | Unknown | Unknown | Unknown | Unknown | Unknown | Unknown | Unknown | Unknown | Unknown | Unknown | Unknown | Unknown | Unknown | Unknown | Unknown | Unknown | Unknown | Unknown | Unknown | Unknown | Unknown | Unknown | Unknown | Unknown | Unknown | Unknown | Unknown | Unknown | Unknown | Unknown | Unknown | Unknown | Unknown | Unknown | Unknown | Unknown | Unknown | Unknown | Unknown | Unknown | Unknown | Unknown | Unknown | Unknown | Unknown | Unknown | Unknown | Unknown | Unknown | Unknown | Unknown | Unknown | Unknown | Unknown | Unknown | Unknown | Unknown | Unknown | Unknown | Unknown | Unknown | Unknown | Unknown | Unknown | Unknown | Unknown | Unknown | Unknown | Unknown | Unknown | Unknown | Unknown | Unknown | Unknown | "Kiss and Say Goodbye"        | "Kiss and Say Goodbye"        | "Kiss and Say Goodbye"        | "Kiss and Say Goodbye"        | "Kiss and Say Goodbye"        | "Kiss and Say Goodbye"        | "Kiss and Say Goodbye"        | "Kiss and Say Goodbye"        | "Kiss and Say Goodbye"        | "Kiss and Say Goodbye"        | "Kiss and Say Goodbye"        | "Kiss and Say Goodbye"        | "Kiss and Say Goodbye"        | "Kiss and Say Goodbye"        | "Kiss and Say Goodbye"        | "Kiss and Say Goodbye"        | "Kiss and Say Goodbye"        | "Kiss and Say Goodbye"        | "Kiss and Say Goodbye"        | "Kiss and Say Goodbye"        | "Kiss and Say Goodbye"        | "Kiss and Say Goodbye"        | "Kiss and Say Goodbye"        | "Kiss and Say Goodbye"        | "Kiss and Say Goodbye"        | "Kiss and Say Goodbye"        | "Kiss and Say Goodbye"        | "Kiss and Say Goodbye"        | "Kiss and Say Goodbye"        | "Kiss and Say Goodbye"        | "Kiss and Say Goodbye"        | "Kiss and Say Goodbye"        | "Kiss and Say Goodbye"        | "Kiss and Say Goodbye"        | "Kiss and Say Goodbye"        | "Kiss and Say Goodbye"        | "Kiss and Say Goodbye"        | "Kiss and Say Goodbye"        | "Kiss and Say Goodbye"        | "Kiss and Say Goodbye"        | "Kiss and Say Goodbye"        | "Kiss and Say Goodbye"        | "Kiss and Say Goodbye"        | "Kiss and Say Goodbye"        | "Kiss and Say Goodbye"        | "Kiss and Say Goodbye"        | "Kiss and Say Goodbye"        | "Kiss and Say Goodbye"        | "Kiss and Say Goodbye"        | "Kiss and Say Goodbye"        | "Kiss and Say Goodbye"        | "Kiss and Say Goodbye"        | "Kiss and Say Goodbye"        | "Kiss and Say Goodbye"        | "Kiss and Say Goodbye"        | "Kiss and Say Goodbye"        | "Kiss and Say Goodbye"        | "Kiss and Say Goodbye"        | "Kiss and Say Goodbye"        | "Kiss and Say Goodbye"        | "Kiss and Say Goodbye"        | "Kiss and Say Goodbye"        | "Kiss and Say Goodbye"        | "Kiss and Say Goodbye"        | "Kiss and Say Goodbye"        | "Kiss and Say Goodbye"        | "Kiss and Say Goodbye"        | "Kiss and Say Goodbye"        | "Kiss and Say Goodbye"        | "Kiss and Say Goodbye"        | "Kiss and Say Goodbye"        | "Kiss and Say Goodbye"        | "Kiss and Say Goodbye"        | "Kiss and Say Goodbye"        | "Kiss and Say Goodbye"        | "Kiss and Say Goodbye"        | "Kiss and Say Goodbye"        | "Kiss and Say Goodbye"        | "Kiss and Say Goodbye"        | "Kiss and Say Goodbye"        | "Kiss and Say Goodbye"        | "Kiss and Say Goodbye"        | "Kiss and Say Goodbye"        | "Kiss and Say Goodbye"        | "Kiss and Say Goodbye"        | "Kiss and Say Goodbye"        | "Kiss and Say Goodbye"        | "Kiss and Say Goodbye"        | "Kiss and Say Goodbye"        | "Kiss and Say Goodbye"        | "Kiss and Say Goodbye"        | "Kiss and Say Goodbye"        | "Kiss and Say Goodbye"        | "Kiss and Say Goodbye"        | "Kiss and Say Goodbye"        | "Kiss and Say Goodbye"        | "Kiss and Say Goodbye"        | "Kiss and Say Goodbye"        | "Kiss and Say Goodbye"        | "Kiss and Say Goodbye"        | The Manhattans   | The Manhattans   | The Manhattans   | The Manhattans   | The Manhattans   | The Manhattans   | The Manhattans   | The Manhattans   | The Manhattans   | The Manhattans   | The Manhattans   | The Manhattans   | The Manhattans   | The Manhattans   | The Manhattans   | The Manhattans   | The Manhattans   | The Manhattans   | The Manhattans   | The Manhattans   | The Manhattans   | The Manhattans   | The Manhattans   | The Manhattans   | The Manhattans   | The Manhattans   | The Manhattans   | The Manhattans   | The Manhattans   | The Manhattans   | The Manhattans   | The Manhattans   | The Manhattans   | The Manhattans   | The Manhattans   | The Manhattans   | The Manhattans   | The Manhattans   | The Manhattans   | The Manhattans   | The Manhattans   | The Manhattans   | The Manhattans   | The Manhattans   | The Manhattans   | The Manhattans   | The Manhattans   | The Manhattans   | The Manhattans   | The Manhattans   | The Manhattans   | The Manhattans   | The Manhattans   | The Manhattans   | The Manhattans   | The Manhattans   | The Manhattans   | The Manhattans   | The Manhattans   | The Manhattans   | The Manhattans   | The Manhattans   | The Manhattans   | The Manhattans   | The Manhattans   | The Manhattans   | The Manhattans   | The Manhattans   | The Manhattans   | The Manhattans   | The Manhattans   | The Manhattans   | The Manhattans   | The Manhattans   | The Manhattans   | The Manhattans   | The Manhattans   | The Manhattans   | The Manhattans   | The Manhattans   | The Manhattans   | The Manhattans   | The Manhattans   | The Manhattans   | The Manhattans   | The Manhattans   | The Manhattans   | The Manhattans   | The Manhattans   | The Manhattans   | The Manhattans   | The Manhattans   | The Manhattans   | The Manhattans   | The Manhattans   | The Manhattans   | The Manhattans   | The Manhattans   | The Manhattans   | The Manhattans   | Advanced | Advanced | Advanced | Advanced | Advanced | Advanced | Advanced | Advanced | Advanced | Advanced | Advanced | Advanced | Advanced | Advanced | Advanced | Advanced | Advanced | Advanced | Advanced | Advanced | Advanced | Advanced | Advanced | Advanced | Advanced | Advanced | Advanced | Advanced | Advanced | Advanced | Advanced | Advanced | Advanced | Advanced | Advanced | Advanced | Advanced | Advanced | Advanced | Advanced | Advanced | Advanced | Advanced | Advanced | Advanced | Advanced | Advanced | Advanced | Advanced | Advanced | Advanced | Advanced | Advanced | Advanced | Advanced | Advanced | Advanced | Advanced | Advanced | Advanced | Advanced | Advanced | Advanced | Advanced | Advanced | Advanced | Advanced | Advanced | Advanced | Advanced | Advanced | Advanced | Advanced | Advanced | Advanced | Advanced | Advanced | Advanced | Advanced | Advanced | Advanced | Advanced | Advanced | Advanced | Advanced | Advanced | Advanced | Advanced | Advanced | Advanced | Advanced | Advanced | Advanced | Advanced | Advanced | Advanced | Advanced | Advanced | Advanced | Advanced |
| Unknown | Unknown | Unknown | Unknown | Unknown | Unknown | Unknown | Unknown | Unknown | Unknown | Unknown | Unknown | Unknown | Unknown | Unknown | Unknown | Unknown | Unknown | Unknown | Unknown | Unknown | Unknown | Unknown | Unknown | Unknown | Unknown | Unknown | Unknown | Unknown | Unknown | Unknown | Unknown | Unknown | Unknown | Unknown | Unknown | Unknown | Unknown | Unknown | Unknown | Unknown | Unknown | Unknown | Unknown | Unknown | Unknown | Unknown | Unknown | Unknown | Unknown | Unknown | Unknown | Unknown | Unknown | Unknown | Unknown | Unknown | Unknown | Unknown | Unknown | Unknown | Unknown | Unknown | Unknown | Unknown | Unknown | Unknown | Unknown | Unknown | Unknown | Unknown | Unknown | Unknown | Unknown | Unknown | Unknown | Unknown | Unknown | Unknown | Unknown | Unknown | Unknown | Unknown | Unknown | Unknown | Unknown | Unknown | Unknown | Unknown | Unknown | Unknown | Unknown | Unknown | Unknown | Unknown | Unknown | Unknown | Unknown | Unknown | Unknown | "Volverte a Amar"             | "Volverte a Amar"             | "Volverte a Amar"             | "Volverte a Amar"             | "Volverte a Amar"             | "Volverte a Amar"             | "Volverte a Amar"             | "Volverte a Amar"             | "Volverte a Amar"             | "Volverte a Amar"             | "Volverte a Amar"             | "Volverte a Amar"             | "Volverte a Amar"             | "Volverte a Amar"             | "Volverte a Amar"             | "Volverte a Amar"             | "Volverte a Amar"             | "Volverte a Amar"             | "Volverte a Amar"             | "Volverte a Amar"             | "Volverte a Amar"             | "Volverte a Amar"             | "Volverte a Amar"             | "Volverte a Amar"             | "Volverte a Amar"             | "Volverte a Amar"             | "Volverte a Amar"             | "Volverte a Amar"             | "Volverte a Amar"             | "Volverte a Amar"             | "Volverte a Amar"             | "Volverte a Amar"             | "Volverte a Amar"             | "Volverte a Amar"             | "Volverte a Amar"             | "Volverte a Amar"             | "Volverte a Amar"             | "Volverte a Amar"             | "Volverte a Amar"             | "Volverte a Amar"             | "Volverte a Amar"             | "Volverte a Amar"             | "Volverte a Amar"             | "Volverte a Amar"             | "Volverte a Amar"             | "Volverte a Amar"             | "Volverte a Amar"             | "Volverte a Amar"             | "Volverte a Amar"             | "Volverte a Amar"             | "Volverte a Amar"             | "Volverte a Amar"             | "Volverte a Amar"             | "Volverte a Amar"             | "Volverte a Amar"             | "Volverte a Amar"             | "Volverte a Amar"             | "Volverte a Amar"             | "Volverte a Amar"             | "Volverte a Amar"             | "Volverte a Amar"             | "Volverte a Amar"             | "Volverte a Amar"             | "Volverte a Amar"             | "Volverte a Amar"             | "Volverte a Amar"             | "Volverte a Amar"             | "Volverte a Amar"             | "Volverte a Amar"             | "Volverte a Amar"             | "Volverte a Amar"             | "Volverte a Amar"             | "Volverte a Amar"             | "Volverte a Amar"             | "Volverte a Amar"             | "Volverte a Amar"             | "Volverte a Amar"             | "Volverte a Amar"             | "Volverte a Amar"             | "Volverte a Amar"             | "Volverte a Amar"             | "Volverte a Amar"             | "Volverte a Amar"             | "Volverte a Amar"             | "Volverte a Amar"             | "Volverte a Amar"             | "Volverte a Amar"             | "Volverte a Amar"             | "Volverte a Amar"             | "Volverte a Amar"             | "Volverte a Amar"             | "Volverte a Amar"             | "Volverte a Amar"             | "Volverte a Amar"             | "Volverte a Amar"             | "Volverte a Amar"             | "Volverte a Amar"             | "Volverte a Amar"             | "Volverte a Amar"             | "Volverte a Amar"             | Alejandra Guzmán | Alejandra Guzmán | Alejandra Guzmán | Alejandra Guzmán | Alejandra Guzmán | Alejandra Guzmán | Alejandra Guzmán | Alejandra Guzmán | Alejandra Guzmán | Alejandra Guzmán | Alejandra Guzmán | Alejandra Guzmán | Alejandra Guzmán | Alejandra Guzmán | Alejandra Guzmán | Alejandra Guzmán | Alejandra Guzmán | Alejandra Guzmán | Alejandra Guzmán | Alejandra Guzmán | Alejandra Guzmán | Alejandra Guzmán | Alejandra Guzmán | Alejandra Guzmán | Alejandra Guzmán | Alejandra Guzmán | Alejandra Guzmán | Alejandra Guzmán | Alejandra Guzmán | Alejandra Guzmán | Alejandra Guzmán | Alejandra Guzmán | Alejandra Guzmán | Alejandra Guzmán | Alejandra Guzmán | Alejandra Guzmán | Alejandra Guzmán | Alejandra Guzmán | Alejandra Guzmán | Alejandra Guzmán | Alejandra Guzmán | Alejandra Guzmán | Alejandra Guzmán | Alejandra Guzmán | Alejandra Guzmán | Alejandra Guzmán | Alejandra Guzmán | Alejandra Guzmán | Alejandra Guzmán | Alejandra Guzmán | Alejandra Guzmán | Alejandra Guzmán | Alejandra Guzmán | Alejandra Guzmán | Alejandra Guzmán | Alejandra Guzmán | Alejandra Guzmán | Alejandra Guzmán | Alejandra Guzmán | Alejandra Guzmán | Alejandra Guzmán | Alejandra Guzmán | Alejandra Guzmán | Alejandra Guzmán | Alejandra Guzmán | Alejandra Guzmán | Alejandra Guzmán | Alejandra Guzmán | Alejandra Guzmán | Alejandra Guzmán | Alejandra Guzmán | Alejandra Guzmán | Alejandra Guzmán | Alejandra Guzmán | Alejandra Guzmán | Alejandra Guzmán | Alejandra Guzmán | Alejandra Guzmán | Alejandra Guzmán | Alejandra Guzmán | Alejandra Guzmán | Alejandra Guzmán | Alejandra Guzmán | Alejandra Guzmán | Alejandra Guzmán | Alejandra Guzmán | Alejandra Guzmán | Alejandra Guzmán | Alejandra Guzmán | Alejandra Guzmán | Alejandra Guzmán | Alejandra Guzmán | Alejandra Guzmán | Alejandra Guzmán | Alejandra Guzmán | Alejandra Guzmán | Alejandra Guzmán | Alejandra Guzmán | Alejandra Guzmán | Alejandra Guzmán | Advanced | Advanced | Advanced | Advanced | Advanced | Advanced | Advanced | Advanced | Advanced | Advanced | Advanced | Advanced | Advanced | Advanced | Advanced | Advanced | Advanced | Advanced | Advanced | Advanced | Advanced | Advanced | Advanced | Advanced | Advanced | Advanced | Advanced | Advanced | Advanced | Advanced | Advanced | Advanced | Advanced | Advanced | Advanced | Advanced | Advanced | Advanced | Advanced | Advanced | Advanced | Advanced | Advanced | Advanced | Advanced | Advanced | Advanced | Advanced | Advanced | Advanced | Advanced | Advanced | Advanced | Advanced | Advanced | Advanced | Advanced | Advanced | Advanced | Advanced | Advanced | Advanced | Advanced | Advanced | Advanced | Advanced | Advanced | Advanced | Advanced | Advanced | Advanced | Advanced | Advanced | Advanced | Advanced | Advanced | Advanced | Advanced | Advanced | Advanced | Advanced | Advanced | Advanced | Advanced | Advanced | Advanced | Advanced | Advanced | Advanced | Advanced | Advanced | Advanced | Advanced | Advanced | Advanced | Advanced | Advanced | Advanced | Advanced | Advanced |
| Unknown | Unknown | Unknown | Unknown | Unknown | Unknown | Unknown | Unknown | Unknown | Unknown | Unknown | Unknown | Unknown | Unknown | Unknown | Unknown | Unknown | Unknown | Unknown | Unknown | Unknown | Unknown | Unknown | Unknown | Unknown | Unknown | Unknown | Unknown | Unknown | Unknown | Unknown | Unknown | Unknown | Unknown | Unknown | Unknown | Unknown | Unknown | Unknown | Unknown | Unknown | Unknown | Unknown | Unknown | Unknown | Unknown | Unknown | Unknown | Unknown | Unknown | Unknown | Unknown | Unknown | Unknown | Unknown | Unknown | Unknown | Unknown | Unknown | Unknown | Unknown | Unknown | Unknown | Unknown | Unknown | Unknown | Unknown | Unknown | Unknown | Unknown | Unknown | Unknown | Unknown | Unknown | Unknown | Unknown | Unknown | Unknown | Unknown | Unknown | Unknown | Unknown | Unknown | Unknown | Unknown | Unknown | Unknown | Unknown | Unknown | Unknown | Unknown | Unknown | Unknown | Unknown | Unknown | Unknown | Unknown | Unknown | Unknown | Unknown | "Sin él"                      | "Sin él"                      | "Sin él"                      | "Sin él"                      | "Sin él"                      | "Sin él"                      | "Sin él"                      | "Sin él"                      | "Sin él"                      | "Sin él"                      | "Sin él"                      | "Sin él"                      | "Sin él"                      | "Sin él"                      | "Sin él"                      | "Sin él"                      | "Sin él"                      | "Sin él"                      | "Sin él"                      | "Sin él"                      | "Sin él"                      | "Sin él"                      | "Sin él"                      | "Sin él"                      | "Sin él"                      | "Sin él"                      | "Sin él"                      | "Sin él"                      | "Sin él"                      | "Sin él"                      | "Sin él"                      | "Sin él"                      | "Sin él"                      | "Sin él"                      | "Sin él"                      | "Sin él"                      | "Sin él"                      | "Sin él"                      | "Sin él"                      | "Sin él"                      | "Sin él"                      | "Sin él"                      | "Sin él"                      | "Sin él"                      | "Sin él"                      | "Sin él"                      | "Sin él"                      | "Sin él"                      | "Sin él"                      | "Sin él"                      | "Sin él"                      | "Sin él"                      | "Sin él"                      | "Sin él"                      | "Sin él"                      | "Sin él"                      | "Sin él"                      | "Sin él"                      | "Sin él"                      | "Sin él"                      | "Sin él"                      | "Sin él"                      | "Sin él"                      | "Sin él"                      | "Sin él"                      | "Sin él"                      | "Sin él"                      | "Sin él"                      | "Sin él"                      | "Sin él"                      | "Sin él"                      | "Sin él"                      | "Sin él"                      | "Sin él"                      | "Sin él"                      | "Sin él"                      | "Sin él"                      | "Sin él"                      | "Sin él"                      | "Sin él"                      | "Sin él"                      | "Sin él"                      | "Sin él"                      | "Sin él"                      | "Sin él"                      | "Sin él"                      | "Sin él"                      | "Sin él"                      | "Sin él"                      | "Sin él"                      | "Sin él"                      | "Sin él"                      | "Sin él"                      | "Sin él"                      | "Sin él"                      | "Sin él"                      | "Sin él"                      | "Sin él"                      | "Sin él"                      | "Sin él"                      | Marisela         | Marisela         | Marisela         | Marisela         | Marisela         | Marisela         | Marisela         | Marisela         | Marisela         | Marisela         | Marisela         | Marisela         | Marisela         | Marisela         | Marisela         | Marisela         | Marisela         | Marisela         | Marisela         | Marisela         | Marisela         | Marisela         | Marisela         | Marisela         | Marisela         | Marisela         | Marisela         | Marisela         | Marisela         | Marisela         | Marisela         | Marisela         | Marisela         | Marisela         | Marisela         | Marisela         | Marisela         | Marisela         | Marisela         | Marisela         | Marisela         | Marisela         | Marisela         | Marisela         | Marisela         | Marisela         | Marisela         | Marisela         | Marisela         | Marisela         | Marisela         | Marisela         | Marisela         | Marisela         | Marisela         | Marisela         | Marisela         | Marisela         | Marisela         | Marisela         | Marisela         | Marisela         | Marisela         | Marisela         | Marisela         | Marisela         | Marisela         | Marisela         | Marisela         | Marisela         | Marisela         | Marisela         | Marisela         | Marisela         | Marisela         | Marisela         | Marisela         | Marisela         | Marisela         | Marisela         | Marisela         | Marisela         | Marisela         | Marisela         | Marisela         | Marisela         | Marisela         | Marisela         | Marisela         | Marisela         | Marisela         | Marisela         | Marisela         | Marisela         | Marisela         | Marisela         | Marisela         | Marisela         | Marisela         | Marisela         | Advanced | Advanced | Advanced | Advanced | Advanced | Advanced | Advanced | Advanced | Advanced | Advanced | Advanced | Advanced | Advanced | Advanced | Advanced | Advanced | Advanced | Advanced | Advanced | Advanced | Advanced | Advanced | Advanced | Advanced | Advanced | Advanced | Advanced | Advanced | Advanced | Advanced | Advanced | Advanced | Advanced | Advanced | Advanced | Advanced | Advanced | Advanced | Advanced | Advanced | Advanced | Advanced | Advanced | Advanced | Advanced | Advanced | Advanced | Advanced | Advanced | Advanced | Advanced | Advanced | Advanced | Advanced | Advanced | Advanced | Advanced | Advanced | Advanced | Advanced | Advanced | Advanced | Advanced | Advanced | Advanced | Advanced | Advanced | Advanced | Advanced | Advanced | Advanced | Advanced | Advanced | Advanced | Advanced | Advanced | Advanced | Advanced | Advanced | Advanced | Advanced | Advanced | Advanced | Advanced | Advanced | Advanced | Advanced | Advanced | Advanced | Advanced | Advanced | Advanced | Advanced | Advanced | Advanced | Advanced | Advanced | Advanced | Advanced | Advanced |
| Unknown | Unknown | Unknown | Unknown | Unknown | Unknown | Unknown | Unknown | Unknown | Unknown | Unknown | Unknown | Unknown | Unknown | Unknown | Unknown | Unknown | Unknown | Unknown | Unknown | Unknown | Unknown | Unknown | Unknown | Unknown | Unknown | Unknown | Unknown | Unknown | Unknown | Unknown | Unknown | Unknown | Unknown | Unknown | Unknown | Unknown | Unknown | Unknown | Unknown | Unknown | Unknown | Unknown | Unknown | Unknown | Unknown | Unknown | Unknown | Unknown | Unknown | Unknown | Unknown | Unknown | Unknown | Unknown | Unknown | Unknown | Unknown | Unknown | Unknown | Unknown | Unknown | Unknown | Unknown | Unknown | Unknown | Unknown | Unknown | Unknown | Unknown | Unknown | Unknown | Unknown | Unknown | Unknown | Unknown | Unknown | Unknown | Unknown | Unknown | Unknown | Unknown | Unknown | Unknown | Unknown | Unknown | Unknown | Unknown | Unknown | Unknown | Unknown | Unknown | Unknown | Unknown | Unknown | Unknown | Unknown | Unknown | Unknown | Unknown | "Mi Historia Entre Tus Dedos" | "Mi Historia Entre Tus Dedos" | "Mi Historia Entre Tus Dedos" | "Mi Historia Entre Tus Dedos" | "Mi Historia Entre Tus Dedos" | "Mi Historia Entre Tus Dedos" | "Mi Historia Entre Tus Dedos" | "Mi Historia Entre Tus Dedos" | "Mi Historia Entre Tus Dedos" | "Mi Historia Entre Tus Dedos" | "Mi Historia Entre Tus Dedos" | "Mi Historia Entre Tus Dedos" | "Mi Historia Entre Tus Dedos" | "Mi Historia Entre Tus Dedos" | "Mi Historia Entre Tus Dedos" | "Mi Historia Entre Tus Dedos" | "Mi Historia Entre Tus Dedos" | "Mi Historia Entre Tus Dedos" | "Mi Historia Entre Tus Dedos" | "Mi Historia Entre Tus Dedos" | "Mi Historia Entre Tus Dedos" | "Mi Historia Entre Tus Dedos" | "Mi Historia Entre Tus Dedos" | "Mi Historia Entre Tus Dedos" | "Mi Historia Entre Tus Dedos" | "Mi Historia Entre Tus Dedos" | "Mi Historia Entre Tus Dedos" | "Mi Historia Entre Tus Dedos" | "Mi Historia Entre Tus Dedos" | "Mi Historia Entre Tus Dedos" | "Mi Historia Entre Tus Dedos" | "Mi Historia Entre Tus Dedos" | "Mi Historia Entre Tus Dedos" | "Mi Historia Entre Tus Dedos" | "Mi Historia Entre Tus Dedos" | "Mi Historia Entre Tus Dedos" | "Mi Historia Entre Tus Dedos" | "Mi Historia Entre Tus Dedos" | "Mi Historia Entre Tus Dedos" | "Mi Historia Entre Tus Dedos" | "Mi Historia Entre Tus Dedos" | "Mi Historia Entre Tus Dedos" | "Mi Historia Entre Tus Dedos" | "Mi Historia Entre Tus Dedos" | "Mi Historia Entre Tus Dedos" | "Mi Historia Entre Tus Dedos" | "Mi Historia Entre Tus Dedos" | "Mi Historia Entre Tus Dedos" | "Mi Historia Entre Tus Dedos" | "Mi Historia Entre Tus Dedos" | "Mi Historia Entre Tus Dedos" | "Mi Historia Entre Tus Dedos" | "Mi Historia Entre Tus Dedos" | "Mi Historia Entre Tus Dedos" | "Mi Historia Entre Tus Dedos" | "Mi Historia Entre Tus Dedos" | "Mi Historia Entre Tus Dedos" | "Mi Historia Entre Tus Dedos" | "Mi Historia Entre Tus Dedos" | "Mi Historia Entre Tus Dedos" | "Mi Historia Entre Tus Dedos" | "Mi Historia Entre Tus Dedos" | "Mi Historia Entre Tus Dedos" | "Mi Historia Entre Tus Dedos" | "Mi Historia Entre Tus Dedos" | "Mi Historia Entre Tus Dedos" | "Mi Historia Entre Tus Dedos" | "Mi Historia Entre Tus Dedos" | "Mi Historia Entre Tus Dedos" | "Mi Historia Entre Tus Dedos" | "Mi Historia Entre Tus Dedos" | "Mi Historia Entre Tus Dedos" | "Mi Historia Entre Tus Dedos" | "Mi Historia Entre Tus Dedos" | "Mi Historia Entre Tus Dedos" | "Mi Historia Entre Tus Dedos" | "Mi Historia Entre Tus Dedos" | "Mi Historia Entre Tus Dedos" | "Mi Historia Entre Tus Dedos" | "Mi Historia Entre Tus Dedos" | "Mi Historia Entre Tus Dedos" | "Mi Historia Entre Tus Dedos" | "Mi Historia Entre Tus Dedos" | "Mi Historia Entre Tus Dedos" | "Mi Historia Entre Tus Dedos" | "Mi Historia Entre Tus Dedos" | "Mi Historia Entre Tus Dedos" | "Mi Historia Entre Tus Dedos" | "Mi Historia Entre Tus Dedos" | "Mi Historia Entre Tus Dedos" | "Mi Historia Entre Tus Dedos" | "Mi Historia Entre Tus Dedos" | "Mi Historia Entre Tus Dedos" | "Mi Historia Entre Tus Dedos" | "Mi Historia Entre Tus Dedos" | "Mi Historia Entre Tus Dedos" | "Mi Historia Entre Tus Dedos" | "Mi Historia Entre Tus Dedos" | "Mi Historia Entre Tus Dedos" | "Mi Historia Entre Tus Dedos" | Sergio Dalma     | Sergio Dalma     | Sergio Dalma     | Sergio Dalma     | Sergio Dalma     | Sergio Dalma     | Sergio Dalma     | Sergio Dalma     | Sergio Dalma     | Sergio Dalma     | Sergio Dalma     | Sergio Dalma     | Sergio Dalma     | Sergio Dalma     | Sergio Dalma     | Sergio Dalma     | Sergio Dalma     | Sergio Dalma     | Sergio Dalma     | Sergio Dalma     | Sergio Dalma     | Sergio Dalma     | Sergio Dalma     | Sergio Dalma     | Sergio Dalma     | Sergio Dalma     | Sergio Dalma     | Sergio Dalma     | Sergio Dalma     | Sergio Dalma     | Sergio Dalma     | Sergio Dalma     | Sergio Dalma     | Sergio Dalma     | Sergio Dalma     | Sergio Dalma     | Sergio Dalma     | Sergio Dalma     | Sergio Dalma     | Sergio Dalma     | Sergio Dalma     | Sergio Dalma     | Sergio Dalma     | Sergio Dalma     | Sergio Dalma     | Sergio Dalma     | Sergio Dalma     | Sergio Dalma     | Sergio Dalma     | Sergio Dalma     | Sergio Dalma     | Sergio Dalma     | Sergio Dalma     | Sergio Dalma     | Sergio Dalma     | Sergio Dalma     | Sergio Dalma     | Sergio Dalma     | Sergio Dalma     | Sergio Dalma     | Sergio Dalma     | Sergio Dalma     | Sergio Dalma     | Sergio Dalma     | Sergio Dalma     | Sergio Dalma     | Sergio Dalma     | Sergio Dalma     | Sergio Dalma     | Sergio Dalma     | Sergio Dalma     | Sergio Dalma     | Sergio Dalma     | Sergio Dalma     | Sergio Dalma     | Sergio Dalma     | Sergio Dalma     | Sergio Dalma     | Sergio Dalma     | Sergio Dalma     | Sergio Dalma     | Sergio Dalma     | Sergio Dalma     | Sergio Dalma     | Sergio Dalma     | Sergio Dalma     | Sergio Dalma     | Sergio Dalma     | Sergio Dalma     | Sergio Dalma     | Sergio Dalma     | Sergio Dalma     | Sergio Dalma     | Sergio Dalma     | Sergio Dalma     | Sergio Dalma     | Sergio Dalma     | Sergio Dalma     | Sergio Dalma     | Sergio Dalma     | Advanced | Advanced | Advanced | Advanced | Advanced | Advanced | Advanced | Advanced | Advanced | Advanced | Advanced | Advanced | Advanced | Advanced | Advanced | Advanced | Advanced | Advanced | Advanced | Advanced | Advanced | Advanced | Advanced | Advanced | Advanced | Advanced | Advanced | Advanced | Advanced | Advanced | Advanced | Advanced | Advanced | Advanced | Advanced | Advanced | Advanced | Advanced | Advanced | Advanced | Advanced | Advanced | Advanced | Advanced | Advanced | Advanced | Advanced | Advanced | Advanced | Advanced | Advanced | Advanced | Advanced | Advanced | Advanced | Advanced | Advanced | Advanced | Advanced | Advanced | Advanced | Advanced | Advanced | Advanced | Advanced | Advanced | Advanced | Advanced | Advanced | Advanced | Advanced | Advanced | Advanced | Advanced | Advanced | Advanced | Advanced | Advanced | Advanced | Advanced | Advanced | Advanced | Advanced | Advanced | Advanced | Advanced | Advanced | Advanced | Advanced | Advanced | Advanced | Advanced | Advanced | Advanced | Advanced | Advanced | Advanced | Advanced | Advanced | Advanced |
| Unknown | Unknown | Unknown | Unknown | Unknown | Unknown | Unknown | Unknown | Unknown | Unknown | Unknown | Unknown | Unknown | Unknown | Unknown | Unknown | Unknown | Unknown | Unknown | Unknown | Unknown | Unknown | Unknown | Unknown | Unknown | Unknown | Unknown | Unknown | Unknown | Unknown | Unknown | Unknown | Unknown | Unknown | Unknown | Unknown | Unknown | Unknown | Unknown | Unknown | Unknown | Unknown | Unknown | Unknown | Unknown | Unknown | Unknown | Unknown | Unknown | Unknown | Unknown | Unknown | Unknown | Unknown | Unknown | Unknown | Unknown | Unknown | Unknown | Unknown | Unknown | Unknown | Unknown | Unknown | Unknown | Unknown | Unknown | Unknown | Unknown | Unknown | Unknown | Unknown | Unknown | Unknown | Unknown | Unknown | Unknown | Unknown | Unknown | Unknown | Unknown | Unknown | Unknown | Unknown | Unknown | Unknown | Unknown | Unknown | Unknown | Unknown | Unknown | Unknown | Unknown | Unknown | Unknown | Unknown | Unknown | Unknown | Unknown | Unknown | "Cielo Rojo"                  | "Cielo Rojo"                  | "Cielo Rojo"                  | "Cielo Rojo"                  | "Cielo Rojo"                  | "Cielo Rojo"                  | "Cielo Rojo"                  | "Cielo Rojo"                  | "Cielo Rojo"                  | "Cielo Rojo"                  | "Cielo Rojo"                  | "Cielo Rojo"                  | "Cielo Rojo"                  | "Cielo Rojo"                  | "Cielo Rojo"                  | "Cielo Rojo"                  | "Cielo Rojo"                  | "Cielo Rojo"                  | "Cielo Rojo"                  | "Cielo Rojo"                  | "Cielo Rojo"                  | "Cielo Rojo"                  | "Cielo Rojo"                  | "Cielo Rojo"                  | "Cielo Rojo"                  | "Cielo Rojo"                  | "Cielo Rojo"                  | "Cielo Rojo"                  | "Cielo Rojo"                  | "Cielo Rojo"                  | "Cielo Rojo"                  | "Cielo Rojo"                  | "Cielo Rojo"                  | "Cielo Rojo"                  | "Cielo Rojo"                  | "Cielo Rojo"                  | "Cielo Rojo"                  | "Cielo Rojo"                  | "Cielo Rojo"                  | "Cielo Rojo"                  | "Cielo Rojo"                  | "Cielo Rojo"                  | "Cielo Rojo"                  | "Cielo Rojo"                  | "Cielo Rojo"                  | "Cielo Rojo"                  | "Cielo Rojo"                  | "Cielo Rojo"                  | "Cielo Rojo"                  | "Cielo Rojo"                  | "Cielo Rojo"                  | "Cielo Rojo"                  | "Cielo Rojo"                  | "Cielo Rojo"                  | "Cielo Rojo"                  | "Cielo Rojo"                  | "Cielo Rojo"                  | "Cielo Rojo"                  | "Cielo Rojo"                  | "Cielo Rojo"                  | "Cielo Rojo"                  | "Cielo Rojo"                  | "Cielo Rojo"                  | "Cielo Rojo"                  | "Cielo Rojo"                  | "Cielo Rojo"                  | "Cielo Rojo"                  | "Cielo Rojo"                  | "Cielo Rojo"                  | "Cielo Rojo"                  | "Cielo Rojo"                  | "Cielo Rojo"                  | "Cielo Rojo"                  | "Cielo Rojo"                  | "Cielo Rojo"                  | "Cielo Rojo"                  | "Cielo Rojo"                  | "Cielo Rojo"                  | "Cielo Rojo"                  | "Cielo Rojo"                  | "Cielo Rojo"                  | "Cielo Rojo"                  | "Cielo Rojo"                  | "Cielo Rojo"                  | "Cielo Rojo"                  | "Cielo Rojo"                  | "Cielo Rojo"                  | "Cielo Rojo"                  | "Cielo Rojo"                  | "Cielo Rojo"                  | "Cielo Rojo"                  | "Cielo Rojo"                  | "Cielo Rojo"                  | "Cielo Rojo"                  | "Cielo Rojo"                  | "Cielo Rojo"                  | "Cielo Rojo"                  | "Cielo Rojo"                  | "Cielo Rojo"                  | "Cielo Rojo"                  | Lola Beltrán     | Lola Beltrán     | Lola Beltrán     | Lola Beltrán     | Lola Beltrán     | Lola Beltrán     | Lola Beltrán     | Lola Beltrán     | Lola Beltrán     | Lola Beltrán     | Lola Beltrán     | Lola Beltrán     | Lola Beltrán     | Lola Beltrán     | Lola Beltrán     | Lola Beltrán     | Lola Beltrán     | Lola Beltrán     | Lola Beltrán     | Lola Beltrán     | Lola Beltrán     | Lola Beltrán     | Lola Beltrán     | Lola Beltrán     | Lola Beltrán     | Lola Beltrán     | Lola Beltrán     | Lola Beltrán     | Lola Beltrán     | Lola Beltrán     | Lola Beltrán     | Lola Beltrán     | Lola Beltrán     | Lola Beltrán     | Lola Beltrán     | Lola Beltrán     | Lola Beltrán     | Lola Beltrán     | Lola Beltrán     | Lola Beltrán     | Lola Beltrán     | Lola Beltrán     | Lola Beltrán     | Lola Beltrán     | Lola Beltrán     | Lola Beltrán     | Lola Beltrán     | Lola Beltrán     | Lola Beltrán     | Lola Beltrán     | Lola Beltrán     | Lola Beltrán     | Lola Beltrán     | Lola Beltrán     | Lola Beltrán     | Lola Beltrán     | Lola Beltrán     | Lola Beltrán     | Lola Beltrán     | Lola Beltrán     | Lola Beltrán     | Lola Beltrán     | Lola Beltrán     | Lola Beltrán     | Lola Beltrán     | Lola Beltrán     | Lola Beltrán     | Lola Beltrán     | Lola Beltrán     | Lola Beltrán     | Lola Beltrán     | Lola Beltrán     | Lola Beltrán     | Lola Beltrán     | Lola Beltrán     | Lola Beltrán     | Lola Beltrán     | Lola Beltrán     | Lola Beltrán     | Lola Beltrán     | Lola Beltrán     | Lola Beltrán     | Lola Beltrán     | Lola Beltrán     | Lola Beltrán     | Lola Beltrán     | Lola Beltrán     | Lola Beltrán     | Lola Beltrán     | Lola Beltrán     | Lola Beltrán     | Lola Beltrán     | Lola Beltrán     | Lola Beltrán     | Lola Beltrán     | Lola Beltrán     | Lola Beltrán     | Lola Beltrán     | Lola Beltrán     | Lola Beltrán     | Advanced | Advanced | Advanced | Advanced | Advanced | Advanced | Advanced | Advanced | Advanced | Advanced | Advanced | Advanced | Advanced | Advanced | Advanced | Advanced | Advanced | Advanced | Advanced | Advanced | Advanced | Advanced | Advanced | Advanced | Advanced | Advanced | Advanced | Advanced | Advanced | Advanced | Advanced | Advanced | Advanced | Advanced | Advanced | Advanced | Advanced | Advanced | Advanced | Advanced | Advanced | Advanced | Advanced | Advanced | Advanced | Advanced | Advanced | Advanced | Advanced | Advanced | Advanced | Advanced | Advanced | Advanced | Advanced | Advanced | Advanced | Advanced | Advanced | Advanced | Advanced | Advanced | Advanced | Advanced | Advanced | Advanced | Advanced | Advanced | Advanced | Advanced | Advanced | Advanced | Advanced | Advanced | Advanced | Advanced | Advanced | Advanced | Advanced | Advanced | Advanced | Advanced | Advanced | Advanced | Advanced | Advanced | Advanced | Advanced | Advanced | Advanced | Advanced | Advanced | Advanced | Advanced | Advanced | Advanced | Advanced | Advanced | Advanced | Advanced |
| Finale  | Finale  | Finale  | Finale  | Finale  | Finale  | Finale  | Finale  | Finale  | Finale  | Finale  | Finale  | Finale  | Finale  | Finale  | Finale  | Finale  | Finale  | Finale  | Finale  | Finale  | Finale  | Finale  | Finale  | Finale  | Finale  | Finale  | Finale  | Finale  | Finale  | Finale  | Finale  | Finale  | Finale  | Finale  | Finale  | Finale  | Finale  | Finale  | Finale  | Finale  | Finale  | Finale  | Finale  | Finale  | Finale  | Finale  | Finale  | Finale  | Finale  | Finale  | Finale  | Finale  | Finale  | Finale  | Finale  | Finale  | Finale  | Finale  | Finale  | Finale  | Finale  | Finale  | Finale  | Finale  | Finale  | Finale  | Finale  | Finale  | Finale  | Finale  | Finale  | Finale  | Finale  | Finale  | Finale  | Finale  | Finale  | Finale  | Finale  | Finale  | Finale  | Finale  | Finale  | Finale  | Finale  | Finale  | Finale  | Finale  | Finale  | Finale  | Finale  | Finale  | Finale  | Finale  | Finale  | Finale  | Finale  | Finale  | Finale  | "Total Eclipse of the Heart"  | "Total Eclipse of the Heart"  | "Total Eclipse of the Heart"  | "Total Eclipse of the Heart"  | "Total Eclipse of the Heart"  | "Total Eclipse of the Heart"  | "Total Eclipse of the Heart"  | "Total Eclipse of the Heart"  | "Total Eclipse of the Heart"  | "Total Eclipse of the Heart"  | "Total Eclipse of the Heart"  | "Total Eclipse of the Heart"  | "Total Eclipse of the Heart"  | "Total Eclipse of the Heart"  | "Total Eclipse of the Heart"  | "Total Eclipse of the Heart"  | "Total Eclipse of the Heart"  | "Total Eclipse of the Heart"  | "Total Eclipse of the Heart"  | "Total Eclipse of the Heart"  | "Total Eclipse of the Heart"  | "Total Eclipse of the Heart"  | "Total Eclipse of the Heart"  | "Total Eclipse of the Heart"  | "Total Eclipse of the Heart"  | "Total Eclipse of the Heart"  | "Total Eclipse of the Heart"  | "Total Eclipse of the Heart"  | "Total Eclipse of the Heart"  | "Total Eclipse of the Heart"  | "Total Eclipse of the Heart"  | "Total Eclipse of the Heart"  | "Total Eclipse of the Heart"  | "Total Eclipse of the Heart"  | "Total Eclipse of the Heart"  | "Total Eclipse of the Heart"  | "Total Eclipse of the Heart"  | "Total Eclipse of the Heart"  | "Total Eclipse of the Heart"  | "Total Eclipse of the Heart"  | "Total Eclipse of the Heart"  | "Total Eclipse of the Heart"  | "Total Eclipse of the Heart"  | "Total Eclipse of the Heart"  | "Total Eclipse of the Heart"  | "Total Eclipse of the Heart"  | "Total Eclipse of the Heart"  | "Total Eclipse of the Heart"  | "Total Eclipse of the Heart"  | "Total Eclipse of the Heart"  | "Total Eclipse of the Heart"  | "Total Eclipse of the Heart"  | "Total Eclipse of the Heart"  | "Total Eclipse of the Heart"  | "Total Eclipse of the Heart"  | "Total Eclipse of the Heart"  | "Total Eclipse of the Heart"  | "Total Eclipse of the Heart"  | "Total Eclipse of the Heart"  | "Total Eclipse of the Heart"  | "Total Eclipse of the Heart"  | "Total Eclipse of the Heart"  | "Total Eclipse of the Heart"  | "Total Eclipse of the Heart"  | "Total Eclipse of the Heart"  | "Total Eclipse of the Heart"  | "Total Eclipse of the Heart"  | "Total Eclipse of the Heart"  | "Total Eclipse of the Heart"  | "Total Eclipse of the Heart"  | "Total Eclipse of the Heart"  | "Total Eclipse of the Heart"  | "Total Eclipse of the Heart"  | "Total Eclipse of the Heart"  | "Total Eclipse of the Heart"  | "Total Eclipse of the Heart"  | "Total Eclipse of the Heart"  | "Total Eclipse of the Heart"  | "Total Eclipse of the Heart"  | "Total Eclipse of the Heart"  | "Total Eclipse of the Heart"  | "Total Eclipse of the Heart"  | "Total Eclipse of the Heart"  | "Total Eclipse of the Heart"  | "Total Eclipse of the Heart"  | "Total Eclipse of the Heart"  | "Total Eclipse of the Heart"  | "Total Eclipse of the Heart"  | "Total Eclipse of the Heart"  | "Total Eclipse of the Heart"  | "Total Eclipse of the Heart"  | "Total Eclipse of the Heart"  | "Total Eclipse of the Heart"  | "Total Eclipse of the Heart"  | "Total Eclipse of the Heart"  | "Total Eclipse of the Heart"  | "Total Eclipse of the Heart"  | "Total Eclipse of the Heart"  | "Total Eclipse of the Heart"  | "Total Eclipse of the Heart"  | Bonnie Tyler     | Bonnie Tyler     | Bonnie Tyler     | Bonnie Tyler     | Bonnie Tyler     | Bonnie Tyler     | Bonnie Tyler     | Bonnie Tyler     | Bonnie Tyler     | Bonnie Tyler     | Bonnie Tyler     | Bonnie Tyler     | Bonnie Tyler     | Bonnie Tyler     | Bonnie Tyler     | Bonnie Tyler     | Bonnie Tyler     | Bonnie Tyler     | Bonnie Tyler     | Bonnie Tyler     | Bonnie Tyler     | Bonnie Tyler     | Bonnie Tyler     | Bonnie Tyler     | Bonnie Tyler     | Bonnie Tyler     | Bonnie Tyler     | Bonnie Tyler     | Bonnie Tyler     | Bonnie Tyler     | Bonnie Tyler     | Bonnie Tyler     | Bonnie Tyler     | Bonnie Tyler     | Bonnie Tyler     | Bonnie Tyler     | Bonnie Tyler     | Bonnie Tyler     | Bonnie Tyler     | Bonnie Tyler     | Bonnie Tyler     | Bonnie Tyler     | Bonnie Tyler     | Bonnie Tyler     | Bonnie Tyler     | Bonnie Tyler     | Bonnie Tyler     | Bonnie Tyler     | Bonnie Tyler     | Bonnie Tyler     | Bonnie Tyler     | Bonnie Tyler     | Bonnie Tyler     | Bonnie Tyler     | Bonnie Tyler     | Bonnie Tyler     | Bonnie Tyler     | Bonnie Tyler     | Bonnie Tyler     | Bonnie Tyler     | Bonnie Tyler     | Bonnie Tyler     | Bonnie Tyler     | Bonnie Tyler     | Bonnie Tyler     | Bonnie Tyler     | Bonnie Tyler     | Bonnie Tyler     | Bonnie Tyler     | Bonnie Tyler     | Bonnie Tyler     | Bonnie Tyler     | Bonnie Tyler     | Bonnie Tyler     | Bonnie Tyler     | Bonnie Tyler     | Bonnie Tyler     | Bonnie Tyler     | Bonnie Tyler     | Bonnie Tyler     | Bonnie Tyler     | Bonnie Tyler     | Bonnie Tyler     | Bonnie Tyler     | Bonnie Tyler     | Bonnie Tyler     | Bonnie Tyler     | Bonnie Tyler     | Bonnie Tyler     | Bonnie Tyler     | Bonnie Tyler     | Bonnie Tyler     | Bonnie Tyler     | Bonnie Tyler     | Bonnie Tyler     | Bonnie Tyler     | Bonnie Tyler     | Bonnie Tyler     | Bonnie Tyler     | Bonnie Tyler     | Winner   | Winner   | Winner   | Winner   | Winner   | Winner   | Winner   | Winner   | Winner   | Winner   | Winner   | Winner   | Winner   | Winner   | Winner   | Winner   | Winner   | Winner   | Winner   | Winner   | Winner   | Winner   | Winner   | Winner   | Winner   | Winner   | Winner   | Winner   | Winner   | Winner   | Winner   | Winner   | Winner   | Winner   | Winner   | Winner   | Winner   | Winner   | Winner   | Winner   | Winner   | Winner   | Winner   | Winner   | Winner   | Winner   | Winner   | Winner   | Winner   | Winner   | Winner   | Winner   | Winner   | Winner   | Winner   | Winner   | Winner   | Winner   | Winner   | Winner   | Winner   | Winner   | Winner   | Winner   | Winner   | Winner   | Winner   | Winner   | Winner   | Winner   | Winner   | Winner   | Winner   | Winner   | Winner   | Winner   | Winner   | Winner   | Winner   | Winner   | Winner   | Winner   | Winner   | Winner   | Winner   | Winner   | Winner   | Winner   | Winner   | Winner   | Winner   | Winner   | Winner   | Winner   | Winner   | Winner   | Winner   | Winner   | Winner   | Winner   |

## American Idol
Allison thử giọng American Idol (mùa 8) ở San Francisco năm 2009. Cô hát bài "(You Make Me Feel Like) A Natural Woman" của Aretha Franklin. Simon Cowell đã nói "Hãy chú ý đến cô bé đó" và Paula khẳng định ràng Allison sẽ là một "dark horse" (một đấu thủ bất ngờ) trong cuộc thi.
Ban giám khảo Simon Cowell và Randy Jackson Tuyên bố rằng Allison là người đáng để xem trong cuộc thi sau khi cô trình diễn bài "Alone" của ban nhạc Heart. Cô nhận được sự khen ngợi của cả ban giám khảo. Allison là người đứng đầu top được bầu chọn ở nhóm 2, cùng với American Idol Kris Allen và á quân Adam Lambert.
Allison bắt đầu phần thi với bài của Michael Jackson, "Give In to Me". Một lần nữa, Paula khen cô là một "ngôi sao nhạc rock". Tuần tiếp theo, Allison biểu diễn "Blame It On Your Heart" bởi Patty Loveless. Allison nhận được lời ca ngợi từ ban giám khảo, nhưng lại ở bottom 3 lần đầu tiên. Ở Motown Night, Allison trình diễn bản cover của The Temptations "Papa Was a Rollin' Stone". Kara DioGuardi ca ngợi Allson có một giọng hát "đến từ chúa trời, không ai có thể dạy được. Em hát như em đã hát 400 năm rồi!".
Và top Downloads night, Allison chọn bài hát của No Doubt, "Don't Speak" và đứng ở Bottom 3 một lần nữa. Ở màn trình diễn Top 8, Allsion hát bài của Bonnie Raitt "I Can't Make You Love Me" và nhận được sự hoan hô nồng nhiệt. Randy Jackson so sánh cô với American Idol season 1 Kelly Clarkson, và Kara nhận xét: "Em biết gì không? Tôi nghĩ chúng ta nên thu âm đi". Sau khi cover "I Don't Want to Miss a Thing" trong suốt Movie Night, Simon Cowell nói "Chúng tôi em suốt từ đầu chương trình và em là cô gái duy nhất có hi vọng chiến thắng". Paula so sánh cô với Adam Lambert, nói rằng cả hai sở hữu chung một "món sốt dặc biệt" (special sauce).
Trong suốt top 7, Allison biểu diễn "Hot Stuff". Simon Cowell nhận xét đó là màn trình diễn xuất sắc". Kara cũng khan ngợi Allison và nói: "Cứ như một chín một mười!". Đêm tiếp theo, Lil Rounds bị loại khỏi cuộc thi, chỉ còn Allison là thí sinh nữ cuối cùng. Tuần sau, Allison trình diễn bài hát nhận được sự hoang hô nồng nhiệt "Someone to Watch Over Me" Jackson so sánh khá năng ca hát của cô với P!nk,trong khi DioGuardi nhận xét: "Tối nay em đã thay đổi một vài fan hâm mộ... Nếu em không được chọn, tôi không biết chuyện gì sẽ xảy ra nữa!"
Trong suốt chương trình có kết quả, Allison trong top 2 nhận được phiếu bầu chọn cùng với Danny Gokey. Tuần tiếp theo, Allison solo bài "Cry Baby" và khép lại chương trình với"Slow Ride", song ca cùngAdam Lambert và nhận được lời khen từ ban giám khảo cho màn song ca đó. Kara miêu tả cô như "rock goddess". Mentor Slash nhận xét rằng Allison sở hữu giọng hát hơn hầu hết phụ nữ gấp đôi tuổi cô ấy.
Vào ngày 6/5/2009 Allison bị loại khỏi cuộc thi, xếp hạng 4 Slash nói rằng "Allison không xứng đáng bị loại quá sớm. Cô ấy có tiềm năng đáng kinh ngạc" Cùng ý kiến đó, đạo diễn âm thanh Rickey Minor "hoàn toàn sốc" trước kết quả Giám khảo Kara bộc lộ sự thất vọng khi Allison bị loại và nói: "Tôi thật sự thất vọng khi Allison ra đi vì tôi nghĩ cô ấy rất tài năng. Mỗi tuần tôi lại thấy cô ấy trở nên thành thục hơn. Cô ấy chạm tới ý nghĩa thật sự của bài hát và biểu diễn nó theo cách không một cô bé 16, 17 tuổi nào có thể làm được"

#### Màn trình diễn, kết quả
| Tuần lễ             | Tuần lễ             | Tuần lễ             | Tuần lễ             | Tuần lễ             | Tuần lễ             | Tuần lễ             | Tuần lễ             | Tuần lễ             | Tuần lễ             | Tuần lễ             | Tuần lễ             | Tuần lễ             | Tuần lễ             | Tuần lễ             | Tuần lễ             | Tuần lễ             | Tuần lễ             | Tuần lễ             | Tuần lễ             | Tuần lễ             | Tuần lễ             | Tuần lễ             | Tuần lễ             | Tuần lễ             | Tuần lễ             | Tuần lễ             | Tuần lễ             | Tuần lễ             | Tuần lễ             | Tuần lễ             | Tuần lễ             | Tuần lễ             | Tuần lễ             | Tuần lễ             | Tuần lễ             | Tuần lễ             | Tuần lễ             | Tuần lễ             | Tuần lễ             | Tuần lễ             | Tuần lễ             | Tuần lễ             | Tuần lễ             | Tuần lễ             | Tuần lễ             | Tuần lễ             | Tuần lễ             | Tuần lễ             | Tuần lễ             | Tuần lễ             | Tuần lễ             | Tuần lễ             | Tuần lễ             | Tuần lễ             | Tuần lễ             | Tuần lễ             | Tuần lễ             | Tuần lễ             | Tuần lễ             | Tuần lễ             | Tuần lễ             | Tuần lễ             | Tuần lễ             | Tuần lễ             | Tuần lễ             | Tuần lễ             | Tuần lễ             | Tuần lễ             | Tuần lễ             | Tuần lễ             | Tuần lễ             | Tuần lễ             | Tuần lễ             | Tuần lễ             | Tuần lễ             | Tuần lễ             | Tuần lễ             | Tuần lễ             | Tuần lễ             | Tuần lễ             | Tuần lễ             | Tuần lễ             | Tuần lễ             | Tuần lễ             | Tuần lễ             | Tuần lễ             | Tuần lễ             | Tuần lễ             | Tuần lễ             | Tuần lễ             | Tuần lễ             | Tuần lễ             | Tuần lễ             | Tuần lễ             | Tuần lễ             | Tuần lễ             | Tuần lễ             | Tuần lễ             | Tuần lễ             | Chủ để                                        | Chủ để                                        | Chủ để                                        | Chủ để                                        | Chủ để                                        | Chủ để                                        | Chủ để                                        | Chủ để                                        | Chủ để                                        | Chủ để                                        | Chủ để                                        | Chủ để                                        | Chủ để                                        | Chủ để                                        | Chủ để                                        | Chủ để                                        | Chủ để                                        | Chủ để                                        | Chủ để                                        | Chủ để                                        | Chủ để                                        | Chủ để                                        | Chủ để                                        | Chủ để                                        | Chủ để                                        | Chủ để                                        | Chủ để                                        | Chủ để                                        | Chủ để                                        | Chủ để                                        | Chủ để                                        | Chủ để                                        | Chủ để                                        | Chủ để                                        | Chủ để                                        | Chủ để                                        | Chủ để                                        | Chủ để                                        | Chủ để                                        | Chủ để                                        | Chủ để                                        | Chủ để                                        | Chủ để                                        | Chủ để                                        | Chủ để                                        | Chủ để                                        | Chủ để                                        | Chủ để                                        | Chủ để                                        | Chủ để                                        | Chủ để                                        | Chủ để                                        | Chủ để                                        | Chủ để                                        | Chủ để                                        | Chủ để                                        | Chủ để                                        | Chủ để                                        | Chủ để                                        | Chủ để                                        | Chủ để                                        | Chủ để                                        | Chủ để                                        | Chủ để                                        | Chủ để                                        | Chủ để                                        | Chủ để                                        | Chủ để                                        | Chủ để                                        | Chủ để                                        | Chủ để                                        | Chủ để                                        | Chủ để                                        | Chủ để                                        | Chủ để                                        | Chủ để                                        | Chủ để                                        | Chủ để                                        | Chủ để                                        | Chủ để                                        | Chủ để                                        | Chủ để                                        | Chủ để                                        | Chủ để                                        | Chủ để                                        | Chủ để                                        | Chủ để                                        | Chủ để                                        | Chủ để                                        | Chủ để                                        | Chủ để                                        | Chủ để                                        | Chủ để                                        | Chủ để                                        | Chủ để                                        | Chủ để                                        | Chủ để                                        | Chủ để                                        | Chủ để                                        | Chủ để                                        | Ca khúc lựa chọn                            | Ca khúc lựa chọn                            | Ca khúc lựa chọn                            | Ca khúc lựa chọn                            | Ca khúc lựa chọn                            | Ca khúc lựa chọn                            | Ca khúc lựa chọn                            | Ca khúc lựa chọn                            | Ca khúc lựa chọn                            | Ca khúc lựa chọn                            | Ca khúc lựa chọn                            | Ca khúc lựa chọn                            | Ca khúc lựa chọn                            | Ca khúc lựa chọn                            | Ca khúc lựa chọn                            | Ca khúc lựa chọn                            | Ca khúc lựa chọn                            | Ca khúc lựa chọn                            | Ca khúc lựa chọn                            | Ca khúc lựa chọn                            | Ca khúc lựa chọn                            | Ca khúc lựa chọn                            | Ca khúc lựa chọn                            | Ca khúc lựa chọn                            | Ca khúc lựa chọn                            | Ca khúc lựa chọn                            | Ca khúc lựa chọn                            | Ca khúc lựa chọn                            | Ca khúc lựa chọn                            | Ca khúc lựa chọn                            | Ca khúc lựa chọn                            | Ca khúc lựa chọn                            | Ca khúc lựa chọn                            | Ca khúc lựa chọn                            | Ca khúc lựa chọn                            | Ca khúc lựa chọn                            | Ca khúc lựa chọn                            | Ca khúc lựa chọn                            | Ca khúc lựa chọn                            | Ca khúc lựa chọn                            | Ca khúc lựa chọn                            | Ca khúc lựa chọn                            | Ca khúc lựa chọn                            | Ca khúc lựa chọn                            | Ca khúc lựa chọn                            | Ca khúc lựa chọn                            | Ca khúc lựa chọn                            | Ca khúc lựa chọn                            | Ca khúc lựa chọn                            | Ca khúc lựa chọn                            | Ca khúc lựa chọn                            | Ca khúc lựa chọn                            | Ca khúc lựa chọn                            | Ca khúc lựa chọn                            | Ca khúc lựa chọn                            | Ca khúc lựa chọn                            | Ca khúc lựa chọn                            | Ca khúc lựa chọn                            | Ca khúc lựa chọn                            | Ca khúc lựa chọn                            | Ca khúc lựa chọn                            | Ca khúc lựa chọn                            | Ca khúc lựa chọn                            | Ca khúc lựa chọn                            | Ca khúc lựa chọn                            | Ca khúc lựa chọn                            | Ca khúc lựa chọn                            | Ca khúc lựa chọn                            | Ca khúc lựa chọn                            | Ca khúc lựa chọn                            | Ca khúc lựa chọn                            | Ca khúc lựa chọn                            | Ca khúc lựa chọn                            | Ca khúc lựa chọn                            | Ca khúc lựa chọn                            | Ca khúc lựa chọn                            | Ca khúc lựa chọn                            | Ca khúc lựa chọn                            | Ca khúc lựa chọn                            | Ca khúc lựa chọn                            | Ca khúc lựa chọn                            | Ca khúc lựa chọn                            | Ca khúc lựa chọn                            | Ca khúc lựa chọn                            | Ca khúc lựa chọn                            | Ca khúc lựa chọn                            | Ca khúc lựa chọn                            | Ca khúc lựa chọn                            | Ca khúc lựa chọn                            | Ca khúc lựa chọn                            | Ca khúc lựa chọn                            | Ca khúc lựa chọn                            | Ca khúc lựa chọn                            | Ca khúc lựa chọn                            | Ca khúc lựa chọn                            | Ca khúc lựa chọn                            | Ca khúc lựa chọn                            | Ca khúc lựa chọn                            | Ca khúc lựa chọn                            | Ca khúc lựa chọn                            | Của ca sĩ           | Của ca sĩ           | Của ca sĩ           | Của ca sĩ           | Của ca sĩ           | Của ca sĩ           | Của ca sĩ           | Của ca sĩ           | Của ca sĩ           | Của ca sĩ           | Của ca sĩ           | Của ca sĩ           | Của ca sĩ           | Của ca sĩ           | Của ca sĩ           | Của ca sĩ           | Của ca sĩ           | Của ca sĩ           | Của ca sĩ           | Của ca sĩ           | Của ca sĩ           | Của ca sĩ           | Của ca sĩ           | Của ca sĩ           | Của ca sĩ           | Của ca sĩ           | Của ca sĩ           | Của ca sĩ           | Của ca sĩ           | Của ca sĩ           | Của ca sĩ           | Của ca sĩ           | Của ca sĩ           | Của ca sĩ           | Của ca sĩ           | Của ca sĩ           | Của ca sĩ           | Của ca sĩ           | Của ca sĩ           | Của ca sĩ           | Của ca sĩ           | Của ca sĩ           | Của ca sĩ           | Của ca sĩ           | Của ca sĩ           | Của ca sĩ           | Của ca sĩ           | Của ca sĩ           | Của ca sĩ           | Của ca sĩ           | Của ca sĩ           | Của ca sĩ           | Của ca sĩ           | Của ca sĩ           | Của ca sĩ           | Của ca sĩ           | Của ca sĩ           | Của ca sĩ           | Của ca sĩ           | Của ca sĩ           | Của ca sĩ           | Của ca sĩ           | Của ca sĩ           | Của ca sĩ           | Của ca sĩ           | Của ca sĩ           | Của ca sĩ           | Của ca sĩ           | Của ca sĩ           | Của ca sĩ           | Của ca sĩ           | Của ca sĩ           | Của ca sĩ           | Của ca sĩ           | Của ca sĩ           | Của ca sĩ           | Của ca sĩ           | Của ca sĩ           | Của ca sĩ           | Của ca sĩ           | Của ca sĩ           | Của ca sĩ           | Của ca sĩ           | Của ca sĩ           | Của ca sĩ           | Của ca sĩ           | Của ca sĩ           | Của ca sĩ           | Của ca sĩ           | Của ca sĩ           | Của ca sĩ           | Của ca sĩ           | Của ca sĩ           | Của ca sĩ           | Của ca sĩ           | Của ca sĩ           | Của ca sĩ           | Của ca sĩ           | Của ca sĩ           | Của ca sĩ           | Thứ tự diễn | Thứ tự diễn | Thứ tự diễn | Thứ tự diễn | Thứ tự diễn | Thứ tự diễn | Thứ tự diễn | Thứ tự diễn | Thứ tự diễn | Thứ tự diễn | Thứ tự diễn | Thứ tự diễn | Thứ tự diễn | Thứ tự diễn | Thứ tự diễn | Thứ tự diễn | Thứ tự diễn | Thứ tự diễn | Thứ tự diễn | Thứ tự diễn | Thứ tự diễn | Thứ tự diễn | Thứ tự diễn | Thứ tự diễn | Thứ tự diễn | Thứ tự diễn | Thứ tự diễn | Thứ tự diễn | Thứ tự diễn | Thứ tự diễn | Thứ tự diễn | Thứ tự diễn | Thứ tự diễn | Thứ tự diễn | Thứ tự diễn | Thứ tự diễn | Thứ tự diễn | Thứ tự diễn | Thứ tự diễn | Thứ tự diễn | Thứ tự diễn | Thứ tự diễn | Thứ tự diễn | Thứ tự diễn | Thứ tự diễn | Thứ tự diễn | Thứ tự diễn | Thứ tự diễn | Thứ tự diễn | Thứ tự diễn | Thứ tự diễn | Thứ tự diễn | Thứ tự diễn | Thứ tự diễn | Thứ tự diễn | Thứ tự diễn | Thứ tự diễn | Thứ tự diễn | Thứ tự diễn | Thứ tự diễn | Thứ tự diễn | Thứ tự diễn | Thứ tự diễn | Thứ tự diễn | Thứ tự diễn | Thứ tự diễn | Thứ tự diễn | Thứ tự diễn | Thứ tự diễn | Thứ tự diễn | Thứ tự diễn | Thứ tự diễn | Thứ tự diễn | Thứ tự diễn | Thứ tự diễn | Thứ tự diễn | Thứ tự diễn | Thứ tự diễn | Thứ tự diễn | Thứ tự diễn | Thứ tự diễn | Thứ tự diễn | Thứ tự diễn | Thứ tự diễn | Thứ tự diễn | Thứ tự diễn | Thứ tự diễn | Thứ tự diễn | Thứ tự diễn | Thứ tự diễn | Thứ tự diễn | Thứ tự diễn | Thứ tự diễn | Thứ tự diễn | Thứ tự diễn | Thứ tự diễn | Thứ tự diễn | Thứ tự diễn | Thứ tự diễn | Thứ tự diễn | Kết quả              | Kết quả              | Kết quả              | Kết quả              | Kết quả              | Kết quả              | Kết quả              | Kết quả              | Kết quả              | Kết quả              | Kết quả              | Kết quả              | Kết quả              | Kết quả              | Kết quả              | Kết quả              | Kết quả              | Kết quả              | Kết quả              | Kết quả              | Kết quả              | Kết quả              | Kết quả              | Kết quả              | Kết quả              | Kết quả              | Kết quả              | Kết quả              | Kết quả              | Kết quả              | Kết quả              | Kết quả              | Kết quả              | Kết quả              | Kết quả              | Kết quả              | Kết quả              | Kết quả              | Kết quả              | Kết quả              | Kết quả              | Kết quả              | Kết quả              | Kết quả              | Kết quả              | Kết quả              | Kết quả              | Kết quả              | Kết quả              | Kết quả              | Kết quả              | Kết quả              | Kết quả              | Kết quả              | Kết quả              | Kết quả              | Kết quả              | Kết quả              | Kết quả              | Kết quả              | Kết quả              | Kết quả              | Kết quả              | Kết quả              | Kết quả              | Kết quả              | Kết quả              | Kết quả              | Kết quả              | Kết quả              | Kết quả              | Kết quả              | Kết quả              | Kết quả              | Kết quả              | Kết quả              | Kết quả              | Kết quả              | Kết quả              | Kết quả              | Kết quả              | Kết quả              | Kết quả              | Kết quả              | Kết quả              | Kết quả              | Kết quả              | Kết quả              | Kết quả              | Kết quả              | Kết quả              | Kết quả              | Kết quả              | Kết quả              | Kết quả              | Kết quả              | Kết quả              | Kết quả              | Kết quả              | Kết quả              |
| Thử giọng           | Thử giọng           | Thử giọng           | Thử giọng           | Thử giọng           | Thử giọng           | Thử giọng           | Thử giọng           | Thử giọng           | Thử giọng           | Thử giọng           | Thử giọng           | Thử giọng           | Thử giọng           | Thử giọng           | Thử giọng           | Thử giọng           | Thử giọng           | Thử giọng           | Thử giọng           | Thử giọng           | Thử giọng           | Thử giọng           | Thử giọng           | Thử giọng           | Thử giọng           | Thử giọng           | Thử giọng           | Thử giọng           | Thử giọng           | Thử giọng           | Thử giọng           | Thử giọng           | Thử giọng           | Thử giọng           | Thử giọng           | Thử giọng           | Thử giọng           | Thử giọng           | Thử giọng           | Thử giọng           | Thử giọng           | Thử giọng           | Thử giọng           | Thử giọng           | Thử giọng           | Thử giọng           | Thử giọng           | Thử giọng           | Thử giọng           | Thử giọng           | Thử giọng           | Thử giọng           | Thử giọng           | Thử giọng           | Thử giọng           | Thử giọng           | Thử giọng           | Thử giọng           | Thử giọng           | Thử giọng           | Thử giọng           | Thử giọng           | Thử giọng           | Thử giọng           | Thử giọng           | Thử giọng           | Thử giọng           | Thử giọng           | Thử giọng           | Thử giọng           | Thử giọng           | Thử giọng           | Thử giọng           | Thử giọng           | Thử giọng           | Thử giọng           | Thử giọng           | Thử giọng           | Thử giọng           | Thử giọng           | Thử giọng           | Thử giọng           | Thử giọng           | Thử giọng           | Thử giọng           | Thử giọng           | Thử giọng           | Thử giọng           | Thử giọng           | Thử giọng           | Thử giọng           | Thử giọng           | Thử giọng           | Thử giọng           | Thử giọng           | Thử giọng           | Thử giọng           | Thử giọng           | Thử giọng           | Ca khúc tự chọn                               | Ca khúc tự chọn                               | Ca khúc tự chọn                               | Ca khúc tự chọn                               | Ca khúc tự chọn                               | Ca khúc tự chọn                               | Ca khúc tự chọn                               | Ca khúc tự chọn                               | Ca khúc tự chọn                               | Ca khúc tự chọn                               | Ca khúc tự chọn                               | Ca khúc tự chọn                               | Ca khúc tự chọn                               | Ca khúc tự chọn                               | Ca khúc tự chọn                               | Ca khúc tự chọn                               | Ca khúc tự chọn                               | Ca khúc tự chọn                               | Ca khúc tự chọn                               | Ca khúc tự chọn                               | Ca khúc tự chọn                               | Ca khúc tự chọn                               | Ca khúc tự chọn                               | Ca khúc tự chọn                               | Ca khúc tự chọn                               | Ca khúc tự chọn                               | Ca khúc tự chọn                               | Ca khúc tự chọn                               | Ca khúc tự chọn                               | Ca khúc tự chọn                               | Ca khúc tự chọn                               | Ca khúc tự chọn                               | Ca khúc tự chọn                               | Ca khúc tự chọn                               | Ca khúc tự chọn                               | Ca khúc tự chọn                               | Ca khúc tự chọn                               | Ca khúc tự chọn                               | Ca khúc tự chọn                               | Ca khúc tự chọn                               | Ca khúc tự chọn                               | Ca khúc tự chọn                               | Ca khúc tự chọn                               | Ca khúc tự chọn                               | Ca khúc tự chọn                               | Ca khúc tự chọn                               | Ca khúc tự chọn                               | Ca khúc tự chọn                               | Ca khúc tự chọn                               | Ca khúc tự chọn                               | Ca khúc tự chọn                               | Ca khúc tự chọn                               | Ca khúc tự chọn                               | Ca khúc tự chọn                               | Ca khúc tự chọn                               | Ca khúc tự chọn                               | Ca khúc tự chọn                               | Ca khúc tự chọn                               | Ca khúc tự chọn                               | Ca khúc tự chọn                               | Ca khúc tự chọn                               | Ca khúc tự chọn                               | Ca khúc tự chọn                               | Ca khúc tự chọn                               | Ca khúc tự chọn                               | Ca khúc tự chọn                               | Ca khúc tự chọn                               | Ca khúc tự chọn                               | Ca khúc tự chọn                               | Ca khúc tự chọn                               | Ca khúc tự chọn                               | Ca khúc tự chọn                               | Ca khúc tự chọn                               | Ca khúc tự chọn                               | Ca khúc tự chọn                               | Ca khúc tự chọn                               | Ca khúc tự chọn                               | Ca khúc tự chọn                               | Ca khúc tự chọn                               | Ca khúc tự chọn                               | Ca khúc tự chọn                               | Ca khúc tự chọn                               | Ca khúc tự chọn                               | Ca khúc tự chọn                               | Ca khúc tự chọn                               | Ca khúc tự chọn                               | Ca khúc tự chọn                               | Ca khúc tự chọn                               | Ca khúc tự chọn                               | Ca khúc tự chọn                               | Ca khúc tự chọn                               | Ca khúc tự chọn                               | Ca khúc tự chọn                               | Ca khúc tự chọn                               | Ca khúc tự chọn                               | Ca khúc tự chọn                               | Ca khúc tự chọn                               | Ca khúc tự chọn                               | Ca khúc tự chọn                               | Ca khúc tự chọn                               | "(You Make Me Feel Like) A Natural Woman"   | "(You Make Me Feel Like) A Natural Woman"   | "(You Make Me Feel Like) A Natural Woman"   | "(You Make Me Feel Like) A Natural Woman"   | "(You Make Me Feel Like) A Natural Woman"   | "(You Make Me Feel Like) A Natural Woman"   | "(You Make Me Feel Like) A Natural Woman"   | "(You Make Me Feel Like) A Natural Woman"   | "(You Make Me Feel Like) A Natural Woman"   | "(You Make Me Feel Like) A Natural Woman"   | "(You Make Me Feel Like) A Natural Woman"   | "(You Make Me Feel Like) A Natural Woman"   | "(You Make Me Feel Like) A Natural Woman"   | "(You Make Me Feel Like) A Natural Woman"   | "(You Make Me Feel Like) A Natural Woman"   | "(You Make Me Feel Like) A Natural Woman"   | "(You Make Me Feel Like) A Natural Woman"   | "(You Make Me Feel Like) A Natural Woman"   | "(You Make Me Feel Like) A Natural Woman"   | "(You Make Me Feel Like) A Natural Woman"   | "(You Make Me Feel Like) A Natural Woman"   | "(You Make Me Feel Like) A Natural Woman"   | "(You Make Me Feel Like) A Natural Woman"   | "(You Make Me Feel Like) A Natural Woman"   | "(You Make Me Feel Like) A Natural Woman"   | "(You Make Me Feel Like) A Natural Woman"   | "(You Make Me Feel Like) A Natural Woman"   | "(You Make Me Feel Like) A Natural Woman"   | "(You Make Me Feel Like) A Natural Woman"   | "(You Make Me Feel Like) A Natural Woman"   | "(You Make Me Feel Like) A Natural Woman"   | "(You Make Me Feel Like) A Natural Woman"   | "(You Make Me Feel Like) A Natural Woman"   | "(You Make Me Feel Like) A Natural Woman"   | "(You Make Me Feel Like) A Natural Woman"   | "(You Make Me Feel Like) A Natural Woman"   | "(You Make Me Feel Like) A Natural Woman"   | "(You Make Me Feel Like) A Natural Woman"   | "(You Make Me Feel Like) A Natural Woman"   | "(You Make Me Feel Like) A Natural Woman"   | "(You Make Me Feel Like) A Natural Woman"   | "(You Make Me Feel Like) A Natural Woman"   | "(You Make Me Feel Like) A Natural Woman"   | "(You Make Me Feel Like) A Natural Woman"   | "(You Make Me Feel Like) A Natural Woman"   | "(You Make Me Feel Like) A Natural Woman"   | "(You Make Me Feel Like) A Natural Woman"   | "(You Make Me Feel Like) A Natural Woman"   | "(You Make Me Feel Like) A Natural Woman"   | "(You Make Me Feel Like) A Natural Woman"   | "(You Make Me Feel Like) A Natural Woman"   | "(You Make Me Feel Like) A Natural Woman"   | "(You Make Me Feel Like) A Natural Woman"   | "(You Make Me Feel Like) A Natural Woman"   | "(You Make Me Feel Like) A Natural Woman"   | "(You Make Me Feel Like) A Natural Woman"   | "(You Make Me Feel Like) A Natural Woman"   | "(You Make Me Feel Like) A Natural Woman"   | "(You Make Me Feel Like) A Natural Woman"   | "(You Make Me Feel Like) A Natural Woman"   | "(You Make Me Feel Like) A Natural Woman"   | "(You Make Me Feel Like) A Natural Woman"   | "(You Make Me Feel Like) A Natural Woman"   | "(You Make Me Feel Like) A Natural Woman"   | "(You Make Me Feel Like) A Natural Woman"   | "(You Make Me Feel Like) A Natural Woman"   | "(You Make Me Feel Like) A Natural Woman"   | "(You Make Me Feel Like) A Natural Woman"   | "(You Make Me Feel Like) A Natural Woman"   | "(You Make Me Feel Like) A Natural Woman"   | "(You Make Me Feel Like) A Natural Woman"   | "(You Make Me Feel Like) A Natural Woman"   | "(You Make Me Feel Like) A Natural Woman"   | "(You Make Me Feel Like) A Natural Woman"   | "(You Make Me Feel Like) A Natural Woman"   | "(You Make Me Feel Like) A Natural Woman"   | "(You Make Me Feel Like) A Natural Woman"   | "(You Make Me Feel Like) A Natural Woman"   | "(You Make Me Feel Like) A Natural Woman"   | "(You Make Me Feel Like) A Natural Woman"   | "(You Make Me Feel Like) A Natural Woman"   | "(You Make Me Feel Like) A Natural Woman"   | "(You Make Me Feel Like) A Natural Woman"   | "(You Make Me Feel Like) A Natural Woman"   | "(You Make Me Feel Like) A Natural Woman"   | "(You Make Me Feel Like) A Natural Woman"   | "(You Make Me Feel Like) A Natural Woman"   | "(You Make Me Feel Like) A Natural Woman"   | "(You Make Me Feel Like) A Natural Woman"   | "(You Make Me Feel Like) A Natural Woman"   | "(You Make Me Feel Like) A Natural Woman"   | "(You Make Me Feel Like) A Natural Woman"   | "(You Make Me Feel Like) A Natural Woman"   | "(You Make Me Feel Like) A Natural Woman"   | "(You Make Me Feel Like) A Natural Woman"   | "(You Make Me Feel Like) A Natural Woman"   | "(You Make Me Feel Like) A Natural Woman"   | "(You Make Me Feel Like) A Natural Woman"   | "(You Make Me Feel Like) A Natural Woman"   | "(You Make Me Feel Like) A Natural Woman"   | Aretha Franklin     | Aretha Franklin     | Aretha Franklin     | Aretha Franklin     | Aretha Franklin     | Aretha Franklin     | Aretha Franklin     | Aretha Franklin     | Aretha Franklin     | Aretha Franklin     | Aretha Franklin     | Aretha Franklin     | Aretha Franklin     | Aretha Franklin     | Aretha Franklin     | Aretha Franklin     | Aretha Franklin     | Aretha Franklin     | Aretha Franklin     | Aretha Franklin     | Aretha Franklin     | Aretha Franklin     | Aretha Franklin     | Aretha Franklin     | Aretha Franklin     | Aretha Franklin     | Aretha Franklin     | Aretha Franklin     | Aretha Franklin     | Aretha Franklin     | Aretha Franklin     | Aretha Franklin     | Aretha Franklin     | Aretha Franklin     | Aretha Franklin     | Aretha Franklin     | Aretha Franklin     | Aretha Franklin     | Aretha Franklin     | Aretha Franklin     | Aretha Franklin     | Aretha Franklin     | Aretha Franklin     | Aretha Franklin     | Aretha Franklin     | Aretha Franklin     | Aretha Franklin     | Aretha Franklin     | Aretha Franklin     | Aretha Franklin     | Aretha Franklin     | Aretha Franklin     | Aretha Franklin     | Aretha Franklin     | Aretha Franklin     | Aretha Franklin     | Aretha Franklin     | Aretha Franklin     | Aretha Franklin     | Aretha Franklin     | Aretha Franklin     | Aretha Franklin     | Aretha Franklin     | Aretha Franklin     | Aretha Franklin     | Aretha Franklin     | Aretha Franklin     | Aretha Franklin     | Aretha Franklin     | Aretha Franklin     | Aretha Franklin     | Aretha Franklin     | Aretha Franklin     | Aretha Franklin     | Aretha Franklin     | Aretha Franklin     | Aretha Franklin     | Aretha Franklin     | Aretha Franklin     | Aretha Franklin     | Aretha Franklin     | Aretha Franklin     | Aretha Franklin     | Aretha Franklin     | Aretha Franklin     | Aretha Franklin     | Aretha Franklin     | Aretha Franklin     | Aretha Franklin     | Aretha Franklin     | Aretha Franklin     | Aretha Franklin     | Aretha Franklin     | Aretha Franklin     | Aretha Franklin     | Aretha Franklin     | Aretha Franklin     | Aretha Franklin     | Aretha Franklin     | Aretha Franklin     | Chưa rõ     | Chưa rõ     | Chưa rõ     | Chưa rõ     | Chưa rõ     | Chưa rõ     | Chưa rõ     | Chưa rõ     | Chưa rõ     | Chưa rõ     | Chưa rõ     | Chưa rõ     | Chưa rõ     | Chưa rõ     | Chưa rõ     | Chưa rõ     | Chưa rõ     | Chưa rõ     | Chưa rõ     | Chưa rõ     | Chưa rõ     | Chưa rõ     | Chưa rõ     | Chưa rõ     | Chưa rõ     | Chưa rõ     | Chưa rõ     | Chưa rõ     | Chưa rõ     | Chưa rõ     | Chưa rõ     | Chưa rõ     | Chưa rõ     | Chưa rõ     | Chưa rõ     | Chưa rõ     | Chưa rõ     | Chưa rõ     | Chưa rõ     | Chưa rõ     | Chưa rõ     | Chưa rõ     | Chưa rõ     | Chưa rõ     | Chưa rõ     | Chưa rõ     | Chưa rõ     | Chưa rõ     | Chưa rõ     | Chưa rõ     | Chưa rõ     | Chưa rõ     | Chưa rõ     | Chưa rõ     | Chưa rõ     | Chưa rõ     | Chưa rõ     | Chưa rõ     | Chưa rõ     | Chưa rõ     | Chưa rõ     | Chưa rõ     | Chưa rõ     | Chưa rõ     | Chưa rõ     | Chưa rõ     | Chưa rõ     | Chưa rõ     | Chưa rõ     | Chưa rõ     | Chưa rõ     | Chưa rõ     | Chưa rõ     | Chưa rõ     | Chưa rõ     | Chưa rõ     | Chưa rõ     | Chưa rõ     | Chưa rõ     | Chưa rõ     | Chưa rõ     | Chưa rõ     | Chưa rõ     | Chưa rõ     | Chưa rõ     | Chưa rõ     | Chưa rõ     | Chưa rõ     | Chưa rõ     | Chưa rõ     | Chưa rõ     | Chưa rõ     | Chưa rõ     | Chưa rõ     | Chưa rõ     | Chưa rõ     | Chưa rõ     | Chưa rõ     | Chưa rõ     | Chưa rõ     | Đi tiếp              | Đi tiếp              | Đi tiếp              | Đi tiếp              | Đi tiếp              | Đi tiếp              | Đi tiếp              | Đi tiếp              | Đi tiếp              | Đi tiếp              | Đi tiếp              | Đi tiếp              | Đi tiếp              | Đi tiếp              | Đi tiếp              | Đi tiếp              | Đi tiếp              | Đi tiếp              | Đi tiếp              | Đi tiếp              | Đi tiếp              | Đi tiếp              | Đi tiếp              | Đi tiếp              | Đi tiếp              | Đi tiếp              | Đi tiếp              | Đi tiếp              | Đi tiếp              | Đi tiếp              | Đi tiếp              | Đi tiếp              | Đi tiếp              | Đi tiếp              | Đi tiếp              | Đi tiếp              | Đi tiếp              | Đi tiếp              | Đi tiếp              | Đi tiếp              | Đi tiếp              | Đi tiếp              | Đi tiếp              | Đi tiếp              | Đi tiếp              | Đi tiếp              | Đi tiếp              | Đi tiếp              | Đi tiếp              | Đi tiếp              | Đi tiếp              | Đi tiếp              | Đi tiếp              | Đi tiếp              | Đi tiếp              | Đi tiếp              | Đi tiếp              | Đi tiếp              | Đi tiếp              | Đi tiếp              | Đi tiếp              | Đi tiếp              | Đi tiếp              | Đi tiếp              | Đi tiếp              | Đi tiếp              | Đi tiếp              | Đi tiếp              | Đi tiếp              | Đi tiếp              | Đi tiếp              | Đi tiếp              | Đi tiếp              | Đi tiếp              | Đi tiếp              | Đi tiếp              | Đi tiếp              | Đi tiếp              | Đi tiếp              | Đi tiếp              | Đi tiếp              | Đi tiếp              | Đi tiếp              | Đi tiếp              | Đi tiếp              | Đi tiếp              | Đi tiếp              | Đi tiếp              | Đi tiếp              | Đi tiếp              | Đi tiếp              | Đi tiếp              | Đi tiếp              | Đi tiếp              | Đi tiếp              | Đi tiếp              | Đi tiếp              | Đi tiếp              | Đi tiếp              | Đi tiếp              |
| Hollywood           | Hollywood           | Hollywood           | Hollywood           | Hollywood           | Hollywood           | Hollywood           | Hollywood           | Hollywood           | Hollywood           | Hollywood           | Hollywood           | Hollywood           | Hollywood           | Hollywood           | Hollywood           | Hollywood           | Hollywood           | Hollywood           | Hollywood           | Hollywood           | Hollywood           | Hollywood           | Hollywood           | Hollywood           | Hollywood           | Hollywood           | Hollywood           | Hollywood           | Hollywood           | Hollywood           | Hollywood           | Hollywood           | Hollywood           | Hollywood           | Hollywood           | Hollywood           | Hollywood           | Hollywood           | Hollywood           | Hollywood           | Hollywood           | Hollywood           | Hollywood           | Hollywood           | Hollywood           | Hollywood           | Hollywood           | Hollywood           | Hollywood           | Hollywood           | Hollywood           | Hollywood           | Hollywood           | Hollywood           | Hollywood           | Hollywood           | Hollywood           | Hollywood           | Hollywood           | Hollywood           | Hollywood           | Hollywood           | Hollywood           | Hollywood           | Hollywood           | Hollywood           | Hollywood           | Hollywood           | Hollywood           | Hollywood           | Hollywood           | Hollywood           | Hollywood           | Hollywood           | Hollywood           | Hollywood           | Hollywood           | Hollywood           | Hollywood           | Hollywood           | Hollywood           | Hollywood           | Hollywood           | Hollywood           | Hollywood           | Hollywood           | Hollywood           | Hollywood           | Hollywood           | Hollywood           | Hollywood           | Hollywood           | Hollywood           | Hollywood           | Hollywood           | Hollywood           | Hollywood           | Hollywood           | Hollywood           | Đơn ca lần đầu                                | Đơn ca lần đầu                                | Đơn ca lần đầu                                | Đơn ca lần đầu                                | Đơn ca lần đầu                                | Đơn ca lần đầu                                | Đơn ca lần đầu                                | Đơn ca lần đầu                                | Đơn ca lần đầu                                | Đơn ca lần đầu                                | Đơn ca lần đầu                                | Đơn ca lần đầu                                | Đơn ca lần đầu                                | Đơn ca lần đầu                                | Đơn ca lần đầu                                | Đơn ca lần đầu                                | Đơn ca lần đầu                                | Đơn ca lần đầu                                | Đơn ca lần đầu                                | Đơn ca lần đầu                                | Đơn ca lần đầu                                | Đơn ca lần đầu                                | Đơn ca lần đầu                                | Đơn ca lần đầu                                | Đơn ca lần đầu                                | Đơn ca lần đầu                                | Đơn ca lần đầu                                | Đơn ca lần đầu                                | Đơn ca lần đầu                                | Đơn ca lần đầu                                | Đơn ca lần đầu                                | Đơn ca lần đầu                                | Đơn ca lần đầu                                | Đơn ca lần đầu                                | Đơn ca lần đầu                                | Đơn ca lần đầu                                | Đơn ca lần đầu                                | Đơn ca lần đầu                                | Đơn ca lần đầu                                | Đơn ca lần đầu                                | Đơn ca lần đầu                                | Đơn ca lần đầu                                | Đơn ca lần đầu                                | Đơn ca lần đầu                                | Đơn ca lần đầu                                | Đơn ca lần đầu                                | Đơn ca lần đầu                                | Đơn ca lần đầu                                | Đơn ca lần đầu                                | Đơn ca lần đầu                                | Đơn ca lần đầu                                | Đơn ca lần đầu                                | Đơn ca lần đầu                                | Đơn ca lần đầu                                | Đơn ca lần đầu                                | Đơn ca lần đầu                                | Đơn ca lần đầu                                | Đơn ca lần đầu                                | Đơn ca lần đầu                                | Đơn ca lần đầu                                | Đơn ca lần đầu                                | Đơn ca lần đầu                                | Đơn ca lần đầu                                | Đơn ca lần đầu                                | Đơn ca lần đầu                                | Đơn ca lần đầu                                | Đơn ca lần đầu                                | Đơn ca lần đầu                                | Đơn ca lần đầu                                | Đơn ca lần đầu                                | Đơn ca lần đầu                                | Đơn ca lần đầu                                | Đơn ca lần đầu                                | Đơn ca lần đầu                                | Đơn ca lần đầu                                | Đơn ca lần đầu                                | Đơn ca lần đầu                                | Đơn ca lần đầu                                | Đơn ca lần đầu                                | Đơn ca lần đầu                                | Đơn ca lần đầu                                | Đơn ca lần đầu                                | Đơn ca lần đầu                                | Đơn ca lần đầu                                | Đơn ca lần đầu                                | Đơn ca lần đầu                                | Đơn ca lần đầu                                | Đơn ca lần đầu                                | Đơn ca lần đầu                                | Đơn ca lần đầu                                | Đơn ca lần đầu                                | Đơn ca lần đầu                                | Đơn ca lần đầu                                | Đơn ca lần đầu                                | Đơn ca lần đầu                                | Đơn ca lần đầu                                | Đơn ca lần đầu                                | Đơn ca lần đầu                                | Đơn ca lần đầu                                | Đơn ca lần đầu                                | [Không phát sóng]                           | [Không phát sóng]                           | [Không phát sóng]                           | [Không phát sóng]                           | [Không phát sóng]                           | [Không phát sóng]                           | [Không phát sóng]                           | [Không phát sóng]                           | [Không phát sóng]                           | [Không phát sóng]                           | [Không phát sóng]                           | [Không phát sóng]                           | [Không phát sóng]                           | [Không phát sóng]                           | [Không phát sóng]                           | [Không phát sóng]                           | [Không phát sóng]                           | [Không phát sóng]                           | [Không phát sóng]                           | [Không phát sóng]                           | [Không phát sóng]                           | [Không phát sóng]                           | [Không phát sóng]                           | [Không phát sóng]                           | [Không phát sóng]                           | [Không phát sóng]                           | [Không phát sóng]                           | [Không phát sóng]                           | [Không phát sóng]                           | [Không phát sóng]                           | [Không phát sóng]                           | [Không phát sóng]                           | [Không phát sóng]                           | [Không phát sóng]                           | [Không phát sóng]                           | [Không phát sóng]                           | [Không phát sóng]                           | [Không phát sóng]                           | [Không phát sóng]                           | [Không phát sóng]                           | [Không phát sóng]                           | [Không phát sóng]                           | [Không phát sóng]                           | [Không phát sóng]                           | [Không phát sóng]                           | [Không phát sóng]                           | [Không phát sóng]                           | [Không phát sóng]                           | [Không phát sóng]                           | [Không phát sóng]                           | [Không phát sóng]                           | [Không phát sóng]                           | [Không phát sóng]                           | [Không phát sóng]                           | [Không phát sóng]                           | [Không phát sóng]                           | [Không phát sóng]                           | [Không phát sóng]                           | [Không phát sóng]                           | [Không phát sóng]                           | [Không phát sóng]                           | [Không phát sóng]                           | [Không phát sóng]                           | [Không phát sóng]                           | [Không phát sóng]                           | [Không phát sóng]                           | [Không phát sóng]                           | [Không phát sóng]                           | [Không phát sóng]                           | [Không phát sóng]                           | [Không phát sóng]                           | [Không phát sóng]                           | [Không phát sóng]                           | [Không phát sóng]                           | [Không phát sóng]                           | [Không phát sóng]                           | [Không phát sóng]                           | [Không phát sóng]                           | [Không phát sóng]                           | [Không phát sóng]                           | [Không phát sóng]                           | [Không phát sóng]                           | [Không phát sóng]                           | [Không phát sóng]                           | [Không phát sóng]                           | [Không phát sóng]                           | [Không phát sóng]                           | [Không phát sóng]                           | [Không phát sóng]                           | [Không phát sóng]                           | [Không phát sóng]                           | [Không phát sóng]                           | [Không phát sóng]                           | [Không phát sóng]                           | [Không phát sóng]                           | [Không phát sóng]                           | [Không phát sóng]                           | [Không phát sóng]                           | [Không phát sóng]                           | [Không phát sóng]                           |                     |                     |                     |                     |                     |                     |                     |                     |                     |                     |                     |                     |                     |                     |                     |                     |                     |                     |                     |                     |                     |                     |                     |                     |                     |                     |                     |                     |                     |                     |                     |                     |                     |                     |                     |                     |                     |                     |                     |                     |                     |                     |                     |                     |                     |                     |                     |                     |                     |                     |                     |                     |                     |                     |                     |                     |                     |                     |                     |                     |                     |                     |                     |                     |                     |                     |                     |                     |                     |                     |                     |                     |                     |                     |                     |                     |                     |                     |                     |                     |                     |                     |                     |                     |                     |                     |                     |                     |                     |                     |                     |                     |                     |                     |                     |                     |                     |                     |                     |                     | Chưa rõ     | Chưa rõ     | Chưa rõ     | Chưa rõ     | Chưa rõ     | Chưa rõ     | Chưa rõ     | Chưa rõ     | Chưa rõ     | Chưa rõ     | Chưa rõ     | Chưa rõ     | Chưa rõ     | Chưa rõ     | Chưa rõ     | Chưa rõ     | Chưa rõ     | Chưa rõ     | Chưa rõ     | Chưa rõ     | Chưa rõ     | Chưa rõ     | Chưa rõ     | Chưa rõ     | Chưa rõ     | Chưa rõ     | Chưa rõ     | Chưa rõ     | Chưa rõ     | Chưa rõ     | Chưa rõ     | Chưa rõ     | Chưa rõ     | Chưa rõ     | Chưa rõ     | Chưa rõ     | Chưa rõ     | Chưa rõ     | Chưa rõ     | Chưa rõ     | Chưa rõ     | Chưa rõ     | Chưa rõ     | Chưa rõ     | Chưa rõ     | Chưa rõ     | Chưa rõ     | Chưa rõ     | Chưa rõ     | Chưa rõ     | Chưa rõ     | Chưa rõ     | Chưa rõ     | Chưa rõ     | Chưa rõ     | Chưa rõ     | Chưa rõ     | Chưa rõ     | Chưa rõ     | Chưa rõ     | Chưa rõ     | Chưa rõ     | Chưa rõ     | Chưa rõ     | Chưa rõ     | Chưa rõ     | Chưa rõ     | Chưa rõ     | Chưa rõ     | Chưa rõ     | Chưa rõ     | Chưa rõ     | Chưa rõ     | Chưa rõ     | Chưa rõ     | Chưa rõ     | Chưa rõ     | Chưa rõ     | Chưa rõ     | Chưa rõ     | Chưa rõ     | Chưa rõ     | Chưa rõ     | Chưa rõ     | Chưa rõ     | Chưa rõ     | Chưa rõ     | Chưa rõ     | Chưa rõ     | Chưa rõ     | Chưa rõ     | Chưa rõ     | Chưa rõ     | Chưa rõ     | Chưa rõ     | Chưa rõ     | Chưa rõ     | Chưa rõ     | Chưa rõ     | Chưa rõ     | Đi tiếp              | Đi tiếp              | Đi tiếp              | Đi tiếp              | Đi tiếp              | Đi tiếp              | Đi tiếp              | Đi tiếp              | Đi tiếp              | Đi tiếp              | Đi tiếp              | Đi tiếp              | Đi tiếp              | Đi tiếp              | Đi tiếp              | Đi tiếp              | Đi tiếp              | Đi tiếp              | Đi tiếp              | Đi tiếp              | Đi tiếp              | Đi tiếp              | Đi tiếp              | Đi tiếp              | Đi tiếp              | Đi tiếp              | Đi tiếp              | Đi tiếp              | Đi tiếp              | Đi tiếp              | Đi tiếp              | Đi tiếp              | Đi tiếp              | Đi tiếp              | Đi tiếp              | Đi tiếp              | Đi tiếp              | Đi tiếp              | Đi tiếp              | Đi tiếp              | Đi tiếp              | Đi tiếp              | Đi tiếp              | Đi tiếp              | Đi tiếp              | Đi tiếp              | Đi tiếp              | Đi tiếp              | Đi tiếp              | Đi tiếp              | Đi tiếp              | Đi tiếp              | Đi tiếp              | Đi tiếp              | Đi tiếp              | Đi tiếp              | Đi tiếp              | Đi tiếp              | Đi tiếp              | Đi tiếp              | Đi tiếp              | Đi tiếp              | Đi tiếp              | Đi tiếp              | Đi tiếp              | Đi tiếp              | Đi tiếp              | Đi tiếp              | Đi tiếp              | Đi tiếp              | Đi tiếp              | Đi tiếp              | Đi tiếp              | Đi tiếp              | Đi tiếp              | Đi tiếp              | Đi tiếp              | Đi tiếp              | Đi tiếp              | Đi tiếp              | Đi tiếp              | Đi tiếp              | Đi tiếp              | Đi tiếp              | Đi tiếp              | Đi tiếp              | Đi tiếp              | Đi tiếp              | Đi tiếp              | Đi tiếp              | Đi tiếp              | Đi tiếp              | Đi tiếp              | Đi tiếp              | Đi tiếp              | Đi tiếp              | Đi tiếp              | Đi tiếp              | Đi tiếp              | Đi tiếp              |
| Hollywood           | Hollywood           | Hollywood           | Hollywood           | Hollywood           | Hollywood           | Hollywood           | Hollywood           | Hollywood           | Hollywood           | Hollywood           | Hollywood           | Hollywood           | Hollywood           | Hollywood           | Hollywood           | Hollywood           | Hollywood           | Hollywood           | Hollywood           | Hollywood           | Hollywood           | Hollywood           | Hollywood           | Hollywood           | Hollywood           | Hollywood           | Hollywood           | Hollywood           | Hollywood           | Hollywood           | Hollywood           | Hollywood           | Hollywood           | Hollywood           | Hollywood           | Hollywood           | Hollywood           | Hollywood           | Hollywood           | Hollywood           | Hollywood           | Hollywood           | Hollywood           | Hollywood           | Hollywood           | Hollywood           | Hollywood           | Hollywood           | Hollywood           | Hollywood           | Hollywood           | Hollywood           | Hollywood           | Hollywood           | Hollywood           | Hollywood           | Hollywood           | Hollywood           | Hollywood           | Hollywood           | Hollywood           | Hollywood           | Hollywood           | Hollywood           | Hollywood           | Hollywood           | Hollywood           | Hollywood           | Hollywood           | Hollywood           | Hollywood           | Hollywood           | Hollywood           | Hollywood           | Hollywood           | Hollywood           | Hollywood           | Hollywood           | Hollywood           | Hollywood           | Hollywood           | Hollywood           | Hollywood           | Hollywood           | Hollywood           | Hollywood           | Hollywood           | Hollywood           | Hollywood           | Hollywood           | Hollywood           | Hollywood           | Hollywood           | Hollywood           | Hollywood           | Hollywood           | Hollywood           | Hollywood           | Hollywood           | Hát nhóm                                      | Hát nhóm                                      | Hát nhóm                                      | Hát nhóm                                      | Hát nhóm                                      | Hát nhóm                                      | Hát nhóm                                      | Hát nhóm                                      | Hát nhóm                                      | Hát nhóm                                      | Hát nhóm                                      | Hát nhóm                                      | Hát nhóm                                      | Hát nhóm                                      | Hát nhóm                                      | Hát nhóm                                      | Hát nhóm                                      | Hát nhóm                                      | Hát nhóm                                      | Hát nhóm                                      | Hát nhóm                                      | Hát nhóm                                      | Hát nhóm                                      | Hát nhóm                                      | Hát nhóm                                      | Hát nhóm                                      | Hát nhóm                                      | Hát nhóm                                      | Hát nhóm                                      | Hát nhóm                                      | Hát nhóm                                      | Hát nhóm                                      | Hát nhóm                                      | Hát nhóm                                      | Hát nhóm                                      | Hát nhóm                                      | Hát nhóm                                      | Hát nhóm                                      | Hát nhóm                                      | Hát nhóm                                      | Hát nhóm                                      | Hát nhóm                                      | Hát nhóm                                      | Hát nhóm                                      | Hát nhóm                                      | Hát nhóm                                      | Hát nhóm                                      | Hát nhóm                                      | Hát nhóm                                      | Hát nhóm                                      | Hát nhóm                                      | Hát nhóm                                      | Hát nhóm                                      | Hát nhóm                                      | Hát nhóm                                      | Hát nhóm                                      | Hát nhóm                                      | Hát nhóm                                      | Hát nhóm                                      | Hát nhóm                                      | Hát nhóm                                      | Hát nhóm                                      | Hát nhóm                                      | Hát nhóm                                      | Hát nhóm                                      | Hát nhóm                                      | Hát nhóm                                      | Hát nhóm                                      | Hát nhóm                                      | Hát nhóm                                      | Hát nhóm                                      | Hát nhóm                                      | Hát nhóm                                      | Hát nhóm                                      | Hát nhóm                                      | Hát nhóm                                      | Hát nhóm                                      | Hát nhóm                                      | Hát nhóm                                      | Hát nhóm                                      | Hát nhóm                                      | Hát nhóm                                      | Hát nhóm                                      | Hát nhóm                                      | Hát nhóm                                      | Hát nhóm                                      | Hát nhóm                                      | Hát nhóm                                      | Hát nhóm                                      | Hát nhóm                                      | Hát nhóm                                      | Hát nhóm                                      | Hát nhóm                                      | Hát nhóm                                      | Hát nhóm                                      | Hát nhóm                                      | Hát nhóm                                      | Hát nhóm                                      | Hát nhóm                                      | Hát nhóm                                      | [Không phát sóng]                           | [Không phát sóng]                           | [Không phát sóng]                           | [Không phát sóng]                           | [Không phát sóng]                           | [Không phát sóng]                           | [Không phát sóng]                           | [Không phát sóng]                           | [Không phát sóng]                           | [Không phát sóng]                           | [Không phát sóng]                           | [Không phát sóng]                           | [Không phát sóng]                           | [Không phát sóng]                           | [Không phát sóng]                           | [Không phát sóng]                           | [Không phát sóng]                           | [Không phát sóng]                           | [Không phát sóng]                           | [Không phát sóng]                           | [Không phát sóng]                           | [Không phát sóng]                           | [Không phát sóng]                           | [Không phát sóng]                           | [Không phát sóng]                           | [Không phát sóng]                           | [Không phát sóng]                           | [Không phát sóng]                           | [Không phát sóng]                           | [Không phát sóng]                           | [Không phát sóng]                           | [Không phát sóng]                           | [Không phát sóng]                           | [Không phát sóng]                           | [Không phát sóng]                           | [Không phát sóng]                           | [Không phát sóng]                           | [Không phát sóng]                           | [Không phát sóng]                           | [Không phát sóng]                           | [Không phát sóng]                           | [Không phát sóng]                           | [Không phát sóng]                           | [Không phát sóng]                           | [Không phát sóng]                           | [Không phát sóng]                           | [Không phát sóng]                           | [Không phát sóng]                           | [Không phát sóng]                           | [Không phát sóng]                           | [Không phát sóng]                           | [Không phát sóng]                           | [Không phát sóng]                           | [Không phát sóng]                           | [Không phát sóng]                           | [Không phát sóng]                           | [Không phát sóng]                           | [Không phát sóng]                           | [Không phát sóng]                           | [Không phát sóng]                           | [Không phát sóng]                           | [Không phát sóng]                           | [Không phát sóng]                           | [Không phát sóng]                           | [Không phát sóng]                           | [Không phát sóng]                           | [Không phát sóng]                           | [Không phát sóng]                           | [Không phát sóng]                           | [Không phát sóng]                           | [Không phát sóng]                           | [Không phát sóng]                           | [Không phát sóng]                           | [Không phát sóng]                           | [Không phát sóng]                           | [Không phát sóng]                           | [Không phát sóng]                           | [Không phát sóng]                           | [Không phát sóng]                           | [Không phát sóng]                           | [Không phát sóng]                           | [Không phát sóng]                           | [Không phát sóng]                           | [Không phát sóng]                           | [Không phát sóng]                           | [Không phát sóng]                           | [Không phát sóng]                           | [Không phát sóng]                           | [Không phát sóng]                           | [Không phát sóng]                           | [Không phát sóng]                           | [Không phát sóng]                           | [Không phát sóng]                           | [Không phát sóng]                           | [Không phát sóng]                           | [Không phát sóng]                           | [Không phát sóng]                           | [Không phát sóng]                           | [Không phát sóng]                           | [Không phát sóng]                           |                     |                     |                     |                     |                     |                     |                     |                     |                     |                     |                     |                     |                     |                     |                     |                     |                     |                     |                     |                     |                     |                     |                     |                     |                     |                     |                     |                     |                     |                     |                     |                     |                     |                     |                     |                     |                     |                     |                     |                     |                     |                     |                     |                     |                     |                     |                     |                     |                     |                     |                     |                     |                     |                     |                     |                     |                     |                     |                     |                     |                     |                     |                     |                     |                     |                     |                     |                     |                     |                     |                     |                     |                     |                     |                     |                     |                     |                     |                     |                     |                     |                     |                     |                     |                     |                     |                     |                     |                     |                     |                     |                     |                     |                     |                     |                     |                     |                     |                     |                     | Chưa rõ     | Chưa rõ     | Chưa rõ     | Chưa rõ     | Chưa rõ     | Chưa rõ     | Chưa rõ     | Chưa rõ     | Chưa rõ     | Chưa rõ     | Chưa rõ     | Chưa rõ     | Chưa rõ     | Chưa rõ     | Chưa rõ     | Chưa rõ     | Chưa rõ     | Chưa rõ     | Chưa rõ     | Chưa rõ     | Chưa rõ     | Chưa rõ     | Chưa rõ     | Chưa rõ     | Chưa rõ     | Chưa rõ     | Chưa rõ     | Chưa rõ     | Chưa rõ     | Chưa rõ     | Chưa rõ     | Chưa rõ     | Chưa rõ     | Chưa rõ     | Chưa rõ     | Chưa rõ     | Chưa rõ     | Chưa rõ     | Chưa rõ     | Chưa rõ     | Chưa rõ     | Chưa rõ     | Chưa rõ     | Chưa rõ     | Chưa rõ     | Chưa rõ     | Chưa rõ     | Chưa rõ     | Chưa rõ     | Chưa rõ     | Chưa rõ     | Chưa rõ     | Chưa rõ     | Chưa rõ     | Chưa rõ     | Chưa rõ     | Chưa rõ     | Chưa rõ     | Chưa rõ     | Chưa rõ     | Chưa rõ     | Chưa rõ     | Chưa rõ     | Chưa rõ     | Chưa rõ     | Chưa rõ     | Chưa rõ     | Chưa rõ     | Chưa rõ     | Chưa rõ     | Chưa rõ     | Chưa rõ     | Chưa rõ     | Chưa rõ     | Chưa rõ     | Chưa rõ     | Chưa rõ     | Chưa rõ     | Chưa rõ     | Chưa rõ     | Chưa rõ     | Chưa rõ     | Chưa rõ     | Chưa rõ     | Chưa rõ     | Chưa rõ     | Chưa rõ     | Chưa rõ     | Chưa rõ     | Chưa rõ     | Chưa rõ     | Chưa rõ     | Chưa rõ     | Chưa rõ     | Chưa rõ     | Chưa rõ     | Chưa rõ     | Chưa rõ     | Chưa rõ     | Chưa rõ     | Đi tiếp              | Đi tiếp              | Đi tiếp              | Đi tiếp              | Đi tiếp              | Đi tiếp              | Đi tiếp              | Đi tiếp              | Đi tiếp              | Đi tiếp              | Đi tiếp              | Đi tiếp              | Đi tiếp              | Đi tiếp              | Đi tiếp              | Đi tiếp              | Đi tiếp              | Đi tiếp              | Đi tiếp              | Đi tiếp              | Đi tiếp              | Đi tiếp              | Đi tiếp              | Đi tiếp              | Đi tiếp              | Đi tiếp              | Đi tiếp              | Đi tiếp              | Đi tiếp              | Đi tiếp              | Đi tiếp              | Đi tiếp              | Đi tiếp              | Đi tiếp              | Đi tiếp              | Đi tiếp              | Đi tiếp              | Đi tiếp              | Đi tiếp              | Đi tiếp              | Đi tiếp              | Đi tiếp              | Đi tiếp              | Đi tiếp              | Đi tiếp              | Đi tiếp              | Đi tiếp              | Đi tiếp              | Đi tiếp              | Đi tiếp              | Đi tiếp              | Đi tiếp              | Đi tiếp              | Đi tiếp              | Đi tiếp              | Đi tiếp              | Đi tiếp              | Đi tiếp              | Đi tiếp              | Đi tiếp              | Đi tiếp              | Đi tiếp              | Đi tiếp              | Đi tiếp              | Đi tiếp              | Đi tiếp              | Đi tiếp              | Đi tiếp              | Đi tiếp              | Đi tiếp              | Đi tiếp              | Đi tiếp              | Đi tiếp              | Đi tiếp              | Đi tiếp              | Đi tiếp              | Đi tiếp              | Đi tiếp              | Đi tiếp              | Đi tiếp              | Đi tiếp              | Đi tiếp              | Đi tiếp              | Đi tiếp              | Đi tiếp              | Đi tiếp              | Đi tiếp              | Đi tiếp              | Đi tiếp              | Đi tiếp              | Đi tiếp              | Đi tiếp              | Đi tiếp              | Đi tiếp              | Đi tiếp              | Đi tiếp              | Đi tiếp              | Đi tiếp              | Đi tiếp              | Đi tiếp              |
| Hollywood           | Hollywood           | Hollywood           | Hollywood           | Hollywood           | Hollywood           | Hollywood           | Hollywood           | Hollywood           | Hollywood           | Hollywood           | Hollywood           | Hollywood           | Hollywood           | Hollywood           | Hollywood           | Hollywood           | Hollywood           | Hollywood           | Hollywood           | Hollywood           | Hollywood           | Hollywood           | Hollywood           | Hollywood           | Hollywood           | Hollywood           | Hollywood           | Hollywood           | Hollywood           | Hollywood           | Hollywood           | Hollywood           | Hollywood           | Hollywood           | Hollywood           | Hollywood           | Hollywood           | Hollywood           | Hollywood           | Hollywood           | Hollywood           | Hollywood           | Hollywood           | Hollywood           | Hollywood           | Hollywood           | Hollywood           | Hollywood           | Hollywood           | Hollywood           | Hollywood           | Hollywood           | Hollywood           | Hollywood           | Hollywood           | Hollywood           | Hollywood           | Hollywood           | Hollywood           | Hollywood           | Hollywood           | Hollywood           | Hollywood           | Hollywood           | Hollywood           | Hollywood           | Hollywood           | Hollywood           | Hollywood           | Hollywood           | Hollywood           | Hollywood           | Hollywood           | Hollywood           | Hollywood           | Hollywood           | Hollywood           | Hollywood           | Hollywood           | Hollywood           | Hollywood           | Hollywood           | Hollywood           | Hollywood           | Hollywood           | Hollywood           | Hollywood           | Hollywood           | Hollywood           | Hollywood           | Hollywood           | Hollywood           | Hollywood           | Hollywood           | Hollywood           | Hollywood           | Hollywood           | Hollywood           | Hollywood           | Màn đơn ca lần hai                            | Màn đơn ca lần hai                            | Màn đơn ca lần hai                            | Màn đơn ca lần hai                            | Màn đơn ca lần hai                            | Màn đơn ca lần hai                            | Màn đơn ca lần hai                            | Màn đơn ca lần hai                            | Màn đơn ca lần hai                            | Màn đơn ca lần hai                            | Màn đơn ca lần hai                            | Màn đơn ca lần hai                            | Màn đơn ca lần hai                            | Màn đơn ca lần hai                            | Màn đơn ca lần hai                            | Màn đơn ca lần hai                            | Màn đơn ca lần hai                            | Màn đơn ca lần hai                            | Màn đơn ca lần hai                            | Màn đơn ca lần hai                            | Màn đơn ca lần hai                            | Màn đơn ca lần hai                            | Màn đơn ca lần hai                            | Màn đơn ca lần hai                            | Màn đơn ca lần hai                            | Màn đơn ca lần hai                            | Màn đơn ca lần hai                            | Màn đơn ca lần hai                            | Màn đơn ca lần hai                            | Màn đơn ca lần hai                            | Màn đơn ca lần hai                            | Màn đơn ca lần hai                            | Màn đơn ca lần hai                            | Màn đơn ca lần hai                            | Màn đơn ca lần hai                            | Màn đơn ca lần hai                            | Màn đơn ca lần hai                            | Màn đơn ca lần hai                            | Màn đơn ca lần hai                            | Màn đơn ca lần hai                            | Màn đơn ca lần hai                            | Màn đơn ca lần hai                            | Màn đơn ca lần hai                            | Màn đơn ca lần hai                            | Màn đơn ca lần hai                            | Màn đơn ca lần hai                            | Màn đơn ca lần hai                            | Màn đơn ca lần hai                            | Màn đơn ca lần hai                            | Màn đơn ca lần hai                            | Màn đơn ca lần hai                            | Màn đơn ca lần hai                            | Màn đơn ca lần hai                            | Màn đơn ca lần hai                            | Màn đơn ca lần hai                            | Màn đơn ca lần hai                            | Màn đơn ca lần hai                            | Màn đơn ca lần hai                            | Màn đơn ca lần hai                            | Màn đơn ca lần hai                            | Màn đơn ca lần hai                            | Màn đơn ca lần hai                            | Màn đơn ca lần hai                            | Màn đơn ca lần hai                            | Màn đơn ca lần hai                            | Màn đơn ca lần hai                            | Màn đơn ca lần hai                            | Màn đơn ca lần hai                            | Màn đơn ca lần hai                            | Màn đơn ca lần hai                            | Màn đơn ca lần hai                            | Màn đơn ca lần hai                            | Màn đơn ca lần hai                            | Màn đơn ca lần hai                            | Màn đơn ca lần hai                            | Màn đơn ca lần hai                            | Màn đơn ca lần hai                            | Màn đơn ca lần hai                            | Màn đơn ca lần hai                            | Màn đơn ca lần hai                            | Màn đơn ca lần hai                            | Màn đơn ca lần hai                            | Màn đơn ca lần hai                            | Màn đơn ca lần hai                            | Màn đơn ca lần hai                            | Màn đơn ca lần hai                            | Màn đơn ca lần hai                            | Màn đơn ca lần hai                            | Màn đơn ca lần hai                            | Màn đơn ca lần hai                            | Màn đơn ca lần hai                            | Màn đơn ca lần hai                            | Màn đơn ca lần hai                            | Màn đơn ca lần hai                            | Màn đơn ca lần hai                            | Màn đơn ca lần hai                            | Màn đơn ca lần hai                            | Màn đơn ca lần hai                            | Màn đơn ca lần hai                            | Màn đơn ca lần hai                            | "Because of You"                            | "Because of You"                            | "Because of You"                            | "Because of You"                            | "Because of You"                            | "Because of You"                            | "Because of You"                            | "Because of You"                            | "Because of You"                            | "Because of You"                            | "Because of You"                            | "Because of You"                            | "Because of You"                            | "Because of You"                            | "Because of You"                            | "Because of You"                            | "Because of You"                            | "Because of You"                            | "Because of You"                            | "Because of You"                            | "Because of You"                            | "Because of You"                            | "Because of You"                            | "Because of You"                            | "Because of You"                            | "Because of You"                            | "Because of You"                            | "Because of You"                            | "Because of You"                            | "Because of You"                            | "Because of You"                            | "Because of You"                            | "Because of You"                            | "Because of You"                            | "Because of You"                            | "Because of You"                            | "Because of You"                            | "Because of You"                            | "Because of You"                            | "Because of You"                            | "Because of You"                            | "Because of You"                            | "Because of You"                            | "Because of You"                            | "Because of You"                            | "Because of You"                            | "Because of You"                            | "Because of You"                            | "Because of You"                            | "Because of You"                            | "Because of You"                            | "Because of You"                            | "Because of You"                            | "Because of You"                            | "Because of You"                            | "Because of You"                            | "Because of You"                            | "Because of You"                            | "Because of You"                            | "Because of You"                            | "Because of You"                            | "Because of You"                            | "Because of You"                            | "Because of You"                            | "Because of You"                            | "Because of You"                            | "Because of You"                            | "Because of You"                            | "Because of You"                            | "Because of You"                            | "Because of You"                            | "Because of You"                            | "Because of You"                            | "Because of You"                            | "Because of You"                            | "Because of You"                            | "Because of You"                            | "Because of You"                            | "Because of You"                            | "Because of You"                            | "Because of You"                            | "Because of You"                            | "Because of You"                            | "Because of You"                            | "Because of You"                            | "Because of You"                            | "Because of You"                            | "Because of You"                            | "Because of You"                            | "Because of You"                            | "Because of You"                            | "Because of You"                            | "Because of You"                            | "Because of You"                            | "Because of You"                            | "Because of You"                            | "Because of You"                            | "Because of You"                            | "Because of You"                            | "Because of You"                            | Kelly Clarkson      | Kelly Clarkson      | Kelly Clarkson      | Kelly Clarkson      | Kelly Clarkson      | Kelly Clarkson      | Kelly Clarkson      | Kelly Clarkson      | Kelly Clarkson      | Kelly Clarkson      | Kelly Clarkson      | Kelly Clarkson      | Kelly Clarkson      | Kelly Clarkson      | Kelly Clarkson      | Kelly Clarkson      | Kelly Clarkson      | Kelly Clarkson      | Kelly Clarkson      | Kelly Clarkson      | Kelly Clarkson      | Kelly Clarkson      | Kelly Clarkson      | Kelly Clarkson      | Kelly Clarkson      | Kelly Clarkson      | Kelly Clarkson      | Kelly Clarkson      | Kelly Clarkson      | Kelly Clarkson      | Kelly Clarkson      | Kelly Clarkson      | Kelly Clarkson      | Kelly Clarkson      | Kelly Clarkson      | Kelly Clarkson      | Kelly Clarkson      | Kelly Clarkson      | Kelly Clarkson      | Kelly Clarkson      | Kelly Clarkson      | Kelly Clarkson      | Kelly Clarkson      | Kelly Clarkson      | Kelly Clarkson      | Kelly Clarkson      | Kelly Clarkson      | Kelly Clarkson      | Kelly Clarkson      | Kelly Clarkson      | Kelly Clarkson      | Kelly Clarkson      | Kelly Clarkson      | Kelly Clarkson      | Kelly Clarkson      | Kelly Clarkson      | Kelly Clarkson      | Kelly Clarkson      | Kelly Clarkson      | Kelly Clarkson      | Kelly Clarkson      | Kelly Clarkson      | Kelly Clarkson      | Kelly Clarkson      | Kelly Clarkson      | Kelly Clarkson      | Kelly Clarkson      | Kelly Clarkson      | Kelly Clarkson      | Kelly Clarkson      | Kelly Clarkson      | Kelly Clarkson      | Kelly Clarkson      | Kelly Clarkson      | Kelly Clarkson      | Kelly Clarkson      | Kelly Clarkson      | Kelly Clarkson      | Kelly Clarkson      | Kelly Clarkson      | Kelly Clarkson      | Kelly Clarkson      | Kelly Clarkson      | Kelly Clarkson      | Kelly Clarkson      | Kelly Clarkson      | Kelly Clarkson      | Kelly Clarkson      | Kelly Clarkson      | Kelly Clarkson      | Kelly Clarkson      | Kelly Clarkson      | Kelly Clarkson      | Kelly Clarkson      | Kelly Clarkson      | Kelly Clarkson      | Kelly Clarkson      | Kelly Clarkson      | Kelly Clarkson      | Kelly Clarkson      | Chưa rõ     | Chưa rõ     | Chưa rõ     | Chưa rõ     | Chưa rõ     | Chưa rõ     | Chưa rõ     | Chưa rõ     | Chưa rõ     | Chưa rõ     | Chưa rõ     | Chưa rõ     | Chưa rõ     | Chưa rõ     | Chưa rõ     | Chưa rõ     | Chưa rõ     | Chưa rõ     | Chưa rõ     | Chưa rõ     | Chưa rõ     | Chưa rõ     | Chưa rõ     | Chưa rõ     | Chưa rõ     | Chưa rõ     | Chưa rõ     | Chưa rõ     | Chưa rõ     | Chưa rõ     | Chưa rõ     | Chưa rõ     | Chưa rõ     | Chưa rõ     | Chưa rõ     | Chưa rõ     | Chưa rõ     | Chưa rõ     | Chưa rõ     | Chưa rõ     | Chưa rõ     | Chưa rõ     | Chưa rõ     | Chưa rõ     | Chưa rõ     | Chưa rõ     | Chưa rõ     | Chưa rõ     | Chưa rõ     | Chưa rõ     | Chưa rõ     | Chưa rõ     | Chưa rõ     | Chưa rõ     | Chưa rõ     | Chưa rõ     | Chưa rõ     | Chưa rõ     | Chưa rõ     | Chưa rõ     | Chưa rõ     | Chưa rõ     | Chưa rõ     | Chưa rõ     | Chưa rõ     | Chưa rõ     | Chưa rõ     | Chưa rõ     | Chưa rõ     | Chưa rõ     | Chưa rõ     | Chưa rõ     | Chưa rõ     | Chưa rõ     | Chưa rõ     | Chưa rõ     | Chưa rõ     | Chưa rõ     | Chưa rõ     | Chưa rõ     | Chưa rõ     | Chưa rõ     | Chưa rõ     | Chưa rõ     | Chưa rõ     | Chưa rõ     | Chưa rõ     | Chưa rõ     | Chưa rõ     | Chưa rõ     | Chưa rõ     | Chưa rõ     | Chưa rõ     | Chưa rõ     | Chưa rõ     | Chưa rõ     | Chưa rõ     | Chưa rõ     | Chưa rõ     | Chưa rõ     | Đi tiếp              | Đi tiếp              | Đi tiếp              | Đi tiếp              | Đi tiếp              | Đi tiếp              | Đi tiếp              | Đi tiếp              | Đi tiếp              | Đi tiếp              | Đi tiếp              | Đi tiếp              | Đi tiếp              | Đi tiếp              | Đi tiếp              | Đi tiếp              | Đi tiếp              | Đi tiếp              | Đi tiếp              | Đi tiếp              | Đi tiếp              | Đi tiếp              | Đi tiếp              | Đi tiếp              | Đi tiếp              | Đi tiếp              | Đi tiếp              | Đi tiếp              | Đi tiếp              | Đi tiếp              | Đi tiếp              | Đi tiếp              | Đi tiếp              | Đi tiếp              | Đi tiếp              | Đi tiếp              | Đi tiếp              | Đi tiếp              | Đi tiếp              | Đi tiếp              | Đi tiếp              | Đi tiếp              | Đi tiếp              | Đi tiếp              | Đi tiếp              | Đi tiếp              | Đi tiếp              | Đi tiếp              | Đi tiếp              | Đi tiếp              | Đi tiếp              | Đi tiếp              | Đi tiếp              | Đi tiếp              | Đi tiếp              | Đi tiếp              | Đi tiếp              | Đi tiếp              | Đi tiếp              | Đi tiếp              | Đi tiếp              | Đi tiếp              | Đi tiếp              | Đi tiếp              | Đi tiếp              | Đi tiếp              | Đi tiếp              | Đi tiếp              | Đi tiếp              | Đi tiếp              | Đi tiếp              | Đi tiếp              | Đi tiếp              | Đi tiếp              | Đi tiếp              | Đi tiếp              | Đi tiếp              | Đi tiếp              | Đi tiếp              | Đi tiếp              | Đi tiếp              | Đi tiếp              | Đi tiếp              | Đi tiếp              | Đi tiếp              | Đi tiếp              | Đi tiếp              | Đi tiếp              | Đi tiếp              | Đi tiếp              | Đi tiếp              | Đi tiếp              | Đi tiếp              | Đi tiếp              | Đi tiếp              | Đi tiếp              | Đi tiếp              | Đi tiếp              | Đi tiếp              | Đi tiếp              |
| Tốp 36/Semi-Final 2 | Tốp 36/Semi-Final 2 | Tốp 36/Semi-Final 2 | Tốp 36/Semi-Final 2 | Tốp 36/Semi-Final 2 | Tốp 36/Semi-Final 2 | Tốp 36/Semi-Final 2 | Tốp 36/Semi-Final 2 | Tốp 36/Semi-Final 2 | Tốp 36/Semi-Final 2 | Tốp 36/Semi-Final 2 | Tốp 36/Semi-Final 2 | Tốp 36/Semi-Final 2 | Tốp 36/Semi-Final 2 | Tốp 36/Semi-Final 2 | Tốp 36/Semi-Final 2 | Tốp 36/Semi-Final 2 | Tốp 36/Semi-Final 2 | Tốp 36/Semi-Final 2 | Tốp 36/Semi-Final 2 | Tốp 36/Semi-Final 2 | Tốp 36/Semi-Final 2 | Tốp 36/Semi-Final 2 | Tốp 36/Semi-Final 2 | Tốp 36/Semi-Final 2 | Tốp 36/Semi-Final 2 | Tốp 36/Semi-Final 2 | Tốp 36/Semi-Final 2 | Tốp 36/Semi-Final 2 | Tốp 36/Semi-Final 2 | Tốp 36/Semi-Final 2 | Tốp 36/Semi-Final 2 | Tốp 36/Semi-Final 2 | Tốp 36/Semi-Final 2 | Tốp 36/Semi-Final 2 | Tốp 36/Semi-Final 2 | Tốp 36/Semi-Final 2 | Tốp 36/Semi-Final 2 | Tốp 36/Semi-Final 2 | Tốp 36/Semi-Final 2 | Tốp 36/Semi-Final 2 | Tốp 36/Semi-Final 2 | Tốp 36/Semi-Final 2 | Tốp 36/Semi-Final 2 | Tốp 36/Semi-Final 2 | Tốp 36/Semi-Final 2 | Tốp 36/Semi-Final 2 | Tốp 36/Semi-Final 2 | Tốp 36/Semi-Final 2 | Tốp 36/Semi-Final 2 | Tốp 36/Semi-Final 2 | Tốp 36/Semi-Final 2 | Tốp 36/Semi-Final 2 | Tốp 36/Semi-Final 2 | Tốp 36/Semi-Final 2 | Tốp 36/Semi-Final 2 | Tốp 36/Semi-Final 2 | Tốp 36/Semi-Final 2 | Tốp 36/Semi-Final 2 | Tốp 36/Semi-Final 2 | Tốp 36/Semi-Final 2 | Tốp 36/Semi-Final 2 | Tốp 36/Semi-Final 2 | Tốp 36/Semi-Final 2 | Tốp 36/Semi-Final 2 | Tốp 36/Semi-Final 2 | Tốp 36/Semi-Final 2 | Tốp 36/Semi-Final 2 | Tốp 36/Semi-Final 2 | Tốp 36/Semi-Final 2 | Tốp 36/Semi-Final 2 | Tốp 36/Semi-Final 2 | Tốp 36/Semi-Final 2 | Tốp 36/Semi-Final 2 | Tốp 36/Semi-Final 2 | Tốp 36/Semi-Final 2 | Tốp 36/Semi-Final 2 | Tốp 36/Semi-Final 2 | Tốp 36/Semi-Final 2 | Tốp 36/Semi-Final 2 | Tốp 36/Semi-Final 2 | Tốp 36/Semi-Final 2 | Tốp 36/Semi-Final 2 | Tốp 36/Semi-Final 2 | Tốp 36/Semi-Final 2 | Tốp 36/Semi-Final 2 | Tốp 36/Semi-Final 2 | Tốp 36/Semi-Final 2 | Tốp 36/Semi-Final 2 | Tốp 36/Semi-Final 2 | Tốp 36/Semi-Final 2 | Tốp 36/Semi-Final 2 | Tốp 36/Semi-Final 2 | Tốp 36/Semi-Final 2 | Tốp 36/Semi-Final 2 | Tốp 36/Semi-Final 2 | Tốp 36/Semi-Final 2 | Tốp 36/Semi-Final 2 | Tốp 36/Semi-Final 2 | Tốp 36/Semi-Final 2 | Những bài hit hiện tại trên Billboard Hot 100 | Những bài hit hiện tại trên Billboard Hot 100 | Những bài hit hiện tại trên Billboard Hot 100 | Những bài hit hiện tại trên Billboard Hot 100 | Những bài hit hiện tại trên Billboard Hot 100 | Những bài hit hiện tại trên Billboard Hot 100 | Những bài hit hiện tại trên Billboard Hot 100 | Những bài hit hiện tại trên Billboard Hot 100 | Những bài hit hiện tại trên Billboard Hot 100 | Những bài hit hiện tại trên Billboard Hot 100 | Những bài hit hiện tại trên Billboard Hot 100 | Những bài hit hiện tại trên Billboard Hot 100 | Những bài hit hiện tại trên Billboard Hot 100 | Những bài hit hiện tại trên Billboard Hot 100 | Những bài hit hiện tại trên Billboard Hot 100 | Những bài hit hiện tại trên Billboard Hot 100 | Những bài hit hiện tại trên Billboard Hot 100 | Những bài hit hiện tại trên Billboard Hot 100 | Những bài hit hiện tại trên Billboard Hot 100 | Những bài hit hiện tại trên Billboard Hot 100 | Những bài hit hiện tại trên Billboard Hot 100 | Những bài hit hiện tại trên Billboard Hot 100 | Những bài hit hiện tại trên Billboard Hot 100 | Những bài hit hiện tại trên Billboard Hot 100 | Những bài hit hiện tại trên Billboard Hot 100 | Những bài hit hiện tại trên Billboard Hot 100 | Những bài hit hiện tại trên Billboard Hot 100 | Những bài hit hiện tại trên Billboard Hot 100 | Những bài hit hiện tại trên Billboard Hot 100 | Những bài hit hiện tại trên Billboard Hot 100 | Những bài hit hiện tại trên Billboard Hot 100 | Những bài hit hiện tại trên Billboard Hot 100 | Những bài hit hiện tại trên Billboard Hot 100 | Những bài hit hiện tại trên Billboard Hot 100 | Những bài hit hiện tại trên Billboard Hot 100 | Những bài hit hiện tại trên Billboard Hot 100 | Những bài hit hiện tại trên Billboard Hot 100 | Những bài hit hiện tại trên Billboard Hot 100 | Những bài hit hiện tại trên Billboard Hot 100 | Những bài hit hiện tại trên Billboard Hot 100 | Những bài hit hiện tại trên Billboard Hot 100 | Những bài hit hiện tại trên Billboard Hot 100 | Những bài hit hiện tại trên Billboard Hot 100 | Những bài hit hiện tại trên Billboard Hot 100 | Những bài hit hiện tại trên Billboard Hot 100 | Những bài hit hiện tại trên Billboard Hot 100 | Những bài hit hiện tại trên Billboard Hot 100 | Những bài hit hiện tại trên Billboard Hot 100 | Những bài hit hiện tại trên Billboard Hot 100 | Những bài hit hiện tại trên Billboard Hot 100 | Những bài hit hiện tại trên Billboard Hot 100 | Những bài hit hiện tại trên Billboard Hot 100 | Những bài hit hiện tại trên Billboard Hot 100 | Những bài hit hiện tại trên Billboard Hot 100 | Những bài hit hiện tại trên Billboard Hot 100 | Những bài hit hiện tại trên Billboard Hot 100 | Những bài hit hiện tại trên Billboard Hot 100 | Những bài hit hiện tại trên Billboard Hot 100 | Những bài hit hiện tại trên Billboard Hot 100 | Những bài hit hiện tại trên Billboard Hot 100 | Những bài hit hiện tại trên Billboard Hot 100 | Những bài hit hiện tại trên Billboard Hot 100 | Những bài hit hiện tại trên Billboard Hot 100 | Những bài hit hiện tại trên Billboard Hot 100 | Những bài hit hiện tại trên Billboard Hot 100 | Những bài hit hiện tại trên Billboard Hot 100 | Những bài hit hiện tại trên Billboard Hot 100 | Những bài hit hiện tại trên Billboard Hot 100 | Những bài hit hiện tại trên Billboard Hot 100 | Những bài hit hiện tại trên Billboard Hot 100 | Những bài hit hiện tại trên Billboard Hot 100 | Những bài hit hiện tại trên Billboard Hot 100 | Những bài hit hiện tại trên Billboard Hot 100 | Những bài hit hiện tại trên Billboard Hot 100 | Những bài hit hiện tại trên Billboard Hot 100 | Những bài hit hiện tại trên Billboard Hot 100 | Những bài hit hiện tại trên Billboard Hot 100 | Những bài hit hiện tại trên Billboard Hot 100 | Những bài hit hiện tại trên Billboard Hot 100 | Những bài hit hiện tại trên Billboard Hot 100 | Những bài hit hiện tại trên Billboard Hot 100 | Những bài hit hiện tại trên Billboard Hot 100 | Những bài hit hiện tại trên Billboard Hot 100 | Những bài hit hiện tại trên Billboard Hot 100 | Những bài hit hiện tại trên Billboard Hot 100 | Những bài hit hiện tại trên Billboard Hot 100 | Những bài hit hiện tại trên Billboard Hot 100 | Những bài hit hiện tại trên Billboard Hot 100 | Những bài hit hiện tại trên Billboard Hot 100 | Những bài hit hiện tại trên Billboard Hot 100 | Những bài hit hiện tại trên Billboard Hot 100 | Những bài hit hiện tại trên Billboard Hot 100 | Những bài hit hiện tại trên Billboard Hot 100 | Những bài hit hiện tại trên Billboard Hot 100 | Những bài hit hiện tại trên Billboard Hot 100 | Những bài hit hiện tại trên Billboard Hot 100 | Những bài hit hiện tại trên Billboard Hot 100 | Những bài hit hiện tại trên Billboard Hot 100 | Những bài hit hiện tại trên Billboard Hot 100 | Những bài hit hiện tại trên Billboard Hot 100 | "Alone"                                     | "Alone"                                     | "Alone"                                     | "Alone"                                     | "Alone"                                     | "Alone"                                     | "Alone"                                     | "Alone"                                     | "Alone"                                     | "Alone"                                     | "Alone"                                     | "Alone"                                     | "Alone"                                     | "Alone"                                     | "Alone"                                     | "Alone"                                     | "Alone"                                     | "Alone"                                     | "Alone"                                     | "Alone"                                     | "Alone"                                     | "Alone"                                     | "Alone"                                     | "Alone"                                     | "Alone"                                     | "Alone"                                     | "Alone"                                     | "Alone"                                     | "Alone"                                     | "Alone"                                     | "Alone"                                     | "Alone"                                     | "Alone"                                     | "Alone"                                     | "Alone"                                     | "Alone"                                     | "Alone"                                     | "Alone"                                     | "Alone"                                     | "Alone"                                     | "Alone"                                     | "Alone"                                     | "Alone"                                     | "Alone"                                     | "Alone"                                     | "Alone"                                     | "Alone"                                     | "Alone"                                     | "Alone"                                     | "Alone"                                     | "Alone"                                     | "Alone"                                     | "Alone"                                     | "Alone"                                     | "Alone"                                     | "Alone"                                     | "Alone"                                     | "Alone"                                     | "Alone"                                     | "Alone"                                     | "Alone"                                     | "Alone"                                     | "Alone"                                     | "Alone"                                     | "Alone"                                     | "Alone"                                     | "Alone"                                     | "Alone"                                     | "Alone"                                     | "Alone"                                     | "Alone"                                     | "Alone"                                     | "Alone"                                     | "Alone"                                     | "Alone"                                     | "Alone"                                     | "Alone"                                     | "Alone"                                     | "Alone"                                     | "Alone"                                     | "Alone"                                     | "Alone"                                     | "Alone"                                     | "Alone"                                     | "Alone"                                     | "Alone"                                     | "Alone"                                     | "Alone"                                     | "Alone"                                     | "Alone"                                     | "Alone"                                     | "Alone"                                     | "Alone"                                     | "Alone"                                     | "Alone"                                     | "Alone"                                     | "Alone"                                     | "Alone"                                     | "Alone"                                     | "Alone"                                     | Heart               | Heart               | Heart               | Heart               | Heart               | Heart               | Heart               | Heart               | Heart               | Heart               | Heart               | Heart               | Heart               | Heart               | Heart               | Heart               | Heart               | Heart               | Heart               | Heart               | Heart               | Heart               | Heart               | Heart               | Heart               | Heart               | Heart               | Heart               | Heart               | Heart               | Heart               | Heart               | Heart               | Heart               | Heart               | Heart               | Heart               | Heart               | Heart               | Heart               | Heart               | Heart               | Heart               | Heart               | Heart               | Heart               | Heart               | Heart               | Heart               | Heart               | Heart               | Heart               | Heart               | Heart               | Heart               | Heart               | Heart               | Heart               | Heart               | Heart               | Heart               | Heart               | Heart               | Heart               | Heart               | Heart               | Heart               | Heart               | Heart               | Heart               | Heart               | Heart               | Heart               | Heart               | Heart               | Heart               | Heart               | Heart               | Heart               | Heart               | Heart               | Heart               | Heart               | Heart               | Heart               | Heart               | Heart               | Heart               | Heart               | Heart               | Heart               | Heart               | Heart               | Heart               | Heart               | Heart               | Heart               | Heart               | Heart               | Heart               | 5           | 5           | 5           | 5           | 5           | 5           | 5           | 5           | 5           | 5           | 5           | 5           | 5           | 5           | 5           | 5           | 5           | 5           | 5           | 5           | 5           | 5           | 5           | 5           | 5           | 5           | 5           | 5           | 5           | 5           | 5           | 5           | 5           | 5           | 5           | 5           | 5           | 5           | 5           | 5           | 5           | 5           | 5           | 5           | 5           | 5           | 5           | 5           | 5           | 5           | 5           | 5           | 5           | 5           | 5           | 5           | 5           | 5           | 5           | 5           | 5           | 5           | 5           | 5           | 5           | 5           | 5           | 5           | 5           | 5           | 5           | 5           | 5           | 5           | 5           | 5           | 5           | 5           | 5           | 5           | 5           | 5           | 5           | 5           | 5           | 5           | 5           | 5           | 5           | 5           | 5           | 5           | 5           | 5           | 5           | 5           | 5           | 5           | 5           | 5           | Đi tiếp              | Đi tiếp              | Đi tiếp              | Đi tiếp              | Đi tiếp              | Đi tiếp              | Đi tiếp              | Đi tiếp              | Đi tiếp              | Đi tiếp              | Đi tiếp              | Đi tiếp              | Đi tiếp              | Đi tiếp              | Đi tiếp              | Đi tiếp              | Đi tiếp              | Đi tiếp              | Đi tiếp              | Đi tiếp              | Đi tiếp              | Đi tiếp              | Đi tiếp              | Đi tiếp              | Đi tiếp              | Đi tiếp              | Đi tiếp              | Đi tiếp              | Đi tiếp              | Đi tiếp              | Đi tiếp              | Đi tiếp              | Đi tiếp              | Đi tiếp              | Đi tiếp              | Đi tiếp              | Đi tiếp              | Đi tiếp              | Đi tiếp              | Đi tiếp              | Đi tiếp              | Đi tiếp              | Đi tiếp              | Đi tiếp              | Đi tiếp              | Đi tiếp              | Đi tiếp              | Đi tiếp              | Đi tiếp              | Đi tiếp              | Đi tiếp              | Đi tiếp              | Đi tiếp              | Đi tiếp              | Đi tiếp              | Đi tiếp              | Đi tiếp              | Đi tiếp              | Đi tiếp              | Đi tiếp              | Đi tiếp              | Đi tiếp              | Đi tiếp              | Đi tiếp              | Đi tiếp              | Đi tiếp              | Đi tiếp              | Đi tiếp              | Đi tiếp              | Đi tiếp              | Đi tiếp              | Đi tiếp              | Đi tiếp              | Đi tiếp              | Đi tiếp              | Đi tiếp              | Đi tiếp              | Đi tiếp              | Đi tiếp              | Đi tiếp              | Đi tiếp              | Đi tiếp              | Đi tiếp              | Đi tiếp              | Đi tiếp              | Đi tiếp              | Đi tiếp              | Đi tiếp              | Đi tiếp              | Đi tiếp              | Đi tiếp              | Đi tiếp              | Đi tiếp              | Đi tiếp              | Đi tiếp              | Đi tiếp              | Đi tiếp              | Đi tiếp              | Đi tiếp              | Đi tiếp              |
| Tốp 13              | Tốp 13              | Tốp 13              | Tốp 13              | Tốp 13              | Tốp 13              | Tốp 13              | Tốp 13              | Tốp 13              | Tốp 13              | Tốp 13              | Tốp 13              | Tốp 13              | Tốp 13              | Tốp 13              | Tốp 13              | Tốp 13              | Tốp 13              | Tốp 13              | Tốp 13              | Tốp 13              | Tốp 13              | Tốp 13              | Tốp 13              | Tốp 13              | Tốp 13              | Tốp 13              | Tốp 13              | Tốp 13              | Tốp 13              | Tốp 13              | Tốp 13              | Tốp 13              | Tốp 13              | Tốp 13              | Tốp 13              | Tốp 13              | Tốp 13              | Tốp 13              | Tốp 13              | Tốp 13              | Tốp 13              | Tốp 13              | Tốp 13              | Tốp 13              | Tốp 13              | Tốp 13              | Tốp 13              | Tốp 13              | Tốp 13              | Tốp 13              | Tốp 13              | Tốp 13              | Tốp 13              | Tốp 13              | Tốp 13              | Tốp 13              | Tốp 13              | Tốp 13              | Tốp 13              | Tốp 13              | Tốp 13              | Tốp 13              | Tốp 13              | Tốp 13              | Tốp 13              | Tốp 13              | Tốp 13              | Tốp 13              | Tốp 13              | Tốp 13              | Tốp 13              | Tốp 13              | Tốp 13              | Tốp 13              | Tốp 13              | Tốp 13              | Tốp 13              | Tốp 13              | Tốp 13              | Tốp 13              | Tốp 13              | Tốp 13              | Tốp 13              | Tốp 13              | Tốp 13              | Tốp 13              | Tốp 13              | Tốp 13              | Tốp 13              | Tốp 13              | Tốp 13              | Tốp 13              | Tốp 13              | Tốp 13              | Tốp 13              | Tốp 13              | Tốp 13              | Tốp 13              | Tốp 13              | Michael Jackson                               | Michael Jackson                               | Michael Jackson                               | Michael Jackson                               | Michael Jackson                               | Michael Jackson                               | Michael Jackson                               | Michael Jackson                               | Michael Jackson                               | Michael Jackson                               | Michael Jackson                               | Michael Jackson                               | Michael Jackson                               | Michael Jackson                               | Michael Jackson                               | Michael Jackson                               | Michael Jackson                               | Michael Jackson                               | Michael Jackson                               | Michael Jackson                               | Michael Jackson                               | Michael Jackson                               | Michael Jackson                               | Michael Jackson                               | Michael Jackson                               | Michael Jackson                               | Michael Jackson                               | Michael Jackson                               | Michael Jackson                               | Michael Jackson                               | Michael Jackson                               | Michael Jackson                               | Michael Jackson                               | Michael Jackson                               | Michael Jackson                               | Michael Jackson                               | Michael Jackson                               | Michael Jackson                               | Michael Jackson                               | Michael Jackson                               | Michael Jackson                               | Michael Jackson                               | Michael Jackson                               | Michael Jackson                               | Michael Jackson                               | Michael Jackson                               | Michael Jackson                               | Michael Jackson                               | Michael Jackson                               | Michael Jackson                               | Michael Jackson                               | Michael Jackson                               | Michael Jackson                               | Michael Jackson                               | Michael Jackson                               | Michael Jackson                               | Michael Jackson                               | Michael Jackson                               | Michael Jackson                               | Michael Jackson                               | Michael Jackson                               | Michael Jackson                               | Michael Jackson                               | Michael Jackson                               | Michael Jackson                               | Michael Jackson                               | Michael Jackson                               | Michael Jackson                               | Michael Jackson                               | Michael Jackson                               | Michael Jackson                               | Michael Jackson                               | Michael Jackson                               | Michael Jackson                               | Michael Jackson                               | Michael Jackson                               | Michael Jackson                               | Michael Jackson                               | Michael Jackson                               | Michael Jackson                               | Michael Jackson                               | Michael Jackson                               | Michael Jackson                               | Michael Jackson                               | Michael Jackson                               | Michael Jackson                               | Michael Jackson                               | Michael Jackson                               | Michael Jackson                               | Michael Jackson                               | Michael Jackson                               | Michael Jackson                               | Michael Jackson                               | Michael Jackson                               | Michael Jackson                               | Michael Jackson                               | Michael Jackson                               | Michael Jackson                               | Michael Jackson                               | Michael Jackson                               | "Give In to Me"                             | "Give In to Me"                             | "Give In to Me"                             | "Give In to Me"                             | "Give In to Me"                             | "Give In to Me"                             | "Give In to Me"                             | "Give In to Me"                             | "Give In to Me"                             | "Give In to Me"                             | "Give In to Me"                             | "Give In to Me"                             | "Give In to Me"                             | "Give In to Me"                             | "Give In to Me"                             | "Give In to Me"                             | "Give In to Me"                             | "Give In to Me"                             | "Give In to Me"                             | "Give In to Me"                             | "Give In to Me"                             | "Give In to Me"                             | "Give In to Me"                             | "Give In to Me"                             | "Give In to Me"                             | "Give In to Me"                             | "Give In to Me"                             | "Give In to Me"                             | "Give In to Me"                             | "Give In to Me"                             | "Give In to Me"                             | "Give In to Me"                             | "Give In to Me"                             | "Give In to Me"                             | "Give In to Me"                             | "Give In to Me"                             | "Give In to Me"                             | "Give In to Me"                             | "Give In to Me"                             | "Give In to Me"                             | "Give In to Me"                             | "Give In to Me"                             | "Give In to Me"                             | "Give In to Me"                             | "Give In to Me"                             | "Give In to Me"                             | "Give In to Me"                             | "Give In to Me"                             | "Give In to Me"                             | "Give In to Me"                             | "Give In to Me"                             | "Give In to Me"                             | "Give In to Me"                             | "Give In to Me"                             | "Give In to Me"                             | "Give In to Me"                             | "Give In to Me"                             | "Give In to Me"                             | "Give In to Me"                             | "Give In to Me"                             | "Give In to Me"                             | "Give In to Me"                             | "Give In to Me"                             | "Give In to Me"                             | "Give In to Me"                             | "Give In to Me"                             | "Give In to Me"                             | "Give In to Me"                             | "Give In to Me"                             | "Give In to Me"                             | "Give In to Me"                             | "Give In to Me"                             | "Give In to Me"                             | "Give In to Me"                             | "Give In to Me"                             | "Give In to Me"                             | "Give In to Me"                             | "Give In to Me"                             | "Give In to Me"                             | "Give In to Me"                             | "Give In to Me"                             | "Give In to Me"                             | "Give In to Me"                             | "Give In to Me"                             | "Give In to Me"                             | "Give In to Me"                             | "Give In to Me"                             | "Give In to Me"                             | "Give In to Me"                             | "Give In to Me"                             | "Give In to Me"                             | "Give In to Me"                             | "Give In to Me"                             | "Give In to Me"                             | "Give In to Me"                             | "Give In to Me"                             | "Give In to Me"                             | "Give In to Me"                             | "Give In to Me"                             | "Give In to Me"                             | Michael Jackson     | Michael Jackson     | Michael Jackson     | Michael Jackson     | Michael Jackson     | Michael Jackson     | Michael Jackson     | Michael Jackson     | Michael Jackson     | Michael Jackson     | Michael Jackson     | Michael Jackson     | Michael Jackson     | Michael Jackson     | Michael Jackson     | Michael Jackson     | Michael Jackson     | Michael Jackson     | Michael Jackson     | Michael Jackson     | Michael Jackson     | Michael Jackson     | Michael Jackson     | Michael Jackson     | Michael Jackson     | Michael Jackson     | Michael Jackson     | Michael Jackson     | Michael Jackson     | Michael Jackson     | Michael Jackson     | Michael Jackson     | Michael Jackson     | Michael Jackson     | Michael Jackson     | Michael Jackson     | Michael Jackson     | Michael Jackson     | Michael Jackson     | Michael Jackson     | Michael Jackson     | Michael Jackson     | Michael Jackson     | Michael Jackson     | Michael Jackson     | Michael Jackson     | Michael Jackson     | Michael Jackson     | Michael Jackson     | Michael Jackson     | Michael Jackson     | Michael Jackson     | Michael Jackson     | Michael Jackson     | Michael Jackson     | Michael Jackson     | Michael Jackson     | Michael Jackson     | Michael Jackson     | Michael Jackson     | Michael Jackson     | Michael Jackson     | Michael Jackson     | Michael Jackson     | Michael Jackson     | Michael Jackson     | Michael Jackson     | Michael Jackson     | Michael Jackson     | Michael Jackson     | Michael Jackson     | Michael Jackson     | Michael Jackson     | Michael Jackson     | Michael Jackson     | Michael Jackson     | Michael Jackson     | Michael Jackson     | Michael Jackson     | Michael Jackson     | Michael Jackson     | Michael Jackson     | Michael Jackson     | Michael Jackson     | Michael Jackson     | Michael Jackson     | Michael Jackson     | Michael Jackson     | Michael Jackson     | Michael Jackson     | Michael Jackson     | Michael Jackson     | Michael Jackson     | Michael Jackson     | Michael Jackson     | Michael Jackson     | Michael Jackson     | Michael Jackson     | Michael Jackson     | Michael Jackson     | 7           | 7           | 7           | 7           | 7           | 7           | 7           | 7           | 7           | 7           | 7           | 7           | 7           | 7           | 7           | 7           | 7           | 7           | 7           | 7           | 7           | 7           | 7           | 7           | 7           | 7           | 7           | 7           | 7           | 7           | 7           | 7           | 7           | 7           | 7           | 7           | 7           | 7           | 7           | 7           | 7           | 7           | 7           | 7           | 7           | 7           | 7           | 7           | 7           | 7           | 7           | 7           | 7           | 7           | 7           | 7           | 7           | 7           | 7           | 7           | 7           | 7           | 7           | 7           | 7           | 7           | 7           | 7           | 7           | 7           | 7           | 7           | 7           | 7           | 7           | 7           | 7           | 7           | 7           | 7           | 7           | 7           | 7           | 7           | 7           | 7           | 7           | 7           | 7           | 7           | 7           | 7           | 7           | 7           | 7           | 7           | 7           | 7           | 7           | 7           | An toàn              | An toàn              | An toàn              | An toàn              | An toàn              | An toàn              | An toàn              | An toàn              | An toàn              | An toàn              | An toàn              | An toàn              | An toàn              | An toàn              | An toàn              | An toàn              | An toàn              | An toàn              | An toàn              | An toàn              | An toàn              | An toàn              | An toàn              | An toàn              | An toàn              | An toàn              | An toàn              | An toàn              | An toàn              | An toàn              | An toàn              | An toàn              | An toàn              | An toàn              | An toàn              | An toàn              | An toàn              | An toàn              | An toàn              | An toàn              | An toàn              | An toàn              | An toàn              | An toàn              | An toàn              | An toàn              | An toàn              | An toàn              | An toàn              | An toàn              | An toàn              | An toàn              | An toàn              | An toàn              | An toàn              | An toàn              | An toàn              | An toàn              | An toàn              | An toàn              | An toàn              | An toàn              | An toàn              | An toàn              | An toàn              | An toàn              | An toàn              | An toàn              | An toàn              | An toàn              | An toàn              | An toàn              | An toàn              | An toàn              | An toàn              | An toàn              | An toàn              | An toàn              | An toàn              | An toàn              | An toàn              | An toàn              | An toàn              | An toàn              | An toàn              | An toàn              | An toàn              | An toàn              | An toàn              | An toàn              | An toàn              | An toàn              | An toàn              | An toàn              | An toàn              | An toàn              | An toàn              | An toàn              | An toàn              | An toàn              |
| Tốp 11              | Tốp 11              | Tốp 11              | Tốp 11              | Tốp 11              | Tốp 11              | Tốp 11              | Tốp 11              | Tốp 11              | Tốp 11              | Tốp 11              | Tốp 11              | Tốp 11              | Tốp 11              | Tốp 11              | Tốp 11              | Tốp 11              | Tốp 11              | Tốp 11              | Tốp 11              | Tốp 11              | Tốp 11              | Tốp 11              | Tốp 11              | Tốp 11              | Tốp 11              | Tốp 11              | Tốp 11              | Tốp 11              | Tốp 11              | Tốp 11              | Tốp 11              | Tốp 11              | Tốp 11              | Tốp 11              | Tốp 11              | Tốp 11              | Tốp 11              | Tốp 11              | Tốp 11              | Tốp 11              | Tốp 11              | Tốp 11              | Tốp 11              | Tốp 11              | Tốp 11              | Tốp 11              | Tốp 11              | Tốp 11              | Tốp 11              | Tốp 11              | Tốp 11              | Tốp 11              | Tốp 11              | Tốp 11              | Tốp 11              | Tốp 11              | Tốp 11              | Tốp 11              | Tốp 11              | Tốp 11              | Tốp 11              | Tốp 11              | Tốp 11              | Tốp 11              | Tốp 11              | Tốp 11              | Tốp 11              | Tốp 11              | Tốp 11              | Tốp 11              | Tốp 11              | Tốp 11              | Tốp 11              | Tốp 11              | Tốp 11              | Tốp 11              | Tốp 11              | Tốp 11              | Tốp 11              | Tốp 11              | Tốp 11              | Tốp 11              | Tốp 11              | Tốp 11              | Tốp 11              | Tốp 11              | Tốp 11              | Tốp 11              | Tốp 11              | Tốp 11              | Tốp 11              | Tốp 11              | Tốp 11              | Tốp 11              | Tốp 11              | Tốp 11              | Tốp 11              | Tốp 11              | Tốp 11              | Grand Ole Opry                                | Grand Ole Opry                                | Grand Ole Opry                                | Grand Ole Opry                                | Grand Ole Opry                                | Grand Ole Opry                                | Grand Ole Opry                                | Grand Ole Opry                                | Grand Ole Opry                                | Grand Ole Opry                                | Grand Ole Opry                                | Grand Ole Opry                                | Grand Ole Opry                                | Grand Ole Opry                                | Grand Ole Opry                                | Grand Ole Opry                                | Grand Ole Opry                                | Grand Ole Opry                                | Grand Ole Opry                                | Grand Ole Opry                                | Grand Ole Opry                                | Grand Ole Opry                                | Grand Ole Opry                                | Grand Ole Opry                                | Grand Ole Opry                                | Grand Ole Opry                                | Grand Ole Opry                                | Grand Ole Opry                                | Grand Ole Opry                                | Grand Ole Opry                                | Grand Ole Opry                                | Grand Ole Opry                                | Grand Ole Opry                                | Grand Ole Opry                                | Grand Ole Opry                                | Grand Ole Opry                                | Grand Ole Opry                                | Grand Ole Opry                                | Grand Ole Opry                                | Grand Ole Opry                                | Grand Ole Opry                                | Grand Ole Opry                                | Grand Ole Opry                                | Grand Ole Opry                                | Grand Ole Opry                                | Grand Ole Opry                                | Grand Ole Opry                                | Grand Ole Opry                                | Grand Ole Opry                                | Grand Ole Opry                                | Grand Ole Opry                                | Grand Ole Opry                                | Grand Ole Opry                                | Grand Ole Opry                                | Grand Ole Opry                                | Grand Ole Opry                                | Grand Ole Opry                                | Grand Ole Opry                                | Grand Ole Opry                                | Grand Ole Opry                                | Grand Ole Opry                                | Grand Ole Opry                                | Grand Ole Opry                                | Grand Ole Opry                                | Grand Ole Opry                                | Grand Ole Opry                                | Grand Ole Opry                                | Grand Ole Opry                                | Grand Ole Opry                                | Grand Ole Opry                                | Grand Ole Opry                                | Grand Ole Opry                                | Grand Ole Opry                                | Grand Ole Opry                                | Grand Ole Opry                                | Grand Ole Opry                                | Grand Ole Opry                                | Grand Ole Opry                                | Grand Ole Opry                                | Grand Ole Opry                                | Grand Ole Opry                                | Grand Ole Opry                                | Grand Ole Opry                                | Grand Ole Opry                                | Grand Ole Opry                                | Grand Ole Opry                                | Grand Ole Opry                                | Grand Ole Opry                                | Grand Ole Opry                                | Grand Ole Opry                                | Grand Ole Opry                                | Grand Ole Opry                                | Grand Ole Opry                                | Grand Ole Opry                                | Grand Ole Opry                                | Grand Ole Opry                                | Grand Ole Opry                                | Grand Ole Opry                                | Grand Ole Opry                                | Grand Ole Opry                                | "Blame It on Your Heart"                    | "Blame It on Your Heart"                    | "Blame It on Your Heart"                    | "Blame It on Your Heart"                    | "Blame It on Your Heart"                    | "Blame It on Your Heart"                    | "Blame It on Your Heart"                    | "Blame It on Your Heart"                    | "Blame It on Your Heart"                    | "Blame It on Your Heart"                    | "Blame It on Your Heart"                    | "Blame It on Your Heart"                    | "Blame It on Your Heart"                    | "Blame It on Your Heart"                    | "Blame It on Your Heart"                    | "Blame It on Your Heart"                    | "Blame It on Your Heart"                    | "Blame It on Your Heart"                    | "Blame It on Your Heart"                    | "Blame It on Your Heart"                    | "Blame It on Your Heart"                    | "Blame It on Your Heart"                    | "Blame It on Your Heart"                    | "Blame It on Your Heart"                    | "Blame It on Your Heart"                    | "Blame It on Your Heart"                    | "Blame It on Your Heart"                    | "Blame It on Your Heart"                    | "Blame It on Your Heart"                    | "Blame It on Your Heart"                    | "Blame It on Your Heart"                    | "Blame It on Your Heart"                    | "Blame It on Your Heart"                    | "Blame It on Your Heart"                    | "Blame It on Your Heart"                    | "Blame It on Your Heart"                    | "Blame It on Your Heart"                    | "Blame It on Your Heart"                    | "Blame It on Your Heart"                    | "Blame It on Your Heart"                    | "Blame It on Your Heart"                    | "Blame It on Your Heart"                    | "Blame It on Your Heart"                    | "Blame It on Your Heart"                    | "Blame It on Your Heart"                    | "Blame It on Your Heart"                    | "Blame It on Your Heart"                    | "Blame It on Your Heart"                    | "Blame It on Your Heart"                    | "Blame It on Your Heart"                    | "Blame It on Your Heart"                    | "Blame It on Your Heart"                    | "Blame It on Your Heart"                    | "Blame It on Your Heart"                    | "Blame It on Your Heart"                    | "Blame It on Your Heart"                    | "Blame It on Your Heart"                    | "Blame It on Your Heart"                    | "Blame It on Your Heart"                    | "Blame It on Your Heart"                    | "Blame It on Your Heart"                    | "Blame It on Your Heart"                    | "Blame It on Your Heart"                    | "Blame It on Your Heart"                    | "Blame It on Your Heart"                    | "Blame It on Your Heart"                    | "Blame It on Your Heart"                    | "Blame It on Your Heart"                    | "Blame It on Your Heart"                    | "Blame It on Your Heart"                    | "Blame It on Your Heart"                    | "Blame It on Your Heart"                    | "Blame It on Your Heart"                    | "Blame It on Your Heart"                    | "Blame It on Your Heart"                    | "Blame It on Your Heart"                    | "Blame It on Your Heart"                    | "Blame It on Your Heart"                    | "Blame It on Your Heart"                    | "Blame It on Your Heart"                    | "Blame It on Your Heart"                    | "Blame It on Your Heart"                    | "Blame It on Your Heart"                    | "Blame It on Your Heart"                    | "Blame It on Your Heart"                    | "Blame It on Your Heart"                    | "Blame It on Your Heart"                    | "Blame It on Your Heart"                    | "Blame It on Your Heart"                    | "Blame It on Your Heart"                    | "Blame It on Your Heart"                    | "Blame It on Your Heart"                    | "Blame It on Your Heart"                    | "Blame It on Your Heart"                    | "Blame It on Your Heart"                    | "Blame It on Your Heart"                    | "Blame It on Your Heart"                    | "Blame It on Your Heart"                    | "Blame It on Your Heart"                    | "Blame It on Your Heart"                    | Patty Loveless      | Patty Loveless      | Patty Loveless      | Patty Loveless      | Patty Loveless      | Patty Loveless      | Patty Loveless      | Patty Loveless      | Patty Loveless      | Patty Loveless      | Patty Loveless      | Patty Loveless      | Patty Loveless      | Patty Loveless      | Patty Loveless      | Patty Loveless      | Patty Loveless      | Patty Loveless      | Patty Loveless      | Patty Loveless      | Patty Loveless      | Patty Loveless      | Patty Loveless      | Patty Loveless      | Patty Loveless      | Patty Loveless      | Patty Loveless      | Patty Loveless      | Patty Loveless      | Patty Loveless      | Patty Loveless      | Patty Loveless      | Patty Loveless      | Patty Loveless      | Patty Loveless      | Patty Loveless      | Patty Loveless      | Patty Loveless      | Patty Loveless      | Patty Loveless      | Patty Loveless      | Patty Loveless      | Patty Loveless      | Patty Loveless      | Patty Loveless      | Patty Loveless      | Patty Loveless      | Patty Loveless      | Patty Loveless      | Patty Loveless      | Patty Loveless      | Patty Loveless      | Patty Loveless      | Patty Loveless      | Patty Loveless      | Patty Loveless      | Patty Loveless      | Patty Loveless      | Patty Loveless      | Patty Loveless      | Patty Loveless      | Patty Loveless      | Patty Loveless      | Patty Loveless      | Patty Loveless      | Patty Loveless      | Patty Loveless      | Patty Loveless      | Patty Loveless      | Patty Loveless      | Patty Loveless      | Patty Loveless      | Patty Loveless      | Patty Loveless      | Patty Loveless      | Patty Loveless      | Patty Loveless      | Patty Loveless      | Patty Loveless      | Patty Loveless      | Patty Loveless      | Patty Loveless      | Patty Loveless      | Patty Loveless      | Patty Loveless      | Patty Loveless      | Patty Loveless      | Patty Loveless      | Patty Loveless      | Patty Loveless      | Patty Loveless      | Patty Loveless      | Patty Loveless      | Patty Loveless      | Patty Loveless      | Patty Loveless      | Patty Loveless      | Patty Loveless      | Patty Loveless      | Patty Loveless      | 2           | 2           | 2           | 2           | 2           | 2           | 2           | 2           | 2           | 2           | 2           | 2           | 2           | 2           | 2           | 2           | 2           | 2           | 2           | 2           | 2           | 2           | 2           | 2           | 2           | 2           | 2           | 2           | 2           | 2           | 2           | 2           | 2           | 2           | 2           | 2           | 2           | 2           | 2           | 2           | 2           | 2           | 2           | 2           | 2           | 2           | 2           | 2           | 2           | 2           | 2           | 2           | 2           | 2           | 2           | 2           | 2           | 2           | 2           | 2           | 2           | 2           | 2           | 2           | 2           | 2           | 2           | 2           | 2           | 2           | 2           | 2           | 2           | 2           | 2           | 2           | 2           | 2           | 2           | 2           | 2           | 2           | 2           | 2           | 2           | 2           | 2           | 2           | 2           | 2           | 2           | 2           | 2           | 2           | 2           | 2           | 2           | 2           | 2           | 2           | Nhóm 3 không an toàn | Nhóm 3 không an toàn | Nhóm 3 không an toàn | Nhóm 3 không an toàn | Nhóm 3 không an toàn | Nhóm 3 không an toàn | Nhóm 3 không an toàn | Nhóm 3 không an toàn | Nhóm 3 không an toàn | Nhóm 3 không an toàn | Nhóm 3 không an toàn | Nhóm 3 không an toàn | Nhóm 3 không an toàn | Nhóm 3 không an toàn | Nhóm 3 không an toàn | Nhóm 3 không an toàn | Nhóm 3 không an toàn | Nhóm 3 không an toàn | Nhóm 3 không an toàn | Nhóm 3 không an toàn | Nhóm 3 không an toàn | Nhóm 3 không an toàn | Nhóm 3 không an toàn | Nhóm 3 không an toàn | Nhóm 3 không an toàn | Nhóm 3 không an toàn | Nhóm 3 không an toàn | Nhóm 3 không an toàn | Nhóm 3 không an toàn | Nhóm 3 không an toàn | Nhóm 3 không an toàn | Nhóm 3 không an toàn | Nhóm 3 không an toàn | Nhóm 3 không an toàn | Nhóm 3 không an toàn | Nhóm 3 không an toàn | Nhóm 3 không an toàn | Nhóm 3 không an toàn | Nhóm 3 không an toàn | Nhóm 3 không an toàn | Nhóm 3 không an toàn | Nhóm 3 không an toàn | Nhóm 3 không an toàn | Nhóm 3 không an toàn | Nhóm 3 không an toàn | Nhóm 3 không an toàn | Nhóm 3 không an toàn | Nhóm 3 không an toàn | Nhóm 3 không an toàn | Nhóm 3 không an toàn | Nhóm 3 không an toàn | Nhóm 3 không an toàn | Nhóm 3 không an toàn | Nhóm 3 không an toàn | Nhóm 3 không an toàn | Nhóm 3 không an toàn | Nhóm 3 không an toàn | Nhóm 3 không an toàn | Nhóm 3 không an toàn | Nhóm 3 không an toàn | Nhóm 3 không an toàn | Nhóm 3 không an toàn | Nhóm 3 không an toàn | Nhóm 3 không an toàn | Nhóm 3 không an toàn | Nhóm 3 không an toàn | Nhóm 3 không an toàn | Nhóm 3 không an toàn | Nhóm 3 không an toàn | Nhóm 3 không an toàn | Nhóm 3 không an toàn | Nhóm 3 không an toàn | Nhóm 3 không an toàn | Nhóm 3 không an toàn | Nhóm 3 không an toàn | Nhóm 3 không an toàn | Nhóm 3 không an toàn | Nhóm 3 không an toàn | Nhóm 3 không an toàn | Nhóm 3 không an toàn | Nhóm 3 không an toàn | Nhóm 3 không an toàn | Nhóm 3 không an toàn | Nhóm 3 không an toàn | Nhóm 3 không an toàn | Nhóm 3 không an toàn | Nhóm 3 không an toàn | Nhóm 3 không an toàn | Nhóm 3 không an toàn | Nhóm 3 không an toàn | Nhóm 3 không an toàn | Nhóm 3 không an toàn | Nhóm 3 không an toàn | Nhóm 3 không an toàn | Nhóm 3 không an toàn | Nhóm 3 không an toàn | Nhóm 3 không an toàn | Nhóm 3 không an toàn | Nhóm 3 không an toàn | Nhóm 3 không an toàn |
| Tốp 10              | Tốp 10              | Tốp 10              | Tốp 10              | Tốp 10              | Tốp 10              | Tốp 10              | Tốp 10              | Tốp 10              | Tốp 10              | Tốp 10              | Tốp 10              | Tốp 10              | Tốp 10              | Tốp 10              | Tốp 10              | Tốp 10              | Tốp 10              | Tốp 10              | Tốp 10              | Tốp 10              | Tốp 10              | Tốp 10              | Tốp 10              | Tốp 10              | Tốp 10              | Tốp 10              | Tốp 10              | Tốp 10              | Tốp 10              | Tốp 10              | Tốp 10              | Tốp 10              | Tốp 10              | Tốp 10              | Tốp 10              | Tốp 10              | Tốp 10              | Tốp 10              | Tốp 10              | Tốp 10              | Tốp 10              | Tốp 10              | Tốp 10              | Tốp 10              | Tốp 10              | Tốp 10              | Tốp 10              | Tốp 10              | Tốp 10              | Tốp 10              | Tốp 10              | Tốp 10              | Tốp 10              | Tốp 10              | Tốp 10              | Tốp 10              | Tốp 10              | Tốp 10              | Tốp 10              | Tốp 10              | Tốp 10              | Tốp 10              | Tốp 10              | Tốp 10              | Tốp 10              | Tốp 10              | Tốp 10              | Tốp 10              | Tốp 10              | Tốp 10              | Tốp 10              | Tốp 10              | Tốp 10              | Tốp 10              | Tốp 10              | Tốp 10              | Tốp 10              | Tốp 10              | Tốp 10              | Tốp 10              | Tốp 10              | Tốp 10              | Tốp 10              | Tốp 10              | Tốp 10              | Tốp 10              | Tốp 10              | Tốp 10              | Tốp 10              | Tốp 10              | Tốp 10              | Tốp 10              | Tốp 10              | Tốp 10              | Tốp 10              | Tốp 10              | Tốp 10              | Tốp 10              | Tốp 10              | Kỉ niệm 50 năm thành lập Motown               | Kỉ niệm 50 năm thành lập Motown               | Kỉ niệm 50 năm thành lập Motown               | Kỉ niệm 50 năm thành lập Motown               | Kỉ niệm 50 năm thành lập Motown               | Kỉ niệm 50 năm thành lập Motown               | Kỉ niệm 50 năm thành lập Motown               | Kỉ niệm 50 năm thành lập Motown               | Kỉ niệm 50 năm thành lập Motown               | Kỉ niệm 50 năm thành lập Motown               | Kỉ niệm 50 năm thành lập Motown               | Kỉ niệm 50 năm thành lập Motown               | Kỉ niệm 50 năm thành lập Motown               | Kỉ niệm 50 năm thành lập Motown               | Kỉ niệm 50 năm thành lập Motown               | Kỉ niệm 50 năm thành lập Motown               | Kỉ niệm 50 năm thành lập Motown               | Kỉ niệm 50 năm thành lập Motown               | Kỉ niệm 50 năm thành lập Motown               | Kỉ niệm 50 năm thành lập Motown               | Kỉ niệm 50 năm thành lập Motown               | Kỉ niệm 50 năm thành lập Motown               | Kỉ niệm 50 năm thành lập Motown               | Kỉ niệm 50 năm thành lập Motown               | Kỉ niệm 50 năm thành lập Motown               | Kỉ niệm 50 năm thành lập Motown               | Kỉ niệm 50 năm thành lập Motown               | Kỉ niệm 50 năm thành lập Motown               | Kỉ niệm 50 năm thành lập Motown               | Kỉ niệm 50 năm thành lập Motown               | Kỉ niệm 50 năm thành lập Motown               | Kỉ niệm 50 năm thành lập Motown               | Kỉ niệm 50 năm thành lập Motown               | Kỉ niệm 50 năm thành lập Motown               | Kỉ niệm 50 năm thành lập Motown               | Kỉ niệm 50 năm thành lập Motown               | Kỉ niệm 50 năm thành lập Motown               | Kỉ niệm 50 năm thành lập Motown               | Kỉ niệm 50 năm thành lập Motown               | Kỉ niệm 50 năm thành lập Motown               | Kỉ niệm 50 năm thành lập Motown               | Kỉ niệm 50 năm thành lập Motown               | Kỉ niệm 50 năm thành lập Motown               | Kỉ niệm 50 năm thành lập Motown               | Kỉ niệm 50 năm thành lập Motown               | Kỉ niệm 50 năm thành lập Motown               | Kỉ niệm 50 năm thành lập Motown               | Kỉ niệm 50 năm thành lập Motown               | Kỉ niệm 50 năm thành lập Motown               | Kỉ niệm 50 năm thành lập Motown               | Kỉ niệm 50 năm thành lập Motown               | Kỉ niệm 50 năm thành lập Motown               | Kỉ niệm 50 năm thành lập Motown               | Kỉ niệm 50 năm thành lập Motown               | Kỉ niệm 50 năm thành lập Motown               | Kỉ niệm 50 năm thành lập Motown               | Kỉ niệm 50 năm thành lập Motown               | Kỉ niệm 50 năm thành lập Motown               | Kỉ niệm 50 năm thành lập Motown               | Kỉ niệm 50 năm thành lập Motown               | Kỉ niệm 50 năm thành lập Motown               | Kỉ niệm 50 năm thành lập Motown               | Kỉ niệm 50 năm thành lập Motown               | Kỉ niệm 50 năm thành lập Motown               | Kỉ niệm 50 năm thành lập Motown               | Kỉ niệm 50 năm thành lập Motown               | Kỉ niệm 50 năm thành lập Motown               | Kỉ niệm 50 năm thành lập Motown               | Kỉ niệm 50 năm thành lập Motown               | Kỉ niệm 50 năm thành lập Motown               | Kỉ niệm 50 năm thành lập Motown               | Kỉ niệm 50 năm thành lập Motown               | Kỉ niệm 50 năm thành lập Motown               | Kỉ niệm 50 năm thành lập Motown               | Kỉ niệm 50 năm thành lập Motown               | Kỉ niệm 50 năm thành lập Motown               | Kỉ niệm 50 năm thành lập Motown               | Kỉ niệm 50 năm thành lập Motown               | Kỉ niệm 50 năm thành lập Motown               | Kỉ niệm 50 năm thành lập Motown               | Kỉ niệm 50 năm thành lập Motown               | Kỉ niệm 50 năm thành lập Motown               | Kỉ niệm 50 năm thành lập Motown               | Kỉ niệm 50 năm thành lập Motown               | Kỉ niệm 50 năm thành lập Motown               | Kỉ niệm 50 năm thành lập Motown               | Kỉ niệm 50 năm thành lập Motown               | Kỉ niệm 50 năm thành lập Motown               | Kỉ niệm 50 năm thành lập Motown               | Kỉ niệm 50 năm thành lập Motown               | Kỉ niệm 50 năm thành lập Motown               | Kỉ niệm 50 năm thành lập Motown               | Kỉ niệm 50 năm thành lập Motown               | Kỉ niệm 50 năm thành lập Motown               | Kỉ niệm 50 năm thành lập Motown               | Kỉ niệm 50 năm thành lập Motown               | Kỉ niệm 50 năm thành lập Motown               | Kỉ niệm 50 năm thành lập Motown               | Kỉ niệm 50 năm thành lập Motown               | Kỉ niệm 50 năm thành lập Motown               | "Papa Was a Rollin' Stone"                  | "Papa Was a Rollin' Stone"                  | "Papa Was a Rollin' Stone"                  | "Papa Was a Rollin' Stone"                  | "Papa Was a Rollin' Stone"                  | "Papa Was a Rollin' Stone"                  | "Papa Was a Rollin' Stone"                  | "Papa Was a Rollin' Stone"                  | "Papa Was a Rollin' Stone"                  | "Papa Was a Rollin' Stone"                  | "Papa Was a Rollin' Stone"                  | "Papa Was a Rollin' Stone"                  | "Papa Was a Rollin' Stone"                  | "Papa Was a Rollin' Stone"                  | "Papa Was a Rollin' Stone"                  | "Papa Was a Rollin' Stone"                  | "Papa Was a Rollin' Stone"                  | "Papa Was a Rollin' Stone"                  | "Papa Was a Rollin' Stone"                  | "Papa Was a Rollin' Stone"                  | "Papa Was a Rollin' Stone"                  | "Papa Was a Rollin' Stone"                  | "Papa Was a Rollin' Stone"                  | "Papa Was a Rollin' Stone"                  | "Papa Was a Rollin' Stone"                  | "Papa Was a Rollin' Stone"                  | "Papa Was a Rollin' Stone"                  | "Papa Was a Rollin' Stone"                  | "Papa Was a Rollin' Stone"                  | "Papa Was a Rollin' Stone"                  | "Papa Was a Rollin' Stone"                  | "Papa Was a Rollin' Stone"                  | "Papa Was a Rollin' Stone"                  | "Papa Was a Rollin' Stone"                  | "Papa Was a Rollin' Stone"                  | "Papa Was a Rollin' Stone"                  | "Papa Was a Rollin' Stone"                  | "Papa Was a Rollin' Stone"                  | "Papa Was a Rollin' Stone"                  | "Papa Was a Rollin' Stone"                  | "Papa Was a Rollin' Stone"                  | "Papa Was a Rollin' Stone"                  | "Papa Was a Rollin' Stone"                  | "Papa Was a Rollin' Stone"                  | "Papa Was a Rollin' Stone"                  | "Papa Was a Rollin' Stone"                  | "Papa Was a Rollin' Stone"                  | "Papa Was a Rollin' Stone"                  | "Papa Was a Rollin' Stone"                  | "Papa Was a Rollin' Stone"                  | "Papa Was a Rollin' Stone"                  | "Papa Was a Rollin' Stone"                  | "Papa Was a Rollin' Stone"                  | "Papa Was a Rollin' Stone"                  | "Papa Was a Rollin' Stone"                  | "Papa Was a Rollin' Stone"                  | "Papa Was a Rollin' Stone"                  | "Papa Was a Rollin' Stone"                  | "Papa Was a Rollin' Stone"                  | "Papa Was a Rollin' Stone"                  | "Papa Was a Rollin' Stone"                  | "Papa Was a Rollin' Stone"                  | "Papa Was a Rollin' Stone"                  | "Papa Was a Rollin' Stone"                  | "Papa Was a Rollin' Stone"                  | "Papa Was a Rollin' Stone"                  | "Papa Was a Rollin' Stone"                  | "Papa Was a Rollin' Stone"                  | "Papa Was a Rollin' Stone"                  | "Papa Was a Rollin' Stone"                  | "Papa Was a Rollin' Stone"                  | "Papa Was a Rollin' Stone"                  | "Papa Was a Rollin' Stone"                  | "Papa Was a Rollin' Stone"                  | "Papa Was a Rollin' Stone"                  | "Papa Was a Rollin' Stone"                  | "Papa Was a Rollin' Stone"                  | "Papa Was a Rollin' Stone"                  | "Papa Was a Rollin' Stone"                  | "Papa Was a Rollin' Stone"                  | "Papa Was a Rollin' Stone"                  | "Papa Was a Rollin' Stone"                  | "Papa Was a Rollin' Stone"                  | "Papa Was a Rollin' Stone"                  | "Papa Was a Rollin' Stone"                  | "Papa Was a Rollin' Stone"                  | "Papa Was a Rollin' Stone"                  | "Papa Was a Rollin' Stone"                  | "Papa Was a Rollin' Stone"                  | "Papa Was a Rollin' Stone"                  | "Papa Was a Rollin' Stone"                  | "Papa Was a Rollin' Stone"                  | "Papa Was a Rollin' Stone"                  | "Papa Was a Rollin' Stone"                  | "Papa Was a Rollin' Stone"                  | "Papa Was a Rollin' Stone"                  | "Papa Was a Rollin' Stone"                  | "Papa Was a Rollin' Stone"                  | "Papa Was a Rollin' Stone"                  | "Papa Was a Rollin' Stone"                  | The Temptations     | The Temptations     | The Temptations     | The Temptations     | The Temptations     | The Temptations     | The Temptations     | The Temptations     | The Temptations     | The Temptations     | The Temptations     | The Temptations     | The Temptations     | The Temptations     | The Temptations     | The Temptations     | The Temptations     | The Temptations     | The Temptations     | The Temptations     | The Temptations     | The Temptations     | The Temptations     | The Temptations     | The Temptations     | The Temptations     | The Temptations     | The Temptations     | The Temptations     | The Temptations     | The Temptations     | The Temptations     | The Temptations     | The Temptations     | The Temptations     | The Temptations     | The Temptations     | The Temptations     | The Temptations     | The Temptations     | The Temptations     | The Temptations     | The Temptations     | The Temptations     | The Temptations     | The Temptations     | The Temptations     | The Temptations     | The Temptations     | The Temptations     | The Temptations     | The Temptations     | The Temptations     | The Temptations     | The Temptations     | The Temptations     | The Temptations     | The Temptations     | The Temptations     | The Temptations     | The Temptations     | The Temptations     | The Temptations     | The Temptations     | The Temptations     | The Temptations     | The Temptations     | The Temptations     | The Temptations     | The Temptations     | The Temptations     | The Temptations     | The Temptations     | The Temptations     | The Temptations     | The Temptations     | The Temptations     | The Temptations     | The Temptations     | The Temptations     | The Temptations     | The Temptations     | The Temptations     | The Temptations     | The Temptations     | The Temptations     | The Temptations     | The Temptations     | The Temptations     | The Temptations     | The Temptations     | The Temptations     | The Temptations     | The Temptations     | The Temptations     | The Temptations     | The Temptations     | The Temptations     | The Temptations     | The Temptations     | 10          | 10          | 10          | 10          | 10          | 10          | 10          | 10          | 10          | 10          | 10          | 10          | 10          | 10          | 10          | 10          | 10          | 10          | 10          | 10          | 10          | 10          | 10          | 10          | 10          | 10          | 10          | 10          | 10          | 10          | 10          | 10          | 10          | 10          | 10          | 10          | 10          | 10          | 10          | 10          | 10          | 10          | 10          | 10          | 10          | 10          | 10          | 10          | 10          | 10          | 10          | 10          | 10          | 10          | 10          | 10          | 10          | 10          | 10          | 10          | 10          | 10          | 10          | 10          | 10          | 10          | 10          | 10          | 10          | 10          | 10          | 10          | 10          | 10          | 10          | 10          | 10          | 10          | 10          | 10          | 10          | 10          | 10          | 10          | 10          | 10          | 10          | 10          | 10          | 10          | 10          | 10          | 10          | 10          | 10          | 10          | 10          | 10          | 10          | 10          | An toàn              | An toàn              | An toàn              | An toàn              | An toàn              | An toàn              | An toàn              | An toàn              | An toàn              | An toàn              | An toàn              | An toàn              | An toàn              | An toàn              | An toàn              | An toàn              | An toàn              | An toàn              | An toàn              | An toàn              | An toàn              | An toàn              | An toàn              | An toàn              | An toàn              | An toàn              | An toàn              | An toàn              | An toàn              | An toàn              | An toàn              | An toàn              | An toàn              | An toàn              | An toàn              | An toàn              | An toàn              | An toàn              | An toàn              | An toàn              | An toàn              | An toàn              | An toàn              | An toàn              | An toàn              | An toàn              | An toàn              | An toàn              | An toàn              | An toàn              | An toàn              | An toàn              | An toàn              | An toàn              | An toàn              | An toàn              | An toàn              | An toàn              | An toàn              | An toàn              | An toàn              | An toàn              | An toàn              | An toàn              | An toàn              | An toàn              | An toàn              | An toàn              | An toàn              | An toàn              | An toàn              | An toàn              | An toàn              | An toàn              | An toàn              | An toàn              | An toàn              | An toàn              | An toàn              | An toàn              | An toàn              | An toàn              | An toàn              | An toàn              | An toàn              | An toàn              | An toàn              | An toàn              | An toàn              | An toàn              | An toàn              | An toàn              | An toàn              | An toàn              | An toàn              | An toàn              | An toàn              | An toàn              | An toàn              | An toàn              |
| Tốp 9               | Tốp 9               | Tốp 9               | Tốp 9               | Tốp 9               | Tốp 9               | Tốp 9               | Tốp 9               | Tốp 9               | Tốp 9               | Tốp 9               | Tốp 9               | Tốp 9               | Tốp 9               | Tốp 9               | Tốp 9               | Tốp 9               | Tốp 9               | Tốp 9               | Tốp 9               | Tốp 9               | Tốp 9               | Tốp 9               | Tốp 9               | Tốp 9               | Tốp 9               | Tốp 9               | Tốp 9               | Tốp 9               | Tốp 9               | Tốp 9               | Tốp 9               | Tốp 9               | Tốp 9               | Tốp 9               | Tốp 9               | Tốp 9               | Tốp 9               | Tốp 9               | Tốp 9               | Tốp 9               | Tốp 9               | Tốp 9               | Tốp 9               | Tốp 9               | Tốp 9               | Tốp 9               | Tốp 9               | Tốp 9               | Tốp 9               | Tốp 9               | Tốp 9               | Tốp 9               | Tốp 9               | Tốp 9               | Tốp 9               | Tốp 9               | Tốp 9               | Tốp 9               | Tốp 9               | Tốp 9               | Tốp 9               | Tốp 9               | Tốp 9               | Tốp 9               | Tốp 9               | Tốp 9               | Tốp 9               | Tốp 9               | Tốp 9               | Tốp 9               | Tốp 9               | Tốp 9               | Tốp 9               | Tốp 9               | Tốp 9               | Tốp 9               | Tốp 9               | Tốp 9               | Tốp 9               | Tốp 9               | Tốp 9               | Tốp 9               | Tốp 9               | Tốp 9               | Tốp 9               | Tốp 9               | Tốp 9               | Tốp 9               | Tốp 9               | Tốp 9               | Tốp 9               | Tốp 9               | Tốp 9               | Tốp 9               | Tốp 9               | Tốp 9               | Tốp 9               | Tốp 9               | Tốp 9               | Bài hát được tải nhiều nhất                   | Bài hát được tải nhiều nhất                   | Bài hát được tải nhiều nhất                   | Bài hát được tải nhiều nhất                   | Bài hát được tải nhiều nhất                   | Bài hát được tải nhiều nhất                   | Bài hát được tải nhiều nhất                   | Bài hát được tải nhiều nhất                   | Bài hát được tải nhiều nhất                   | Bài hát được tải nhiều nhất                   | Bài hát được tải nhiều nhất                   | Bài hát được tải nhiều nhất                   | Bài hát được tải nhiều nhất                   | Bài hát được tải nhiều nhất                   | Bài hát được tải nhiều nhất                   | Bài hát được tải nhiều nhất                   | Bài hát được tải nhiều nhất                   | Bài hát được tải nhiều nhất                   | Bài hát được tải nhiều nhất                   | Bài hát được tải nhiều nhất                   | Bài hát được tải nhiều nhất                   | Bài hát được tải nhiều nhất                   | Bài hát được tải nhiều nhất                   | Bài hát được tải nhiều nhất                   | Bài hát được tải nhiều nhất                   | Bài hát được tải nhiều nhất                   | Bài hát được tải nhiều nhất                   | Bài hát được tải nhiều nhất                   | Bài hát được tải nhiều nhất                   | Bài hát được tải nhiều nhất                   | Bài hát được tải nhiều nhất                   | Bài hát được tải nhiều nhất                   | Bài hát được tải nhiều nhất                   | Bài hát được tải nhiều nhất                   | Bài hát được tải nhiều nhất                   | Bài hát được tải nhiều nhất                   | Bài hát được tải nhiều nhất                   | Bài hát được tải nhiều nhất                   | Bài hát được tải nhiều nhất                   | Bài hát được tải nhiều nhất                   | Bài hát được tải nhiều nhất                   | Bài hát được tải nhiều nhất                   | Bài hát được tải nhiều nhất                   | Bài hát được tải nhiều nhất                   | Bài hát được tải nhiều nhất                   | Bài hát được tải nhiều nhất                   | Bài hát được tải nhiều nhất                   | Bài hát được tải nhiều nhất                   | Bài hát được tải nhiều nhất                   | Bài hát được tải nhiều nhất                   | Bài hát được tải nhiều nhất                   | Bài hát được tải nhiều nhất                   | Bài hát được tải nhiều nhất                   | Bài hát được tải nhiều nhất                   | Bài hát được tải nhiều nhất                   | Bài hát được tải nhiều nhất                   | Bài hát được tải nhiều nhất                   | Bài hát được tải nhiều nhất                   | Bài hát được tải nhiều nhất                   | Bài hát được tải nhiều nhất                   | Bài hát được tải nhiều nhất                   | Bài hát được tải nhiều nhất                   | Bài hát được tải nhiều nhất                   | Bài hát được tải nhiều nhất                   | Bài hát được tải nhiều nhất                   | Bài hát được tải nhiều nhất                   | Bài hát được tải nhiều nhất                   | Bài hát được tải nhiều nhất                   | Bài hát được tải nhiều nhất                   | Bài hát được tải nhiều nhất                   | Bài hát được tải nhiều nhất                   | Bài hát được tải nhiều nhất                   | Bài hát được tải nhiều nhất                   | Bài hát được tải nhiều nhất                   | Bài hát được tải nhiều nhất                   | Bài hát được tải nhiều nhất                   | Bài hát được tải nhiều nhất                   | Bài hát được tải nhiều nhất                   | Bài hát được tải nhiều nhất                   | Bài hát được tải nhiều nhất                   | Bài hát được tải nhiều nhất                   | Bài hát được tải nhiều nhất                   | Bài hát được tải nhiều nhất                   | Bài hát được tải nhiều nhất                   | Bài hát được tải nhiều nhất                   | Bài hát được tải nhiều nhất                   | Bài hát được tải nhiều nhất                   | Bài hát được tải nhiều nhất                   | Bài hát được tải nhiều nhất                   | Bài hát được tải nhiều nhất                   | Bài hát được tải nhiều nhất                   | Bài hát được tải nhiều nhất                   | Bài hát được tải nhiều nhất                   | Bài hát được tải nhiều nhất                   | Bài hát được tải nhiều nhất                   | Bài hát được tải nhiều nhất                   | Bài hát được tải nhiều nhất                   | Bài hát được tải nhiều nhất                   | Bài hát được tải nhiều nhất                   | Bài hát được tải nhiều nhất                   | "Don't Speak"                               | "Don't Speak"                               | "Don't Speak"                               | "Don't Speak"                               | "Don't Speak"                               | "Don't Speak"                               | "Don't Speak"                               | "Don't Speak"                               | "Don't Speak"                               | "Don't Speak"                               | "Don't Speak"                               | "Don't Speak"                               | "Don't Speak"                               | "Don't Speak"                               | "Don't Speak"                               | "Don't Speak"                               | "Don't Speak"                               | "Don't Speak"                               | "Don't Speak"                               | "Don't Speak"                               | "Don't Speak"                               | "Don't Speak"                               | "Don't Speak"                               | "Don't Speak"                               | "Don't Speak"                               | "Don't Speak"                               | "Don't Speak"                               | "Don't Speak"                               | "Don't Speak"                               | "Don't Speak"                               | "Don't Speak"                               | "Don't Speak"                               | "Don't Speak"                               | "Don't Speak"                               | "Don't Speak"                               | "Don't Speak"                               | "Don't Speak"                               | "Don't Speak"                               | "Don't Speak"                               | "Don't Speak"                               | "Don't Speak"                               | "Don't Speak"                               | "Don't Speak"                               | "Don't Speak"                               | "Don't Speak"                               | "Don't Speak"                               | "Don't Speak"                               | "Don't Speak"                               | "Don't Speak"                               | "Don't Speak"                               | "Don't Speak"                               | "Don't Speak"                               | "Don't Speak"                               | "Don't Speak"                               | "Don't Speak"                               | "Don't Speak"                               | "Don't Speak"                               | "Don't Speak"                               | "Don't Speak"                               | "Don't Speak"                               | "Don't Speak"                               | "Don't Speak"                               | "Don't Speak"                               | "Don't Speak"                               | "Don't Speak"                               | "Don't Speak"                               | "Don't Speak"                               | "Don't Speak"                               | "Don't Speak"                               | "Don't Speak"                               | "Don't Speak"                               | "Don't Speak"                               | "Don't Speak"                               | "Don't Speak"                               | "Don't Speak"                               | "Don't Speak"                               | "Don't Speak"                               | "Don't Speak"                               | "Don't Speak"                               | "Don't Speak"                               | "Don't Speak"                               | "Don't Speak"                               | "Don't Speak"                               | "Don't Speak"                               | "Don't Speak"                               | "Don't Speak"                               | "Don't Speak"                               | "Don't Speak"                               | "Don't Speak"                               | "Don't Speak"                               | "Don't Speak"                               | "Don't Speak"                               | "Don't Speak"                               | "Don't Speak"                               | "Don't Speak"                               | "Don't Speak"                               | "Don't Speak"                               | "Don't Speak"                               | "Don't Speak"                               | "Don't Speak"                               | No Doubt            | No Doubt            | No Doubt            | No Doubt            | No Doubt            | No Doubt            | No Doubt            | No Doubt            | No Doubt            | No Doubt            | No Doubt            | No Doubt            | No Doubt            | No Doubt            | No Doubt            | No Doubt            | No Doubt            | No Doubt            | No Doubt            | No Doubt            | No Doubt            | No Doubt            | No Doubt            | No Doubt            | No Doubt            | No Doubt            | No Doubt            | No Doubt            | No Doubt            | No Doubt            | No Doubt            | No Doubt            | No Doubt            | No Doubt            | No Doubt            | No Doubt            | No Doubt            | No Doubt            | No Doubt            | No Doubt            | No Doubt            | No Doubt            | No Doubt            | No Doubt            | No Doubt            | No Doubt            | No Doubt            | No Doubt            | No Doubt            | No Doubt            | No Doubt            | No Doubt            | No Doubt            | No Doubt            | No Doubt            | No Doubt            | No Doubt            | No Doubt            | No Doubt            | No Doubt            | No Doubt            | No Doubt            | No Doubt            | No Doubt            | No Doubt            | No Doubt            | No Doubt            | No Doubt            | No Doubt            | No Doubt            | No Doubt            | No Doubt            | No Doubt            | No Doubt            | No Doubt            | No Doubt            | No Doubt            | No Doubt            | No Doubt            | No Doubt            | No Doubt            | No Doubt            | No Doubt            | No Doubt            | No Doubt            | No Doubt            | No Doubt            | No Doubt            | No Doubt            | No Doubt            | No Doubt            | No Doubt            | No Doubt            | No Doubt            | No Doubt            | No Doubt            | No Doubt            | No Doubt            | No Doubt            | No Doubt            | 4           | 4           | 4           | 4           | 4           | 4           | 4           | 4           | 4           | 4           | 4           | 4           | 4           | 4           | 4           | 4           | 4           | 4           | 4           | 4           | 4           | 4           | 4           | 4           | 4           | 4           | 4           | 4           | 4           | 4           | 4           | 4           | 4           | 4           | 4           | 4           | 4           | 4           | 4           | 4           | 4           | 4           | 4           | 4           | 4           | 4           | 4           | 4           | 4           | 4           | 4           | 4           | 4           | 4           | 4           | 4           | 4           | 4           | 4           | 4           | 4           | 4           | 4           | 4           | 4           | 4           | 4           | 4           | 4           | 4           | 4           | 4           | 4           | 4           | 4           | 4           | 4           | 4           | 4           | 4           | 4           | 4           | 4           | 4           | 4           | 4           | 4           | 4           | 4           | 4           | 4           | 4           | 4           | 4           | 4           | 4           | 4           | 4           | 4           | 4           | Nhóm 3 không an toàn | Nhóm 3 không an toàn | Nhóm 3 không an toàn | Nhóm 3 không an toàn | Nhóm 3 không an toàn | Nhóm 3 không an toàn | Nhóm 3 không an toàn | Nhóm 3 không an toàn | Nhóm 3 không an toàn | Nhóm 3 không an toàn | Nhóm 3 không an toàn | Nhóm 3 không an toàn | Nhóm 3 không an toàn | Nhóm 3 không an toàn | Nhóm 3 không an toàn | Nhóm 3 không an toàn | Nhóm 3 không an toàn | Nhóm 3 không an toàn | Nhóm 3 không an toàn | Nhóm 3 không an toàn | Nhóm 3 không an toàn | Nhóm 3 không an toàn | Nhóm 3 không an toàn | Nhóm 3 không an toàn | Nhóm 3 không an toàn | Nhóm 3 không an toàn | Nhóm 3 không an toàn | Nhóm 3 không an toàn | Nhóm 3 không an toàn | Nhóm 3 không an toàn | Nhóm 3 không an toàn | Nhóm 3 không an toàn | Nhóm 3 không an toàn | Nhóm 3 không an toàn | Nhóm 3 không an toàn | Nhóm 3 không an toàn | Nhóm 3 không an toàn | Nhóm 3 không an toàn | Nhóm 3 không an toàn | Nhóm 3 không an toàn | Nhóm 3 không an toàn | Nhóm 3 không an toàn | Nhóm 3 không an toàn | Nhóm 3 không an toàn | Nhóm 3 không an toàn | Nhóm 3 không an toàn | Nhóm 3 không an toàn | Nhóm 3 không an toàn | Nhóm 3 không an toàn | Nhóm 3 không an toàn | Nhóm 3 không an toàn | Nhóm 3 không an toàn | Nhóm 3 không an toàn | Nhóm 3 không an toàn | Nhóm 3 không an toàn | Nhóm 3 không an toàn | Nhóm 3 không an toàn | Nhóm 3 không an toàn | Nhóm 3 không an toàn | Nhóm 3 không an toàn | Nhóm 3 không an toàn | Nhóm 3 không an toàn | Nhóm 3 không an toàn | Nhóm 3 không an toàn | Nhóm 3 không an toàn | Nhóm 3 không an toàn | Nhóm 3 không an toàn | Nhóm 3 không an toàn | Nhóm 3 không an toàn | Nhóm 3 không an toàn | Nhóm 3 không an toàn | Nhóm 3 không an toàn | Nhóm 3 không an toàn | Nhóm 3 không an toàn | Nhóm 3 không an toàn | Nhóm 3 không an toàn | Nhóm 3 không an toàn | Nhóm 3 không an toàn | Nhóm 3 không an toàn | Nhóm 3 không an toàn | Nhóm 3 không an toàn | Nhóm 3 không an toàn | Nhóm 3 không an toàn | Nhóm 3 không an toàn | Nhóm 3 không an toàn | Nhóm 3 không an toàn | Nhóm 3 không an toàn | Nhóm 3 không an toàn | Nhóm 3 không an toàn | Nhóm 3 không an toàn | Nhóm 3 không an toàn | Nhóm 3 không an toàn | Nhóm 3 không an toàn | Nhóm 3 không an toàn | Nhóm 3 không an toàn | Nhóm 3 không an toàn | Nhóm 3 không an toàn | Nhóm 3 không an toàn | Nhóm 3 không an toàn | Nhóm 3 không an toàn |
| Tốp 8               | Tốp 8               | Tốp 8               | Tốp 8               | Tốp 8               | Tốp 8               | Tốp 8               | Tốp 8               | Tốp 8               | Tốp 8               | Tốp 8               | Tốp 8               | Tốp 8               | Tốp 8               | Tốp 8               | Tốp 8               | Tốp 8               | Tốp 8               | Tốp 8               | Tốp 8               | Tốp 8               | Tốp 8               | Tốp 8               | Tốp 8               | Tốp 8               | Tốp 8               | Tốp 8               | Tốp 8               | Tốp 8               | Tốp 8               | Tốp 8               | Tốp 8               | Tốp 8               | Tốp 8               | Tốp 8               | Tốp 8               | Tốp 8               | Tốp 8               | Tốp 8               | Tốp 8               | Tốp 8               | Tốp 8               | Tốp 8               | Tốp 8               | Tốp 8               | Tốp 8               | Tốp 8               | Tốp 8               | Tốp 8               | Tốp 8               | Tốp 8               | Tốp 8               | Tốp 8               | Tốp 8               | Tốp 8               | Tốp 8               | Tốp 8               | Tốp 8               | Tốp 8               | Tốp 8               | Tốp 8               | Tốp 8               | Tốp 8               | Tốp 8               | Tốp 8               | Tốp 8               | Tốp 8               | Tốp 8               | Tốp 8               | Tốp 8               | Tốp 8               | Tốp 8               | Tốp 8               | Tốp 8               | Tốp 8               | Tốp 8               | Tốp 8               | Tốp 8               | Tốp 8               | Tốp 8               | Tốp 8               | Tốp 8               | Tốp 8               | Tốp 8               | Tốp 8               | Tốp 8               | Tốp 8               | Tốp 8               | Tốp 8               | Tốp 8               | Tốp 8               | Tốp 8               | Tốp 8               | Tốp 8               | Tốp 8               | Tốp 8               | Tốp 8               | Tốp 8               | Tốp 8               | Tốp 8               | Bài hát cùng năm sinh                         | Bài hát cùng năm sinh                         | Bài hát cùng năm sinh                         | Bài hát cùng năm sinh                         | Bài hát cùng năm sinh                         | Bài hát cùng năm sinh                         | Bài hát cùng năm sinh                         | Bài hát cùng năm sinh                         | Bài hát cùng năm sinh                         | Bài hát cùng năm sinh                         | Bài hát cùng năm sinh                         | Bài hát cùng năm sinh                         | Bài hát cùng năm sinh                         | Bài hát cùng năm sinh                         | Bài hát cùng năm sinh                         | Bài hát cùng năm sinh                         | Bài hát cùng năm sinh                         | Bài hát cùng năm sinh                         | Bài hát cùng năm sinh                         | Bài hát cùng năm sinh                         | Bài hát cùng năm sinh                         | Bài hát cùng năm sinh                         | Bài hát cùng năm sinh                         | Bài hát cùng năm sinh                         | Bài hát cùng năm sinh                         | Bài hát cùng năm sinh                         | Bài hát cùng năm sinh                         | Bài hát cùng năm sinh                         | Bài hát cùng năm sinh                         | Bài hát cùng năm sinh                         | Bài hát cùng năm sinh                         | Bài hát cùng năm sinh                         | Bài hát cùng năm sinh                         | Bài hát cùng năm sinh                         | Bài hát cùng năm sinh                         | Bài hát cùng năm sinh                         | Bài hát cùng năm sinh                         | Bài hát cùng năm sinh                         | Bài hát cùng năm sinh                         | Bài hát cùng năm sinh                         | Bài hát cùng năm sinh                         | Bài hát cùng năm sinh                         | Bài hát cùng năm sinh                         | Bài hát cùng năm sinh                         | Bài hát cùng năm sinh                         | Bài hát cùng năm sinh                         | Bài hát cùng năm sinh                         | Bài hát cùng năm sinh                         | Bài hát cùng năm sinh                         | Bài hát cùng năm sinh                         | Bài hát cùng năm sinh                         | Bài hát cùng năm sinh                         | Bài hát cùng năm sinh                         | Bài hát cùng năm sinh                         | Bài hát cùng năm sinh                         | Bài hát cùng năm sinh                         | Bài hát cùng năm sinh                         | Bài hát cùng năm sinh                         | Bài hát cùng năm sinh                         | Bài hát cùng năm sinh                         | Bài hát cùng năm sinh                         | Bài hát cùng năm sinh                         | Bài hát cùng năm sinh                         | Bài hát cùng năm sinh                         | Bài hát cùng năm sinh                         | Bài hát cùng năm sinh                         | Bài hát cùng năm sinh                         | Bài hát cùng năm sinh                         | Bài hát cùng năm sinh                         | Bài hát cùng năm sinh                         | Bài hát cùng năm sinh                         | Bài hát cùng năm sinh                         | Bài hát cùng năm sinh                         | Bài hát cùng năm sinh                         | Bài hát cùng năm sinh                         | Bài hát cùng năm sinh                         | Bài hát cùng năm sinh                         | Bài hát cùng năm sinh                         | Bài hát cùng năm sinh                         | Bài hát cùng năm sinh                         | Bài hát cùng năm sinh                         | Bài hát cùng năm sinh                         | Bài hát cùng năm sinh                         | Bài hát cùng năm sinh                         | Bài hát cùng năm sinh                         | Bài hát cùng năm sinh                         | Bài hát cùng năm sinh                         | Bài hát cùng năm sinh                         | Bài hát cùng năm sinh                         | Bài hát cùng năm sinh                         | Bài hát cùng năm sinh                         | Bài hát cùng năm sinh                         | Bài hát cùng năm sinh                         | Bài hát cùng năm sinh                         | Bài hát cùng năm sinh                         | Bài hát cùng năm sinh                         | Bài hát cùng năm sinh                         | Bài hát cùng năm sinh                         | Bài hát cùng năm sinh                         | Bài hát cùng năm sinh                         | "I Can't Make You Love Me"                  | "I Can't Make You Love Me"                  | "I Can't Make You Love Me"                  | "I Can't Make You Love Me"                  | "I Can't Make You Love Me"                  | "I Can't Make You Love Me"                  | "I Can't Make You Love Me"                  | "I Can't Make You Love Me"                  | "I Can't Make You Love Me"                  | "I Can't Make You Love Me"                  | "I Can't Make You Love Me"                  | "I Can't Make You Love Me"                  | "I Can't Make You Love Me"                  | "I Can't Make You Love Me"                  | "I Can't Make You Love Me"                  | "I Can't Make You Love Me"                  | "I Can't Make You Love Me"                  | "I Can't Make You Love Me"                  | "I Can't Make You Love Me"                  | "I Can't Make You Love Me"                  | "I Can't Make You Love Me"                  | "I Can't Make You Love Me"                  | "I Can't Make You Love Me"                  | "I Can't Make You Love Me"                  | "I Can't Make You Love Me"                  | "I Can't Make You Love Me"                  | "I Can't Make You Love Me"                  | "I Can't Make You Love Me"                  | "I Can't Make You Love Me"                  | "I Can't Make You Love Me"                  | "I Can't Make You Love Me"                  | "I Can't Make You Love Me"                  | "I Can't Make You Love Me"                  | "I Can't Make You Love Me"                  | "I Can't Make You Love Me"                  | "I Can't Make You Love Me"                  | "I Can't Make You Love Me"                  | "I Can't Make You Love Me"                  | "I Can't Make You Love Me"                  | "I Can't Make You Love Me"                  | "I Can't Make You Love Me"                  | "I Can't Make You Love Me"                  | "I Can't Make You Love Me"                  | "I Can't Make You Love Me"                  | "I Can't Make You Love Me"                  | "I Can't Make You Love Me"                  | "I Can't Make You Love Me"                  | "I Can't Make You Love Me"                  | "I Can't Make You Love Me"                  | "I Can't Make You Love Me"                  | "I Can't Make You Love Me"                  | "I Can't Make You Love Me"                  | "I Can't Make You Love Me"                  | "I Can't Make You Love Me"                  | "I Can't Make You Love Me"                  | "I Can't Make You Love Me"                  | "I Can't Make You Love Me"                  | "I Can't Make You Love Me"                  | "I Can't Make You Love Me"                  | "I Can't Make You Love Me"                  | "I Can't Make You Love Me"                  | "I Can't Make You Love Me"                  | "I Can't Make You Love Me"                  | "I Can't Make You Love Me"                  | "I Can't Make You Love Me"                  | "I Can't Make You Love Me"                  | "I Can't Make You Love Me"                  | "I Can't Make You Love Me"                  | "I Can't Make You Love Me"                  | "I Can't Make You Love Me"                  | "I Can't Make You Love Me"                  | "I Can't Make You Love Me"                  | "I Can't Make You Love Me"                  | "I Can't Make You Love Me"                  | "I Can't Make You Love Me"                  | "I Can't Make You Love Me"                  | "I Can't Make You Love Me"                  | "I Can't Make You Love Me"                  | "I Can't Make You Love Me"                  | "I Can't Make You Love Me"                  | "I Can't Make You Love Me"                  | "I Can't Make You Love Me"                  | "I Can't Make You Love Me"                  | "I Can't Make You Love Me"                  | "I Can't Make You Love Me"                  | "I Can't Make You Love Me"                  | "I Can't Make You Love Me"                  | "I Can't Make You Love Me"                  | "I Can't Make You Love Me"                  | "I Can't Make You Love Me"                  | "I Can't Make You Love Me"                  | "I Can't Make You Love Me"                  | "I Can't Make You Love Me"                  | "I Can't Make You Love Me"                  | "I Can't Make You Love Me"                  | "I Can't Make You Love Me"                  | "I Can't Make You Love Me"                  | "I Can't Make You Love Me"                  | "I Can't Make You Love Me"                  | "I Can't Make You Love Me"                  | Bonnie Raitt        | Bonnie Raitt        | Bonnie Raitt        | Bonnie Raitt        | Bonnie Raitt        | Bonnie Raitt        | Bonnie Raitt        | Bonnie Raitt        | Bonnie Raitt        | Bonnie Raitt        | Bonnie Raitt        | Bonnie Raitt        | Bonnie Raitt        | Bonnie Raitt        | Bonnie Raitt        | Bonnie Raitt        | Bonnie Raitt        | Bonnie Raitt        | Bonnie Raitt        | Bonnie Raitt        | Bonnie Raitt        | Bonnie Raitt        | Bonnie Raitt        | Bonnie Raitt        | Bonnie Raitt        | Bonnie Raitt        | Bonnie Raitt        | Bonnie Raitt        | Bonnie Raitt        | Bonnie Raitt        | Bonnie Raitt        | Bonnie Raitt        | Bonnie Raitt        | Bonnie Raitt        | Bonnie Raitt        | Bonnie Raitt        | Bonnie Raitt        | Bonnie Raitt        | Bonnie Raitt        | Bonnie Raitt        | Bonnie Raitt        | Bonnie Raitt        | Bonnie Raitt        | Bonnie Raitt        | Bonnie Raitt        | Bonnie Raitt        | Bonnie Raitt        | Bonnie Raitt        | Bonnie Raitt        | Bonnie Raitt        | Bonnie Raitt        | Bonnie Raitt        | Bonnie Raitt        | Bonnie Raitt        | Bonnie Raitt        | Bonnie Raitt        | Bonnie Raitt        | Bonnie Raitt        | Bonnie Raitt        | Bonnie Raitt        | Bonnie Raitt        | Bonnie Raitt        | Bonnie Raitt        | Bonnie Raitt        | Bonnie Raitt        | Bonnie Raitt        | Bonnie Raitt        | Bonnie Raitt        | Bonnie Raitt        | Bonnie Raitt        | Bonnie Raitt        | Bonnie Raitt        | Bonnie Raitt        | Bonnie Raitt        | Bonnie Raitt        | Bonnie Raitt        | Bonnie Raitt        | Bonnie Raitt        | Bonnie Raitt        | Bonnie Raitt        | Bonnie Raitt        | Bonnie Raitt        | Bonnie Raitt        | Bonnie Raitt        | Bonnie Raitt        | Bonnie Raitt        | Bonnie Raitt        | Bonnie Raitt        | Bonnie Raitt        | Bonnie Raitt        | Bonnie Raitt        | Bonnie Raitt        | Bonnie Raitt        | Bonnie Raitt        | Bonnie Raitt        | Bonnie Raitt        | Bonnie Raitt        | Bonnie Raitt        | Bonnie Raitt        | Bonnie Raitt        | 6           | 6           | 6           | 6           | 6           | 6           | 6           | 6           | 6           | 6           | 6           | 6           | 6           | 6           | 6           | 6           | 6           | 6           | 6           | 6           | 6           | 6           | 6           | 6           | 6           | 6           | 6           | 6           | 6           | 6           | 6           | 6           | 6           | 6           | 6           | 6           | 6           | 6           | 6           | 6           | 6           | 6           | 6           | 6           | 6           | 6           | 6           | 6           | 6           | 6           | 6           | 6           | 6           | 6           | 6           | 6           | 6           | 6           | 6           | 6           | 6           | 6           | 6           | 6           | 6           | 6           | 6           | 6           | 6           | 6           | 6           | 6           | 6           | 6           | 6           | 6           | 6           | 6           | 6           | 6           | 6           | 6           | 6           | 6           | 6           | 6           | 6           | 6           | 6           | 6           | 6           | 6           | 6           | 6           | 6           | 6           | 6           | 6           | 6           | 6           | An toàn              | An toàn              | An toàn              | An toàn              | An toàn              | An toàn              | An toàn              | An toàn              | An toàn              | An toàn              | An toàn              | An toàn              | An toàn              | An toàn              | An toàn              | An toàn              | An toàn              | An toàn              | An toàn              | An toàn              | An toàn              | An toàn              | An toàn              | An toàn              | An toàn              | An toàn              | An toàn              | An toàn              | An toàn              | An toàn              | An toàn              | An toàn              | An toàn              | An toàn              | An toàn              | An toàn              | An toàn              | An toàn              | An toàn              | An toàn              | An toàn              | An toàn              | An toàn              | An toàn              | An toàn              | An toàn              | An toàn              | An toàn              | An toàn              | An toàn              | An toàn              | An toàn              | An toàn              | An toàn              | An toàn              | An toàn              | An toàn              | An toàn              | An toàn              | An toàn              | An toàn              | An toàn              | An toàn              | An toàn              | An toàn              | An toàn              | An toàn              | An toàn              | An toàn              | An toàn              | An toàn              | An toàn              | An toàn              | An toàn              | An toàn              | An toàn              | An toàn              | An toàn              | An toàn              | An toàn              | An toàn              | An toàn              | An toàn              | An toàn              | An toàn              | An toàn              | An toàn              | An toàn              | An toàn              | An toàn              | An toàn              | An toàn              | An toàn              | An toàn              | An toàn              | An toàn              | An toàn              | An toàn              | An toàn              | An toàn              |
| Tốp 7               | Tốp 7               | Tốp 7               | Tốp 7               | Tốp 7               | Tốp 7               | Tốp 7               | Tốp 7               | Tốp 7               | Tốp 7               | Tốp 7               | Tốp 7               | Tốp 7               | Tốp 7               | Tốp 7               | Tốp 7               | Tốp 7               | Tốp 7               | Tốp 7               | Tốp 7               | Tốp 7               | Tốp 7               | Tốp 7               | Tốp 7               | Tốp 7               | Tốp 7               | Tốp 7               | Tốp 7               | Tốp 7               | Tốp 7               | Tốp 7               | Tốp 7               | Tốp 7               | Tốp 7               | Tốp 7               | Tốp 7               | Tốp 7               | Tốp 7               | Tốp 7               | Tốp 7               | Tốp 7               | Tốp 7               | Tốp 7               | Tốp 7               | Tốp 7               | Tốp 7               | Tốp 7               | Tốp 7               | Tốp 7               | Tốp 7               | Tốp 7               | Tốp 7               | Tốp 7               | Tốp 7               | Tốp 7               | Tốp 7               | Tốp 7               | Tốp 7               | Tốp 7               | Tốp 7               | Tốp 7               | Tốp 7               | Tốp 7               | Tốp 7               | Tốp 7               | Tốp 7               | Tốp 7               | Tốp 7               | Tốp 7               | Tốp 7               | Tốp 7               | Tốp 7               | Tốp 7               | Tốp 7               | Tốp 7               | Tốp 7               | Tốp 7               | Tốp 7               | Tốp 7               | Tốp 7               | Tốp 7               | Tốp 7               | Tốp 7               | Tốp 7               | Tốp 7               | Tốp 7               | Tốp 7               | Tốp 7               | Tốp 7               | Tốp 7               | Tốp 7               | Tốp 7               | Tốp 7               | Tốp 7               | Tốp 7               | Tốp 7               | Tốp 7               | Tốp 7               | Tốp 7               | Tốp 7               | Bài hát trong phim                            | Bài hát trong phim                            | Bài hát trong phim                            | Bài hát trong phim                            | Bài hát trong phim                            | Bài hát trong phim                            | Bài hát trong phim                            | Bài hát trong phim                            | Bài hát trong phim                            | Bài hát trong phim                            | Bài hát trong phim                            | Bài hát trong phim                            | Bài hát trong phim                            | Bài hát trong phim                            | Bài hát trong phim                            | Bài hát trong phim                            | Bài hát trong phim                            | Bài hát trong phim                            | Bài hát trong phim                            | Bài hát trong phim                            | Bài hát trong phim                            | Bài hát trong phim                            | Bài hát trong phim                            | Bài hát trong phim                            | Bài hát trong phim                            | Bài hát trong phim                            | Bài hát trong phim                            | Bài hát trong phim                            | Bài hát trong phim                            | Bài hát trong phim                            | Bài hát trong phim                            | Bài hát trong phim                            | Bài hát trong phim                            | Bài hát trong phim                            | Bài hát trong phim                            | Bài hát trong phim                            | Bài hát trong phim                            | Bài hát trong phim                            | Bài hát trong phim                            | Bài hát trong phim                            | Bài hát trong phim                            | Bài hát trong phim                            | Bài hát trong phim                            | Bài hát trong phim                            | Bài hát trong phim                            | Bài hát trong phim                            | Bài hát trong phim                            | Bài hát trong phim                            | Bài hát trong phim                            | Bài hát trong phim                            | Bài hát trong phim                            | Bài hát trong phim                            | Bài hát trong phim                            | Bài hát trong phim                            | Bài hát trong phim                            | Bài hát trong phim                            | Bài hát trong phim                            | Bài hát trong phim                            | Bài hát trong phim                            | Bài hát trong phim                            | Bài hát trong phim                            | Bài hát trong phim                            | Bài hát trong phim                            | Bài hát trong phim                            | Bài hát trong phim                            | Bài hát trong phim                            | Bài hát trong phim                            | Bài hát trong phim                            | Bài hát trong phim                            | Bài hát trong phim                            | Bài hát trong phim                            | Bài hát trong phim                            | Bài hát trong phim                            | Bài hát trong phim                            | Bài hát trong phim                            | Bài hát trong phim                            | Bài hát trong phim                            | Bài hát trong phim                            | Bài hát trong phim                            | Bài hát trong phim                            | Bài hát trong phim                            | Bài hát trong phim                            | Bài hát trong phim                            | Bài hát trong phim                            | Bài hát trong phim                            | Bài hát trong phim                            | Bài hát trong phim                            | Bài hát trong phim                            | Bài hát trong phim                            | Bài hát trong phim                            | Bài hát trong phim                            | Bài hát trong phim                            | Bài hát trong phim                            | Bài hát trong phim                            | Bài hát trong phim                            | Bài hát trong phim                            | Bài hát trong phim                            | Bài hát trong phim                            | Bài hát trong phim                            | Bài hát trong phim                            | "I Don't Want to Miss a Thing" – Armageddon | "I Don't Want to Miss a Thing" – Armageddon | "I Don't Want to Miss a Thing" – Armageddon | "I Don't Want to Miss a Thing" – Armageddon | "I Don't Want to Miss a Thing" – Armageddon | "I Don't Want to Miss a Thing" – Armageddon | "I Don't Want to Miss a Thing" – Armageddon | "I Don't Want to Miss a Thing" – Armageddon | "I Don't Want to Miss a Thing" – Armageddon | "I Don't Want to Miss a Thing" – Armageddon | "I Don't Want to Miss a Thing" – Armageddon | "I Don't Want to Miss a Thing" – Armageddon | "I Don't Want to Miss a Thing" – Armageddon | "I Don't Want to Miss a Thing" – Armageddon | "I Don't Want to Miss a Thing" – Armageddon | "I Don't Want to Miss a Thing" – Armageddon | "I Don't Want to Miss a Thing" – Armageddon | "I Don't Want to Miss a Thing" – Armageddon | "I Don't Want to Miss a Thing" – Armageddon | "I Don't Want to Miss a Thing" – Armageddon | "I Don't Want to Miss a Thing" – Armageddon | "I Don't Want to Miss a Thing" – Armageddon | "I Don't Want to Miss a Thing" – Armageddon | "I Don't Want to Miss a Thing" – Armageddon | "I Don't Want to Miss a Thing" – Armageddon | "I Don't Want to Miss a Thing" – Armageddon | "I Don't Want to Miss a Thing" – Armageddon | "I Don't Want to Miss a Thing" – Armageddon | "I Don't Want to Miss a Thing" – Armageddon | "I Don't Want to Miss a Thing" – Armageddon | "I Don't Want to Miss a Thing" – Armageddon | "I Don't Want to Miss a Thing" – Armageddon | "I Don't Want to Miss a Thing" – Armageddon | "I Don't Want to Miss a Thing" – Armageddon | "I Don't Want to Miss a Thing" – Armageddon | "I Don't Want to Miss a Thing" – Armageddon | "I Don't Want to Miss a Thing" – Armageddon | "I Don't Want to Miss a Thing" – Armageddon | "I Don't Want to Miss a Thing" – Armageddon | "I Don't Want to Miss a Thing" – Armageddon | "I Don't Want to Miss a Thing" – Armageddon | "I Don't Want to Miss a Thing" – Armageddon | "I Don't Want to Miss a Thing" – Armageddon | "I Don't Want to Miss a Thing" – Armageddon | "I Don't Want to Miss a Thing" – Armageddon | "I Don't Want to Miss a Thing" – Armageddon | "I Don't Want to Miss a Thing" – Armageddon | "I Don't Want to Miss a Thing" – Armageddon | "I Don't Want to Miss a Thing" – Armageddon | "I Don't Want to Miss a Thing" – Armageddon | "I Don't Want to Miss a Thing" – Armageddon | "I Don't Want to Miss a Thing" – Armageddon | "I Don't Want to Miss a Thing" – Armageddon | "I Don't Want to Miss a Thing" – Armageddon | "I Don't Want to Miss a Thing" – Armageddon | "I Don't Want to Miss a Thing" – Armageddon | "I Don't Want to Miss a Thing" – Armageddon | "I Don't Want to Miss a Thing" – Armageddon | "I Don't Want to Miss a Thing" – Armageddon | "I Don't Want to Miss a Thing" – Armageddon | "I Don't Want to Miss a Thing" – Armageddon | "I Don't Want to Miss a Thing" – Armageddon | "I Don't Want to Miss a Thing" – Armageddon | "I Don't Want to Miss a Thing" – Armageddon | "I Don't Want to Miss a Thing" – Armageddon | "I Don't Want to Miss a Thing" – Armageddon | "I Don't Want to Miss a Thing" – Armageddon | "I Don't Want to Miss a Thing" – Armageddon | "I Don't Want to Miss a Thing" – Armageddon | "I Don't Want to Miss a Thing" – Armageddon | "I Don't Want to Miss a Thing" – Armageddon | "I Don't Want to Miss a Thing" – Armageddon | "I Don't Want to Miss a Thing" – Armageddon | "I Don't Want to Miss a Thing" – Armageddon | "I Don't Want to Miss a Thing" – Armageddon | "I Don't Want to Miss a Thing" – Armageddon | "I Don't Want to Miss a Thing" – Armageddon | "I Don't Want to Miss a Thing" – Armageddon | "I Don't Want to Miss a Thing" – Armageddon | "I Don't Want to Miss a Thing" – Armageddon | "I Don't Want to Miss a Thing" – Armageddon | "I Don't Want to Miss a Thing" – Armageddon | "I Don't Want to Miss a Thing" – Armageddon | "I Don't Want to Miss a Thing" – Armageddon | "I Don't Want to Miss a Thing" – Armageddon | "I Don't Want to Miss a Thing" – Armageddon | "I Don't Want to Miss a Thing" – Armageddon | "I Don't Want to Miss a Thing" – Armageddon | "I Don't Want to Miss a Thing" – Armageddon | "I Don't Want to Miss a Thing" – Armageddon | "I Don't Want to Miss a Thing" – Armageddon | "I Don't Want to Miss a Thing" – Armageddon | "I Don't Want to Miss a Thing" – Armageddon | "I Don't Want to Miss a Thing" – Armageddon | "I Don't Want to Miss a Thing" – Armageddon | "I Don't Want to Miss a Thing" – Armageddon | "I Don't Want to Miss a Thing" – Armageddon | "I Don't Want to Miss a Thing" – Armageddon | "I Don't Want to Miss a Thing" – Armageddon | "I Don't Want to Miss a Thing" – Armageddon | Aerosmith           | Aerosmith           | Aerosmith           | Aerosmith           | Aerosmith           | Aerosmith           | Aerosmith           | Aerosmith           | Aerosmith           | Aerosmith           | Aerosmith           | Aerosmith           | Aerosmith           | Aerosmith           | Aerosmith           | Aerosmith           | Aerosmith           | Aerosmith           | Aerosmith           | Aerosmith           | Aerosmith           | Aerosmith           | Aerosmith           | Aerosmith           | Aerosmith           | Aerosmith           | Aerosmith           | Aerosmith           | Aerosmith           | Aerosmith           | Aerosmith           | Aerosmith           | Aerosmith           | Aerosmith           | Aerosmith           | Aerosmith           | Aerosmith           | Aerosmith           | Aerosmith           | Aerosmith           | Aerosmith           | Aerosmith           | Aerosmith           | Aerosmith           | Aerosmith           | Aerosmith           | Aerosmith           | Aerosmith           | Aerosmith           | Aerosmith           | Aerosmith           | Aerosmith           | Aerosmith           | Aerosmith           | Aerosmith           | Aerosmith           | Aerosmith           | Aerosmith           | Aerosmith           | Aerosmith           | Aerosmith           | Aerosmith           | Aerosmith           | Aerosmith           | Aerosmith           | Aerosmith           | Aerosmith           | Aerosmith           | Aerosmith           | Aerosmith           | Aerosmith           | Aerosmith           | Aerosmith           | Aerosmith           | Aerosmith           | Aerosmith           | Aerosmith           | Aerosmith           | Aerosmith           | Aerosmith           | Aerosmith           | Aerosmith           | Aerosmith           | Aerosmith           | Aerosmith           | Aerosmith           | Aerosmith           | Aerosmith           | Aerosmith           | Aerosmith           | Aerosmith           | Aerosmith           | Aerosmith           | Aerosmith           | Aerosmith           | Aerosmith           | Aerosmith           | Aerosmith           | Aerosmith           | Aerosmith           | 1           | 1           | 1           | 1           | 1           | 1           | 1           | 1           | 1           | 1           | 1           | 1           | 1           | 1           | 1           | 1           | 1           | 1           | 1           | 1           | 1           | 1           | 1           | 1           | 1           | 1           | 1           | 1           | 1           | 1           | 1           | 1           | 1           | 1           | 1           | 1           | 1           | 1           | 1           | 1           | 1           | 1           | 1           | 1           | 1           | 1           | 1           | 1           | 1           | 1           | 1           | 1           | 1           | 1           | 1           | 1           | 1           | 1           | 1           | 1           | 1           | 1           | 1           | 1           | 1           | 1           | 1           | 1           | 1           | 1           | 1           | 1           | 1           | 1           | 1           | 1           | 1           | 1           | 1           | 1           | 1           | 1           | 1           | 1           | 1           | 1           | 1           | 1           | 1           | 1           | 1           | 1           | 1           | 1           | 1           | 1           | 1           | 1           | 1           | 1           | An toàn              | An toàn              | An toàn              | An toàn              | An toàn              | An toàn              | An toàn              | An toàn              | An toàn              | An toàn              | An toàn              | An toàn              | An toàn              | An toàn              | An toàn              | An toàn              | An toàn              | An toàn              | An toàn              | An toàn              | An toàn              | An toàn              | An toàn              | An toàn              | An toàn              | An toàn              | An toàn              | An toàn              | An toàn              | An toàn              | An toàn              | An toàn              | An toàn              | An toàn              | An toàn              | An toàn              | An toàn              | An toàn              | An toàn              | An toàn              | An toàn              | An toàn              | An toàn              | An toàn              | An toàn              | An toàn              | An toàn              | An toàn              | An toàn              | An toàn              | An toàn              | An toàn              | An toàn              | An toàn              | An toàn              | An toàn              | An toàn              | An toàn              | An toàn              | An toàn              | An toàn              | An toàn              | An toàn              | An toàn              | An toàn              | An toàn              | An toàn              | An toàn              | An toàn              | An toàn              | An toàn              | An toàn              | An toàn              | An toàn              | An toàn              | An toàn              | An toàn              | An toàn              | An toàn              | An toàn              | An toàn              | An toàn              | An toàn              | An toàn              | An toàn              | An toàn              | An toàn              | An toàn              | An toàn              | An toàn              | An toàn              | An toàn              | An toàn              | An toàn              | An toàn              | An toàn              | An toàn              | An toàn              | An toàn              | An toàn              |
| Tốp 71              | Tốp 71              | Tốp 71              | Tốp 71              | Tốp 71              | Tốp 71              | Tốp 71              | Tốp 71              | Tốp 71              | Tốp 71              | Tốp 71              | Tốp 71              | Tốp 71              | Tốp 71              | Tốp 71              | Tốp 71              | Tốp 71              | Tốp 71              | Tốp 71              | Tốp 71              | Tốp 71              | Tốp 71              | Tốp 71              | Tốp 71              | Tốp 71              | Tốp 71              | Tốp 71              | Tốp 71              | Tốp 71              | Tốp 71              | Tốp 71              | Tốp 71              | Tốp 71              | Tốp 71              | Tốp 71              | Tốp 71              | Tốp 71              | Tốp 71              | Tốp 71              | Tốp 71              | Tốp 71              | Tốp 71              | Tốp 71              | Tốp 71              | Tốp 71              | Tốp 71              | Tốp 71              | Tốp 71              | Tốp 71              | Tốp 71              | Tốp 71              | Tốp 71              | Tốp 71              | Tốp 71              | Tốp 71              | Tốp 71              | Tốp 71              | Tốp 71              | Tốp 71              | Tốp 71              | Tốp 71              | Tốp 71              | Tốp 71              | Tốp 71              | Tốp 71              | Tốp 71              | Tốp 71              | Tốp 71              | Tốp 71              | Tốp 71              | Tốp 71              | Tốp 71              | Tốp 71              | Tốp 71              | Tốp 71              | Tốp 71              | Tốp 71              | Tốp 71              | Tốp 71              | Tốp 71              | Tốp 71              | Tốp 71              | Tốp 71              | Tốp 71              | Tốp 71              | Tốp 71              | Tốp 71              | Tốp 71              | Tốp 71              | Tốp 71              | Tốp 71              | Tốp 71              | Tốp 71              | Tốp 71              | Tốp 71              | Tốp 71              | Tốp 71              | Tốp 71              | Tốp 71              | Tốp 71              | Disco                                         | Disco                                         | Disco                                         | Disco                                         | Disco                                         | Disco                                         | Disco                                         | Disco                                         | Disco                                         | Disco                                         | Disco                                         | Disco                                         | Disco                                         | Disco                                         | Disco                                         | Disco                                         | Disco                                         | Disco                                         | Disco                                         | Disco                                         | Disco                                         | Disco                                         | Disco                                         | Disco                                         | Disco                                         | Disco                                         | Disco                                         | Disco                                         | Disco                                         | Disco                                         | Disco                                         | Disco                                         | Disco                                         | Disco                                         | Disco                                         | Disco                                         | Disco                                         | Disco                                         | Disco                                         | Disco                                         | Disco                                         | Disco                                         | Disco                                         | Disco                                         | Disco                                         | Disco                                         | Disco                                         | Disco                                         | Disco                                         | Disco                                         | Disco                                         | Disco                                         | Disco                                         | Disco                                         | Disco                                         | Disco                                         | Disco                                         | Disco                                         | Disco                                         | Disco                                         | Disco                                         | Disco                                         | Disco                                         | Disco                                         | Disco                                         | Disco                                         | Disco                                         | Disco                                         | Disco                                         | Disco                                         | Disco                                         | Disco                                         | Disco                                         | Disco                                         | Disco                                         | Disco                                         | Disco                                         | Disco                                         | Disco                                         | Disco                                         | Disco                                         | Disco                                         | Disco                                         | Disco                                         | Disco                                         | Disco                                         | Disco                                         | Disco                                         | Disco                                         | Disco                                         | Disco                                         | Disco                                         | Disco                                         | Disco                                         | Disco                                         | Disco                                         | Disco                                         | Disco                                         | Disco                                         | Disco                                         | "Hot Stuff"                                 | "Hot Stuff"                                 | "Hot Stuff"                                 | "Hot Stuff"                                 | "Hot Stuff"                                 | "Hot Stuff"                                 | "Hot Stuff"                                 | "Hot Stuff"                                 | "Hot Stuff"                                 | "Hot Stuff"                                 | "Hot Stuff"                                 | "Hot Stuff"                                 | "Hot Stuff"                                 | "Hot Stuff"                                 | "Hot Stuff"                                 | "Hot Stuff"                                 | "Hot Stuff"                                 | "Hot Stuff"                                 | "Hot Stuff"                                 | "Hot Stuff"                                 | "Hot Stuff"                                 | "Hot Stuff"                                 | "Hot Stuff"                                 | "Hot Stuff"                                 | "Hot Stuff"                                 | "Hot Stuff"                                 | "Hot Stuff"                                 | "Hot Stuff"                                 | "Hot Stuff"                                 | "Hot Stuff"                                 | "Hot Stuff"                                 | "Hot Stuff"                                 | "Hot Stuff"                                 | "Hot Stuff"                                 | "Hot Stuff"                                 | "Hot Stuff"                                 | "Hot Stuff"                                 | "Hot Stuff"                                 | "Hot Stuff"                                 | "Hot Stuff"                                 | "Hot Stuff"                                 | "Hot Stuff"                                 | "Hot Stuff"                                 | "Hot Stuff"                                 | "Hot Stuff"                                 | "Hot Stuff"                                 | "Hot Stuff"                                 | "Hot Stuff"                                 | "Hot Stuff"                                 | "Hot Stuff"                                 | "Hot Stuff"                                 | "Hot Stuff"                                 | "Hot Stuff"                                 | "Hot Stuff"                                 | "Hot Stuff"                                 | "Hot Stuff"                                 | "Hot Stuff"                                 | "Hot Stuff"                                 | "Hot Stuff"                                 | "Hot Stuff"                                 | "Hot Stuff"                                 | "Hot Stuff"                                 | "Hot Stuff"                                 | "Hot Stuff"                                 | "Hot Stuff"                                 | "Hot Stuff"                                 | "Hot Stuff"                                 | "Hot Stuff"                                 | "Hot Stuff"                                 | "Hot Stuff"                                 | "Hot Stuff"                                 | "Hot Stuff"                                 | "Hot Stuff"                                 | "Hot Stuff"                                 | "Hot Stuff"                                 | "Hot Stuff"                                 | "Hot Stuff"                                 | "Hot Stuff"                                 | "Hot Stuff"                                 | "Hot Stuff"                                 | "Hot Stuff"                                 | "Hot Stuff"                                 | "Hot Stuff"                                 | "Hot Stuff"                                 | "Hot Stuff"                                 | "Hot Stuff"                                 | "Hot Stuff"                                 | "Hot Stuff"                                 | "Hot Stuff"                                 | "Hot Stuff"                                 | "Hot Stuff"                                 | "Hot Stuff"                                 | "Hot Stuff"                                 | "Hot Stuff"                                 | "Hot Stuff"                                 | "Hot Stuff"                                 | "Hot Stuff"                                 | "Hot Stuff"                                 | "Hot Stuff"                                 | "Hot Stuff"                                 | Donna Summer        | Donna Summer        | Donna Summer        | Donna Summer        | Donna Summer        | Donna Summer        | Donna Summer        | Donna Summer        | Donna Summer        | Donna Summer        | Donna Summer        | Donna Summer        | Donna Summer        | Donna Summer        | Donna Summer        | Donna Summer        | Donna Summer        | Donna Summer        | Donna Summer        | Donna Summer        | Donna Summer        | Donna Summer        | Donna Summer        | Donna Summer        | Donna Summer        | Donna Summer        | Donna Summer        | Donna Summer        | Donna Summer        | Donna Summer        | Donna Summer        | Donna Summer        | Donna Summer        | Donna Summer        | Donna Summer        | Donna Summer        | Donna Summer        | Donna Summer        | Donna Summer        | Donna Summer        | Donna Summer        | Donna Summer        | Donna Summer        | Donna Summer        | Donna Summer        | Donna Summer        | Donna Summer        | Donna Summer        | Donna Summer        | Donna Summer        | Donna Summer        | Donna Summer        | Donna Summer        | Donna Summer        | Donna Summer        | Donna Summer        | Donna Summer        | Donna Summer        | Donna Summer        | Donna Summer        | Donna Summer        | Donna Summer        | Donna Summer        | Donna Summer        | Donna Summer        | Donna Summer        | Donna Summer        | Donna Summer        | Donna Summer        | Donna Summer        | Donna Summer        | Donna Summer        | Donna Summer        | Donna Summer        | Donna Summer        | Donna Summer        | Donna Summer        | Donna Summer        | Donna Summer        | Donna Summer        | Donna Summer        | Donna Summer        | Donna Summer        | Donna Summer        | Donna Summer        | Donna Summer        | Donna Summer        | Donna Summer        | Donna Summer        | Donna Summer        | Donna Summer        | Donna Summer        | Donna Summer        | Donna Summer        | Donna Summer        | Donna Summer        | Donna Summer        | Donna Summer        | Donna Summer        | Donna Summer        | 4           | 4           | 4           | 4           | 4           | 4           | 4           | 4           | 4           | 4           | 4           | 4           | 4           | 4           | 4           | 4           | 4           | 4           | 4           | 4           | 4           | 4           | 4           | 4           | 4           | 4           | 4           | 4           | 4           | 4           | 4           | 4           | 4           | 4           | 4           | 4           | 4           | 4           | 4           | 4           | 4           | 4           | 4           | 4           | 4           | 4           | 4           | 4           | 4           | 4           | 4           | 4           | 4           | 4           | 4           | 4           | 4           | 4           | 4           | 4           | 4           | 4           | 4           | 4           | 4           | 4           | 4           | 4           | 4           | 4           | 4           | 4           | 4           | 4           | 4           | 4           | 4           | 4           | 4           | 4           | 4           | 4           | 4           | 4           | 4           | 4           | 4           | 4           | 4           | 4           | 4           | 4           | 4           | 4           | 4           | 4           | 4           | 4           | 4           | 4           | Nhóm 3 không an toàn | Nhóm 3 không an toàn | Nhóm 3 không an toàn | Nhóm 3 không an toàn | Nhóm 3 không an toàn | Nhóm 3 không an toàn | Nhóm 3 không an toàn | Nhóm 3 không an toàn | Nhóm 3 không an toàn | Nhóm 3 không an toàn | Nhóm 3 không an toàn | Nhóm 3 không an toàn | Nhóm 3 không an toàn | Nhóm 3 không an toàn | Nhóm 3 không an toàn | Nhóm 3 không an toàn | Nhóm 3 không an toàn | Nhóm 3 không an toàn | Nhóm 3 không an toàn | Nhóm 3 không an toàn | Nhóm 3 không an toàn | Nhóm 3 không an toàn | Nhóm 3 không an toàn | Nhóm 3 không an toàn | Nhóm 3 không an toàn | Nhóm 3 không an toàn | Nhóm 3 không an toàn | Nhóm 3 không an toàn | Nhóm 3 không an toàn | Nhóm 3 không an toàn | Nhóm 3 không an toàn | Nhóm 3 không an toàn | Nhóm 3 không an toàn | Nhóm 3 không an toàn | Nhóm 3 không an toàn | Nhóm 3 không an toàn | Nhóm 3 không an toàn | Nhóm 3 không an toàn | Nhóm 3 không an toàn | Nhóm 3 không an toàn | Nhóm 3 không an toàn | Nhóm 3 không an toàn | Nhóm 3 không an toàn | Nhóm 3 không an toàn | Nhóm 3 không an toàn | Nhóm 3 không an toàn | Nhóm 3 không an toàn | Nhóm 3 không an toàn | Nhóm 3 không an toàn | Nhóm 3 không an toàn | Nhóm 3 không an toàn | Nhóm 3 không an toàn | Nhóm 3 không an toàn | Nhóm 3 không an toàn | Nhóm 3 không an toàn | Nhóm 3 không an toàn | Nhóm 3 không an toàn | Nhóm 3 không an toàn | Nhóm 3 không an toàn | Nhóm 3 không an toàn | Nhóm 3 không an toàn | Nhóm 3 không an toàn | Nhóm 3 không an toàn | Nhóm 3 không an toàn | Nhóm 3 không an toàn | Nhóm 3 không an toàn | Nhóm 3 không an toàn | Nhóm 3 không an toàn | Nhóm 3 không an toàn | Nhóm 3 không an toàn | Nhóm 3 không an toàn | Nhóm 3 không an toàn | Nhóm 3 không an toàn | Nhóm 3 không an toàn | Nhóm 3 không an toàn | Nhóm 3 không an toàn | Nhóm 3 không an toàn | Nhóm 3 không an toàn | Nhóm 3 không an toàn | Nhóm 3 không an toàn | Nhóm 3 không an toàn | Nhóm 3 không an toàn | Nhóm 3 không an toàn | Nhóm 3 không an toàn | Nhóm 3 không an toàn | Nhóm 3 không an toàn | Nhóm 3 không an toàn | Nhóm 3 không an toàn | Nhóm 3 không an toàn | Nhóm 3 không an toàn | Nhóm 3 không an toàn | Nhóm 3 không an toàn | Nhóm 3 không an toàn | Nhóm 3 không an toàn | Nhóm 3 không an toàn | Nhóm 3 không an toàn | Nhóm 3 không an toàn | Nhóm 3 không an toàn | Nhóm 3 không an toàn | Nhóm 3 không an toàn |
| Tốp 5               | Tốp 5               | Tốp 5               | Tốp 5               | Tốp 5               | Tốp 5               | Tốp 5               | Tốp 5               | Tốp 5               | Tốp 5               | Tốp 5               | Tốp 5               | Tốp 5               | Tốp 5               | Tốp 5               | Tốp 5               | Tốp 5               | Tốp 5               | Tốp 5               | Tốp 5               | Tốp 5               | Tốp 5               | Tốp 5               | Tốp 5               | Tốp 5               | Tốp 5               | Tốp 5               | Tốp 5               | Tốp 5               | Tốp 5               | Tốp 5               | Tốp 5               | Tốp 5               | Tốp 5               | Tốp 5               | Tốp 5               | Tốp 5               | Tốp 5               | Tốp 5               | Tốp 5               | Tốp 5               | Tốp 5               | Tốp 5               | Tốp 5               | Tốp 5               | Tốp 5               | Tốp 5               | Tốp 5               | Tốp 5               | Tốp 5               | Tốp 5               | Tốp 5               | Tốp 5               | Tốp 5               | Tốp 5               | Tốp 5               | Tốp 5               | Tốp 5               | Tốp 5               | Tốp 5               | Tốp 5               | Tốp 5               | Tốp 5               | Tốp 5               | Tốp 5               | Tốp 5               | Tốp 5               | Tốp 5               | Tốp 5               | Tốp 5               | Tốp 5               | Tốp 5               | Tốp 5               | Tốp 5               | Tốp 5               | Tốp 5               | Tốp 5               | Tốp 5               | Tốp 5               | Tốp 5               | Tốp 5               | Tốp 5               | Tốp 5               | Tốp 5               | Tốp 5               | Tốp 5               | Tốp 5               | Tốp 5               | Tốp 5               | Tốp 5               | Tốp 5               | Tốp 5               | Tốp 5               | Tốp 5               | Tốp 5               | Tốp 5               | Tốp 5               | Tốp 5               | Tốp 5               | Tốp 5               | Rat Pack Standards                            | Rat Pack Standards                            | Rat Pack Standards                            | Rat Pack Standards                            | Rat Pack Standards                            | Rat Pack Standards                            | Rat Pack Standards                            | Rat Pack Standards                            | Rat Pack Standards                            | Rat Pack Standards                            | Rat Pack Standards                            | Rat Pack Standards                            | Rat Pack Standards                            | Rat Pack Standards                            | Rat Pack Standards                            | Rat Pack Standards                            | Rat Pack Standards                            | Rat Pack Standards                            | Rat Pack Standards                            | Rat Pack Standards                            | Rat Pack Standards                            | Rat Pack Standards                            | Rat Pack Standards                            | Rat Pack Standards                            | Rat Pack Standards                            | Rat Pack Standards                            | Rat Pack Standards                            | Rat Pack Standards                            | Rat Pack Standards                            | Rat Pack Standards                            | Rat Pack Standards                            | Rat Pack Standards                            | Rat Pack Standards                            | Rat Pack Standards                            | Rat Pack Standards                            | Rat Pack Standards                            | Rat Pack Standards                            | Rat Pack Standards                            | Rat Pack Standards                            | Rat Pack Standards                            | Rat Pack Standards                            | Rat Pack Standards                            | Rat Pack Standards                            | Rat Pack Standards                            | Rat Pack Standards                            | Rat Pack Standards                            | Rat Pack Standards                            | Rat Pack Standards                            | Rat Pack Standards                            | Rat Pack Standards                            | Rat Pack Standards                            | Rat Pack Standards                            | Rat Pack Standards                            | Rat Pack Standards                            | Rat Pack Standards                            | Rat Pack Standards                            | Rat Pack Standards                            | Rat Pack Standards                            | Rat Pack Standards                            | Rat Pack Standards                            | Rat Pack Standards                            | Rat Pack Standards                            | Rat Pack Standards                            | Rat Pack Standards                            | Rat Pack Standards                            | Rat Pack Standards                            | Rat Pack Standards                            | Rat Pack Standards                            | Rat Pack Standards                            | Rat Pack Standards                            | Rat Pack Standards                            | Rat Pack Standards                            | Rat Pack Standards                            | Rat Pack Standards                            | Rat Pack Standards                            | Rat Pack Standards                            | Rat Pack Standards                            | Rat Pack Standards                            | Rat Pack Standards                            | Rat Pack Standards                            | Rat Pack Standards                            | Rat Pack Standards                            | Rat Pack Standards                            | Rat Pack Standards                            | Rat Pack Standards                            | Rat Pack Standards                            | Rat Pack Standards                            | Rat Pack Standards                            | Rat Pack Standards                            | Rat Pack Standards                            | Rat Pack Standards                            | Rat Pack Standards                            | Rat Pack Standards                            | Rat Pack Standards                            | Rat Pack Standards                            | Rat Pack Standards                            | Rat Pack Standards                            | Rat Pack Standards                            | Rat Pack Standards                            | Rat Pack Standards                            | "Ai đó đang dõi theo tôi"                   | "Ai đó đang dõi theo tôi"                   | "Ai đó đang dõi theo tôi"                   | "Ai đó đang dõi theo tôi"                   | "Ai đó đang dõi theo tôi"                   | "Ai đó đang dõi theo tôi"                   | "Ai đó đang dõi theo tôi"                   | "Ai đó đang dõi theo tôi"                   | "Ai đó đang dõi theo tôi"                   | "Ai đó đang dõi theo tôi"                   | "Ai đó đang dõi theo tôi"                   | "Ai đó đang dõi theo tôi"                   | "Ai đó đang dõi theo tôi"                   | "Ai đó đang dõi theo tôi"                   | "Ai đó đang dõi theo tôi"                   | "Ai đó đang dõi theo tôi"                   | "Ai đó đang dõi theo tôi"                   | "Ai đó đang dõi theo tôi"                   | "Ai đó đang dõi theo tôi"                   | "Ai đó đang dõi theo tôi"                   | "Ai đó đang dõi theo tôi"                   | "Ai đó đang dõi theo tôi"                   | "Ai đó đang dõi theo tôi"                   | "Ai đó đang dõi theo tôi"                   | "Ai đó đang dõi theo tôi"                   | "Ai đó đang dõi theo tôi"                   | "Ai đó đang dõi theo tôi"                   | "Ai đó đang dõi theo tôi"                   | "Ai đó đang dõi theo tôi"                   | "Ai đó đang dõi theo tôi"                   | "Ai đó đang dõi theo tôi"                   | "Ai đó đang dõi theo tôi"                   | "Ai đó đang dõi theo tôi"                   | "Ai đó đang dõi theo tôi"                   | "Ai đó đang dõi theo tôi"                   | "Ai đó đang dõi theo tôi"                   | "Ai đó đang dõi theo tôi"                   | "Ai đó đang dõi theo tôi"                   | "Ai đó đang dõi theo tôi"                   | "Ai đó đang dõi theo tôi"                   | "Ai đó đang dõi theo tôi"                   | "Ai đó đang dõi theo tôi"                   | "Ai đó đang dõi theo tôi"                   | "Ai đó đang dõi theo tôi"                   | "Ai đó đang dõi theo tôi"                   | "Ai đó đang dõi theo tôi"                   | "Ai đó đang dõi theo tôi"                   | "Ai đó đang dõi theo tôi"                   | "Ai đó đang dõi theo tôi"                   | "Ai đó đang dõi theo tôi"                   | "Ai đó đang dõi theo tôi"                   | "Ai đó đang dõi theo tôi"                   | "Ai đó đang dõi theo tôi"                   | "Ai đó đang dõi theo tôi"                   | "Ai đó đang dõi theo tôi"                   | "Ai đó đang dõi theo tôi"                   | "Ai đó đang dõi theo tôi"                   | "Ai đó đang dõi theo tôi"                   | "Ai đó đang dõi theo tôi"                   | "Ai đó đang dõi theo tôi"                   | "Ai đó đang dõi theo tôi"                   | "Ai đó đang dõi theo tôi"                   | "Ai đó đang dõi theo tôi"                   | "Ai đó đang dõi theo tôi"                   | "Ai đó đang dõi theo tôi"                   | "Ai đó đang dõi theo tôi"                   | "Ai đó đang dõi theo tôi"                   | "Ai đó đang dõi theo tôi"                   | "Ai đó đang dõi theo tôi"                   | "Ai đó đang dõi theo tôi"                   | "Ai đó đang dõi theo tôi"                   | "Ai đó đang dõi theo tôi"                   | "Ai đó đang dõi theo tôi"                   | "Ai đó đang dõi theo tôi"                   | "Ai đó đang dõi theo tôi"                   | "Ai đó đang dõi theo tôi"                   | "Ai đó đang dõi theo tôi"                   | "Ai đó đang dõi theo tôi"                   | "Ai đó đang dõi theo tôi"                   | "Ai đó đang dõi theo tôi"                   | "Ai đó đang dõi theo tôi"                   | "Ai đó đang dõi theo tôi"                   | "Ai đó đang dõi theo tôi"                   | "Ai đó đang dõi theo tôi"                   | "Ai đó đang dõi theo tôi"                   | "Ai đó đang dõi theo tôi"                   | "Ai đó đang dõi theo tôi"                   | "Ai đó đang dõi theo tôi"                   | "Ai đó đang dõi theo tôi"                   | "Ai đó đang dõi theo tôi"                   | "Ai đó đang dõi theo tôi"                   | "Ai đó đang dõi theo tôi"                   | "Ai đó đang dõi theo tôi"                   | "Ai đó đang dõi theo tôi"                   | "Ai đó đang dõi theo tôi"                   | "Ai đó đang dõi theo tôi"                   | "Ai đó đang dõi theo tôi"                   | "Ai đó đang dõi theo tôi"                   | "Ai đó đang dõi theo tôi"                   | "Ai đó đang dõi theo tôi"                   | Gertrude Lawrence   | Gertrude Lawrence   | Gertrude Lawrence   | Gertrude Lawrence   | Gertrude Lawrence   | Gertrude Lawrence   | Gertrude Lawrence   | Gertrude Lawrence   | Gertrude Lawrence   | Gertrude Lawrence   | Gertrude Lawrence   | Gertrude Lawrence   | Gertrude Lawrence   | Gertrude Lawrence   | Gertrude Lawrence   | Gertrude Lawrence   | Gertrude Lawrence   | Gertrude Lawrence   | Gertrude Lawrence   | Gertrude Lawrence   | Gertrude Lawrence   | Gertrude Lawrence   | Gertrude Lawrence   | Gertrude Lawrence   | Gertrude Lawrence   | Gertrude Lawrence   | Gertrude Lawrence   | Gertrude Lawrence   | Gertrude Lawrence   | Gertrude Lawrence   | Gertrude Lawrence   | Gertrude Lawrence   | Gertrude Lawrence   | Gertrude Lawrence   | Gertrude Lawrence   | Gertrude Lawrence   | Gertrude Lawrence   | Gertrude Lawrence   | Gertrude Lawrence   | Gertrude Lawrence   | Gertrude Lawrence   | Gertrude Lawrence   | Gertrude Lawrence   | Gertrude Lawrence   | Gertrude Lawrence   | Gertrude Lawrence   | Gertrude Lawrence   | Gertrude Lawrence   | Gertrude Lawrence   | Gertrude Lawrence   | Gertrude Lawrence   | Gertrude Lawrence   | Gertrude Lawrence   | Gertrude Lawrence   | Gertrude Lawrence   | Gertrude Lawrence   | Gertrude Lawrence   | Gertrude Lawrence   | Gertrude Lawrence   | Gertrude Lawrence   | Gertrude Lawrence   | Gertrude Lawrence   | Gertrude Lawrence   | Gertrude Lawrence   | Gertrude Lawrence   | Gertrude Lawrence   | Gertrude Lawrence   | Gertrude Lawrence   | Gertrude Lawrence   | Gertrude Lawrence   | Gertrude Lawrence   | Gertrude Lawrence   | Gertrude Lawrence   | Gertrude Lawrence   | Gertrude Lawrence   | Gertrude Lawrence   | Gertrude Lawrence   | Gertrude Lawrence   | Gertrude Lawrence   | Gertrude Lawrence   | Gertrude Lawrence   | Gertrude Lawrence   | Gertrude Lawrence   | Gertrude Lawrence   | Gertrude Lawrence   | Gertrude Lawrence   | Gertrude Lawrence   | Gertrude Lawrence   | Gertrude Lawrence   | Gertrude Lawrence   | Gertrude Lawrence   | Gertrude Lawrence   | Gertrude Lawrence   | Gertrude Lawrence   | Gertrude Lawrence   | Gertrude Lawrence   | Gertrude Lawrence   | Gertrude Lawrence   | Gertrude Lawrence   | Gertrude Lawrence   | 2           | 2           | 2           | 2           | 2           | 2           | 2           | 2           | 2           | 2           | 2           | 2           | 2           | 2           | 2           | 2           | 2           | 2           | 2           | 2           | 2           | 2           | 2           | 2           | 2           | 2           | 2           | 2           | 2           | 2           | 2           | 2           | 2           | 2           | 2           | 2           | 2           | 2           | 2           | 2           | 2           | 2           | 2           | 2           | 2           | 2           | 2           | 2           | 2           | 2           | 2           | 2           | 2           | 2           | 2           | 2           | 2           | 2           | 2           | 2           | 2           | 2           | 2           | 2           | 2           | 2           | 2           | 2           | 2           | 2           | 2           | 2           | 2           | 2           | 2           | 2           | 2           | 2           | 2           | 2           | 2           | 2           | 2           | 2           | 2           | 2           | 2           | 2           | 2           | 2           | 2           | 2           | 2           | 2           | 2           | 2           | 2           | 2           | 2           | 2           | An toàn (Tốp 2)      | An toàn (Tốp 2)      | An toàn (Tốp 2)      | An toàn (Tốp 2)      | An toàn (Tốp 2)      | An toàn (Tốp 2)      | An toàn (Tốp 2)      | An toàn (Tốp 2)      | An toàn (Tốp 2)      | An toàn (Tốp 2)      | An toàn (Tốp 2)      | An toàn (Tốp 2)      | An toàn (Tốp 2)      | An toàn (Tốp 2)      | An toàn (Tốp 2)      | An toàn (Tốp 2)      | An toàn (Tốp 2)      | An toàn (Tốp 2)      | An toàn (Tốp 2)      | An toàn (Tốp 2)      | An toàn (Tốp 2)      | An toàn (Tốp 2)      | An toàn (Tốp 2)      | An toàn (Tốp 2)      | An toàn (Tốp 2)      | An toàn (Tốp 2)      | An toàn (Tốp 2)      | An toàn (Tốp 2)      | An toàn (Tốp 2)      | An toàn (Tốp 2)      | An toàn (Tốp 2)      | An toàn (Tốp 2)      | An toàn (Tốp 2)      | An toàn (Tốp 2)      | An toàn (Tốp 2)      | An toàn (Tốp 2)      | An toàn (Tốp 2)      | An toàn (Tốp 2)      | An toàn (Tốp 2)      | An toàn (Tốp 2)      | An toàn (Tốp 2)      | An toàn (Tốp 2)      | An toàn (Tốp 2)      | An toàn (Tốp 2)      | An toàn (Tốp 2)      | An toàn (Tốp 2)      | An toàn (Tốp 2)      | An toàn (Tốp 2)      | An toàn (Tốp 2)      | An toàn (Tốp 2)      | An toàn (Tốp 2)      | An toàn (Tốp 2)      | An toàn (Tốp 2)      | An toàn (Tốp 2)      | An toàn (Tốp 2)      | An toàn (Tốp 2)      | An toàn (Tốp 2)      | An toàn (Tốp 2)      | An toàn (Tốp 2)      | An toàn (Tốp 2)      | An toàn (Tốp 2)      | An toàn (Tốp 2)      | An toàn (Tốp 2)      | An toàn (Tốp 2)      | An toàn (Tốp 2)      | An toàn (Tốp 2)      | An toàn (Tốp 2)      | An toàn (Tốp 2)      | An toàn (Tốp 2)      | An toàn (Tốp 2)      | An toàn (Tốp 2)      | An toàn (Tốp 2)      | An toàn (Tốp 2)      | An toàn (Tốp 2)      | An toàn (Tốp 2)      | An toàn (Tốp 2)      | An toàn (Tốp 2)      | An toàn (Tốp 2)      | An toàn (Tốp 2)      | An toàn (Tốp 2)      | An toàn (Tốp 2)      | An toàn (Tốp 2)      | An toàn (Tốp 2)      | An toàn (Tốp 2)      | An toàn (Tốp 2)      | An toàn (Tốp 2)      | An toàn (Tốp 2)      | An toàn (Tốp 2)      | An toàn (Tốp 2)      | An toàn (Tốp 2)      | An toàn (Tốp 2)      | An toàn (Tốp 2)      | An toàn (Tốp 2)      | An toàn (Tốp 2)      | An toàn (Tốp 2)      | An toàn (Tốp 2)      | An toàn (Tốp 2)      | An toàn (Tốp 2)      | An toàn (Tốp 2)      | An toàn (Tốp 2)      |
| Tốp 4               | Tốp 4               | Tốp 4               | Tốp 4               | Tốp 4               | Tốp 4               | Tốp 4               | Tốp 4               | Tốp 4               | Tốp 4               | Tốp 4               | Tốp 4               | Tốp 4               | Tốp 4               | Tốp 4               | Tốp 4               | Tốp 4               | Tốp 4               | Tốp 4               | Tốp 4               | Tốp 4               | Tốp 4               | Tốp 4               | Tốp 4               | Tốp 4               | Tốp 4               | Tốp 4               | Tốp 4               | Tốp 4               | Tốp 4               | Tốp 4               | Tốp 4               | Tốp 4               | Tốp 4               | Tốp 4               | Tốp 4               | Tốp 4               | Tốp 4               | Tốp 4               | Tốp 4               | Tốp 4               | Tốp 4               | Tốp 4               | Tốp 4               | Tốp 4               | Tốp 4               | Tốp 4               | Tốp 4               | Tốp 4               | Tốp 4               | Tốp 4               | Tốp 4               | Tốp 4               | Tốp 4               | Tốp 4               | Tốp 4               | Tốp 4               | Tốp 4               | Tốp 4               | Tốp 4               | Tốp 4               | Tốp 4               | Tốp 4               | Tốp 4               | Tốp 4               | Tốp 4               | Tốp 4               | Tốp 4               | Tốp 4               | Tốp 4               | Tốp 4               | Tốp 4               | Tốp 4               | Tốp 4               | Tốp 4               | Tốp 4               | Tốp 4               | Tốp 4               | Tốp 4               | Tốp 4               | Tốp 4               | Tốp 4               | Tốp 4               | Tốp 4               | Tốp 4               | Tốp 4               | Tốp 4               | Tốp 4               | Tốp 4               | Tốp 4               | Tốp 4               | Tốp 4               | Tốp 4               | Tốp 4               | Tốp 4               | Tốp 4               | Tốp 4               | Tốp 4               | Tốp 4               | Tốp 4               | Rock & Roll một mình Hát đôi                  | Rock & Roll một mình Hát đôi                  | Rock & Roll một mình Hát đôi                  | Rock & Roll một mình Hát đôi                  | Rock & Roll một mình Hát đôi                  | Rock & Roll một mình Hát đôi                  | Rock & Roll một mình Hát đôi                  | Rock & Roll một mình Hát đôi                  | Rock & Roll một mình Hát đôi                  | Rock & Roll một mình Hát đôi                  | Rock & Roll một mình Hát đôi                  | Rock & Roll một mình Hát đôi                  | Rock & Roll một mình Hát đôi                  | Rock & Roll một mình Hát đôi                  | Rock & Roll một mình Hát đôi                  | Rock & Roll một mình Hát đôi                  | Rock & Roll một mình Hát đôi                  | Rock & Roll một mình Hát đôi                  | Rock & Roll một mình Hát đôi                  | Rock & Roll một mình Hát đôi                  | Rock & Roll một mình Hát đôi                  | Rock & Roll một mình Hát đôi                  | Rock & Roll một mình Hát đôi                  | Rock & Roll một mình Hát đôi                  | Rock & Roll một mình Hát đôi                  | Rock & Roll một mình Hát đôi                  | Rock & Roll một mình Hát đôi                  | Rock & Roll một mình Hát đôi                  | Rock & Roll một mình Hát đôi                  | Rock & Roll một mình Hát đôi                  | Rock & Roll một mình Hát đôi                  | Rock & Roll một mình Hát đôi                  | Rock & Roll một mình Hát đôi                  | Rock & Roll một mình Hát đôi                  | Rock & Roll một mình Hát đôi                  | Rock & Roll một mình Hát đôi                  | Rock & Roll một mình Hát đôi                  | Rock & Roll một mình Hát đôi                  | Rock & Roll một mình Hát đôi                  | Rock & Roll một mình Hát đôi                  | Rock & Roll một mình Hát đôi                  | Rock & Roll một mình Hát đôi                  | Rock & Roll một mình Hát đôi                  | Rock & Roll một mình Hát đôi                  | Rock & Roll một mình Hát đôi                  | Rock & Roll một mình Hát đôi                  | Rock & Roll một mình Hát đôi                  | Rock & Roll một mình Hát đôi                  | Rock & Roll một mình Hát đôi                  | Rock & Roll một mình Hát đôi                  | Rock & Roll một mình Hát đôi                  | Rock & Roll một mình Hát đôi                  | Rock & Roll một mình Hát đôi                  | Rock & Roll một mình Hát đôi                  | Rock & Roll một mình Hát đôi                  | Rock & Roll một mình Hát đôi                  | Rock & Roll một mình Hát đôi                  | Rock & Roll một mình Hát đôi                  | Rock & Roll một mình Hát đôi                  | Rock & Roll một mình Hát đôi                  | Rock & Roll một mình Hát đôi                  | Rock & Roll một mình Hát đôi                  | Rock & Roll một mình Hát đôi                  | Rock & Roll một mình Hát đôi                  | Rock & Roll một mình Hát đôi                  | Rock & Roll một mình Hát đôi                  | Rock & Roll một mình Hát đôi                  | Rock & Roll một mình Hát đôi                  | Rock & Roll một mình Hát đôi                  | Rock & Roll một mình Hát đôi                  | Rock & Roll một mình Hát đôi                  | Rock & Roll một mình Hát đôi                  | Rock & Roll một mình Hát đôi                  | Rock & Roll một mình Hát đôi                  | Rock & Roll một mình Hát đôi                  | Rock & Roll một mình Hát đôi                  | Rock & Roll một mình Hát đôi                  | Rock & Roll một mình Hát đôi                  | Rock & Roll một mình Hát đôi                  | Rock & Roll một mình Hát đôi                  | Rock & Roll một mình Hát đôi                  | Rock & Roll một mình Hát đôi                  | Rock & Roll một mình Hát đôi                  | Rock & Roll một mình Hát đôi                  | Rock & Roll một mình Hát đôi                  | Rock & Roll một mình Hát đôi                  | Rock & Roll một mình Hát đôi                  | Rock & Roll một mình Hát đôi                  | Rock & Roll một mình Hát đôi                  | Rock & Roll một mình Hát đôi                  | Rock & Roll một mình Hát đôi                  | Rock & Roll một mình Hát đôi                  | Rock & Roll một mình Hát đôi                  | Rock & Roll một mình Hát đôi                  | Rock & Roll một mình Hát đôi                  | Rock & Roll một mình Hát đôi                  | Rock & Roll một mình Hát đôi                  | Rock & Roll một mình Hát đôi                  | Rock & Roll một mình Hát đôi                  | Rock & Roll một mình Hát đôi                  | "Cry Baby" Slow Ride" hát cùng Adam Lambert | "Cry Baby" Slow Ride" hát cùng Adam Lambert | "Cry Baby" Slow Ride" hát cùng Adam Lambert | "Cry Baby" Slow Ride" hát cùng Adam Lambert | "Cry Baby" Slow Ride" hát cùng Adam Lambert | "Cry Baby" Slow Ride" hát cùng Adam Lambert | "Cry Baby" Slow Ride" hát cùng Adam Lambert | "Cry Baby" Slow Ride" hát cùng Adam Lambert | "Cry Baby" Slow Ride" hát cùng Adam Lambert | "Cry Baby" Slow Ride" hát cùng Adam Lambert | "Cry Baby" Slow Ride" hát cùng Adam Lambert | "Cry Baby" Slow Ride" hát cùng Adam Lambert | "Cry Baby" Slow Ride" hát cùng Adam Lambert | "Cry Baby" Slow Ride" hát cùng Adam Lambert | "Cry Baby" Slow Ride" hát cùng Adam Lambert | "Cry Baby" Slow Ride" hát cùng Adam Lambert | "Cry Baby" Slow Ride" hát cùng Adam Lambert | "Cry Baby" Slow Ride" hát cùng Adam Lambert | "Cry Baby" Slow Ride" hát cùng Adam Lambert | "Cry Baby" Slow Ride" hát cùng Adam Lambert | "Cry Baby" Slow Ride" hát cùng Adam Lambert | "Cry Baby" Slow Ride" hát cùng Adam Lambert | "Cry Baby" Slow Ride" hát cùng Adam Lambert | "Cry Baby" Slow Ride" hát cùng Adam Lambert | "Cry Baby" Slow Ride" hát cùng Adam Lambert | "Cry Baby" Slow Ride" hát cùng Adam Lambert | "Cry Baby" Slow Ride" hát cùng Adam Lambert | "Cry Baby" Slow Ride" hát cùng Adam Lambert | "Cry Baby" Slow Ride" hát cùng Adam Lambert | "Cry Baby" Slow Ride" hát cùng Adam Lambert | "Cry Baby" Slow Ride" hát cùng Adam Lambert | "Cry Baby" Slow Ride" hát cùng Adam Lambert | "Cry Baby" Slow Ride" hát cùng Adam Lambert | "Cry Baby" Slow Ride" hát cùng Adam Lambert | "Cry Baby" Slow Ride" hát cùng Adam Lambert | "Cry Baby" Slow Ride" hát cùng Adam Lambert | "Cry Baby" Slow Ride" hát cùng Adam Lambert | "Cry Baby" Slow Ride" hát cùng Adam Lambert | "Cry Baby" Slow Ride" hát cùng Adam Lambert | "Cry Baby" Slow Ride" hát cùng Adam Lambert | "Cry Baby" Slow Ride" hát cùng Adam Lambert | "Cry Baby" Slow Ride" hát cùng Adam Lambert | "Cry Baby" Slow Ride" hát cùng Adam Lambert | "Cry Baby" Slow Ride" hát cùng Adam Lambert | "Cry Baby" Slow Ride" hát cùng Adam Lambert | "Cry Baby" Slow Ride" hát cùng Adam Lambert | "Cry Baby" Slow Ride" hát cùng Adam Lambert | "Cry Baby" Slow Ride" hát cùng Adam Lambert | "Cry Baby" Slow Ride" hát cùng Adam Lambert | "Cry Baby" Slow Ride" hát cùng Adam Lambert | "Cry Baby" Slow Ride" hát cùng Adam Lambert | "Cry Baby" Slow Ride" hát cùng Adam Lambert | "Cry Baby" Slow Ride" hát cùng Adam Lambert | "Cry Baby" Slow Ride" hát cùng Adam Lambert | "Cry Baby" Slow Ride" hát cùng Adam Lambert | "Cry Baby" Slow Ride" hát cùng Adam Lambert | "Cry Baby" Slow Ride" hát cùng Adam Lambert | "Cry Baby" Slow Ride" hát cùng Adam Lambert | "Cry Baby" Slow Ride" hát cùng Adam Lambert | "Cry Baby" Slow Ride" hát cùng Adam Lambert | "Cry Baby" Slow Ride" hát cùng Adam Lambert | "Cry Baby" Slow Ride" hát cùng Adam Lambert | "Cry Baby" Slow Ride" hát cùng Adam Lambert | "Cry Baby" Slow Ride" hát cùng Adam Lambert | "Cry Baby" Slow Ride" hát cùng Adam Lambert | "Cry Baby" Slow Ride" hát cùng Adam Lambert | "Cry Baby" Slow Ride" hát cùng Adam Lambert | "Cry Baby" Slow Ride" hát cùng Adam Lambert | "Cry Baby" Slow Ride" hát cùng Adam Lambert | "Cry Baby" Slow Ride" hát cùng Adam Lambert | "Cry Baby" Slow Ride" hát cùng Adam Lambert | "Cry Baby" Slow Ride" hát cùng Adam Lambert | "Cry Baby" Slow Ride" hát cùng Adam Lambert | "Cry Baby" Slow Ride" hát cùng Adam Lambert | "Cry Baby" Slow Ride" hát cùng Adam Lambert | "Cry Baby" Slow Ride" hát cùng Adam Lambert | "Cry Baby" Slow Ride" hát cùng Adam Lambert | "Cry Baby" Slow Ride" hát cùng Adam Lambert | "Cry Baby" Slow Ride" hát cùng Adam Lambert | "Cry Baby" Slow Ride" hát cùng Adam Lambert | "Cry Baby" Slow Ride" hát cùng Adam Lambert | "Cry Baby" Slow Ride" hát cùng Adam Lambert | "Cry Baby" Slow Ride" hát cùng Adam Lambert | "Cry Baby" Slow Ride" hát cùng Adam Lambert | "Cry Baby" Slow Ride" hát cùng Adam Lambert | "Cry Baby" Slow Ride" hát cùng Adam Lambert | "Cry Baby" Slow Ride" hát cùng Adam Lambert | "Cry Baby" Slow Ride" hát cùng Adam Lambert | "Cry Baby" Slow Ride" hát cùng Adam Lambert | "Cry Baby" Slow Ride" hát cùng Adam Lambert | "Cry Baby" Slow Ride" hát cùng Adam Lambert | "Cry Baby" Slow Ride" hát cùng Adam Lambert | "Cry Baby" Slow Ride" hát cùng Adam Lambert | "Cry Baby" Slow Ride" hát cùng Adam Lambert | "Cry Baby" Slow Ride" hát cùng Adam Lambert | "Cry Baby" Slow Ride" hát cùng Adam Lambert | "Cry Baby" Slow Ride" hát cùng Adam Lambert | "Cry Baby" Slow Ride" hát cùng Adam Lambert | "Cry Baby" Slow Ride" hát cùng Adam Lambert | "Cry Baby" Slow Ride" hát cùng Adam Lambert | Janis Joplin Foghat | Janis Joplin Foghat | Janis Joplin Foghat | Janis Joplin Foghat | Janis Joplin Foghat | Janis Joplin Foghat | Janis Joplin Foghat | Janis Joplin Foghat | Janis Joplin Foghat | Janis Joplin Foghat | Janis Joplin Foghat | Janis Joplin Foghat | Janis Joplin Foghat | Janis Joplin Foghat | Janis Joplin Foghat | Janis Joplin Foghat | Janis Joplin Foghat | Janis Joplin Foghat | Janis Joplin Foghat | Janis Joplin Foghat | Janis Joplin Foghat | Janis Joplin Foghat | Janis Joplin Foghat | Janis Joplin Foghat | Janis Joplin Foghat | Janis Joplin Foghat | Janis Joplin Foghat | Janis Joplin Foghat | Janis Joplin Foghat | Janis Joplin Foghat | Janis Joplin Foghat | Janis Joplin Foghat | Janis Joplin Foghat | Janis Joplin Foghat | Janis Joplin Foghat | Janis Joplin Foghat | Janis Joplin Foghat | Janis Joplin Foghat | Janis Joplin Foghat | Janis Joplin Foghat | Janis Joplin Foghat | Janis Joplin Foghat | Janis Joplin Foghat | Janis Joplin Foghat | Janis Joplin Foghat | Janis Joplin Foghat | Janis Joplin Foghat | Janis Joplin Foghat | Janis Joplin Foghat | Janis Joplin Foghat | Janis Joplin Foghat | Janis Joplin Foghat | Janis Joplin Foghat | Janis Joplin Foghat | Janis Joplin Foghat | Janis Joplin Foghat | Janis Joplin Foghat | Janis Joplin Foghat | Janis Joplin Foghat | Janis Joplin Foghat | Janis Joplin Foghat | Janis Joplin Foghat | Janis Joplin Foghat | Janis Joplin Foghat | Janis Joplin Foghat | Janis Joplin Foghat | Janis Joplin Foghat | Janis Joplin Foghat | Janis Joplin Foghat | Janis Joplin Foghat | Janis Joplin Foghat | Janis Joplin Foghat | Janis Joplin Foghat | Janis Joplin Foghat | Janis Joplin Foghat | Janis Joplin Foghat | Janis Joplin Foghat | Janis Joplin Foghat | Janis Joplin Foghat | Janis Joplin Foghat | Janis Joplin Foghat | Janis Joplin Foghat | Janis Joplin Foghat | Janis Joplin Foghat | Janis Joplin Foghat | Janis Joplin Foghat | Janis Joplin Foghat | Janis Joplin Foghat | Janis Joplin Foghat | Janis Joplin Foghat | Janis Joplin Foghat | Janis Joplin Foghat | Janis Joplin Foghat | Janis Joplin Foghat | Janis Joplin Foghat | Janis Joplin Foghat | Janis Joplin Foghat | Janis Joplin Foghat | Janis Joplin Foghat | Janis Joplin Foghat | 2 6         | 2 6         | 2 6         | 2 6         | 2 6         | 2 6         | 2 6         | 2 6         | 2 6         | 2 6         | 2 6         | 2 6         | 2 6         | 2 6         | 2 6         | 2 6         | 2 6         | 2 6         | 2 6         | 2 6         | 2 6         | 2 6         | 2 6         | 2 6         | 2 6         | 2 6         | 2 6         | 2 6         | 2 6         | 2 6         | 2 6         | 2 6         | 2 6         | 2 6         | 2 6         | 2 6         | 2 6         | 2 6         | 2 6         | 2 6         | 2 6         | 2 6         | 2 6         | 2 6         | 2 6         | 2 6         | 2 6         | 2 6         | 2 6         | 2 6         | 2 6         | 2 6         | 2 6         | 2 6         | 2 6         | 2 6         | 2 6         | 2 6         | 2 6         | 2 6         | 2 6         | 2 6         | 2 6         | 2 6         | 2 6         | 2 6         | 2 6         | 2 6         | 2 6         | 2 6         | 2 6         | 2 6         | 2 6         | 2 6         | 2 6         | 2 6         | 2 6         | 2 6         | 2 6         | 2 6         | 2 6         | 2 6         | 2 6         | 2 6         | 2 6         | 2 6         | 2 6         | 2 6         | 2 6         | 2 6         | 2 6         | 2 6         | 2 6         | 2 6         | 2 6         | 2 6         | 2 6         | 2 6         | 2 6         | 2 6         | Bị loại              | Bị loại              | Bị loại              | Bị loại              | Bị loại              | Bị loại              | Bị loại              | Bị loại              | Bị loại              | Bị loại              | Bị loại              | Bị loại              | Bị loại              | Bị loại              | Bị loại              | Bị loại              | Bị loại              | Bị loại              | Bị loại              | Bị loại              | Bị loại              | Bị loại              | Bị loại              | Bị loại              | Bị loại              | Bị loại              | Bị loại              | Bị loại              | Bị loại              | Bị loại              | Bị loại              | Bị loại              | Bị loại              | Bị loại              | Bị loại              | Bị loại              | Bị loại              | Bị loại              | Bị loại              | Bị loại              | Bị loại              | Bị loại              | Bị loại              | Bị loại              | Bị loại              | Bị loại              | Bị loại              | Bị loại              | Bị loại              | Bị loại              | Bị loại              | Bị loại              | Bị loại              | Bị loại              | Bị loại              | Bị loại              | Bị loại              | Bị loại              | Bị loại              | Bị loại              | Bị loại              | Bị loại              | Bị loại              | Bị loại              | Bị loại              | Bị loại              | Bị loại              | Bị loại              | Bị loại              | Bị loại              | Bị loại              | Bị loại              | Bị loại              | Bị loại              | Bị loại              | Bị loại              | Bị loại              | Bị loại              | Bị loại              | Bị loại              | Bị loại              | Bị loại              | Bị loại              | Bị loại              | Bị loại              | Bị loại              | Bị loại              | Bị loại              | Bị loại              | Bị loại              | Bị loại              | Bị loại              | Bị loại              | Bị loại              | Bị loại              | Bị loại              | Bị loại              | Bị loại              | Bị loại              | Bị loại              |

- Chú giải 1:  Hội đồng giám khảo sử dụng quyền cứu trợ cho thí sinh Matt Giraud, do đó Tốp 7 vẫn được giữ nguyên ở tuần thi kế tiếp.

## SauIdol
Sau khi bị loại, Allsion trình diễn với tư cch1 khách mời trên Live with Regis and Kelly, The Ellen Degeneres Show, The Tonight Show with Jay Leno, Larry King Live. Cô cũng trình diễn trong đêm chung kết American Idol season 8, gồn một bản "So What" và màn song ca "Time After Time" với Cyndi Lauper.
9/0/2009, có tin chính thức Allison đã ký hợp đồng với Jive Records và 19 Entertainment.
Từ khi Allison đứng thứ 4 ở season 8, cô tham gia vào American Idols LIVE! Tour 2009, trình diễn "So What", "Cry Baby", "Barracuda", và "Slow Ride" (với Adam Lambert). Allison cũng trình diễn "Barracuda" trên The Tonight Show with Conan O' Brien vào nagy2 15/7/2009 để quảng bá show diễn..
Tháng 9 năm 2009, Allison tham gia tour diễn 50 thành phố với các thí sinh American Idol, trong khi bắt đầu thu âm album đầu tay "Just like you".

## Sự nghiệp

### Just Like You(2009 đến nay)
Album đầu tay của Allison phát hành ngày 1 tháng 12 năm 2009 Đĩa đơn "Friday I'll Be Over U" do Max Martin sản xuất được phát hành vào ngày 5 tháng 10 năm 2009 và được đưa lên các phương tiện kỹ thuật số vào ngày 3 tháng 11 năm 2009. Theo Rolling Stone, Jive mong đợi Allison sẽ bán hết 75.000 bản trong tuần đầu tiên Album bán ra 32,000 bản trong tuần đầu, xếp thứ 35 trên Billboard 200 album chart. Bài "Pieces" được hát trên tập American Idol season 9.

## Ban nhạc
David Immerman – guitar chính, hát đệm (2009–đến nay)

Priscilla Fire – bass, hát đệm (2009–đến nay)

Zoux – keyboard, hát đệm (2009–đến nay)

Valerie Franco – trống, hát đệm (2009–đến nay)

## Đĩa hát

### Album phòng thu
| 2009 | Just Like You - Nhãn đĩa: Jive Records/19 Recordings | 35 | 14 | - US sales: 80,000 |

### Đĩa đơn
| 2009                                    | "Friday I'll Be Over U" | — | Just Like You | - Sales: 42,000 |
| "—" denotes releases that did not chart |                         |   |               |                 |

### Đĩa đơn số
| Year | Single                          | Peak positions | Album                      |
| Year | Single                          | US             | Album                      |
| ---- | ------------------------------- | -------------- | -------------------------- |
| 2009 | "Slow Ride" (with Adam Lambert) | 105            | American Idol performances |

## Giải thưởng và đề cử
| Năm  | Giải thưởng        | Hạng mục                                              | Kết quả |
| ---- | ------------------ | ----------------------------------------------------- | ------- |
| 2009 | Teen Choice Awards | Choice Summer Tour (shared with American Idol Top 10) | Đề cử   |